# Campagna del Nordafrica
La campagna del Nordafrica, conosciuta anche come guerra nel deserto, fu combattuta in un teatro di guerra situato nel Nordafrica, in Egitto, Libia, Tunisia, Algeria e Marocco, in cui si confrontarono italiani e tedeschi da una parte, e gli Alleati dall'altra, durante la seconda guerra mondiale tra il 1940 e il 1943.
Il Regio Esercito, in Libia comandato dal maresciallo Rodolfo Graziani, forte numericamente ma insufficientemente equipaggiato, diede inizio alla campagna nell'estate 1940 entrando in Egitto ma nel dicembre seguente le forze britanniche del generale Archibald Wavell, modernamente armate e molto mobili, passarono alla controffensiva, sbaragliarono l'esercito italiano e occuparono l'intera Cirenaica. Benito Mussolini fu costretto a chiedere aiuto ad Adolf Hitler che, nel marzo 1941 inviò in Nordafrica il cosiddetto Afrikakorps guidato dal generale Erwin Rommel. Da quel momento le Panzer-Division dell'Afrikakorps svolsero un ruolo decisivo nella campagna per le forze dell'Asse; nella primavera 1941 il generale Rommel passò all'attacco e riconquistò la Cirenaica tranne Tobruch; dopo altri successi, le forze italo-tedesche furono però sconfitte nell'inverno dello stesso anno dalla nuova offensiva britannica, operazione Crusader, e ripiegarono nuovamente fino al confine della Tripolitania.
Il generale Rommel, dopo aver rafforzato la sua armata italo-tedesca, riprese presto l'iniziativa, respinse nuovamente i britannici nel gennaio e nel maggio del 1942 combatté e vinse la grande battaglia di Ain el-Gazala; i britannici dovettero ripiegare in profondità in Egitto; Tobruk fu conquistata e gli italo-tedeschi arrivarono fino a El Alamein dove il fronte si stabilizzò nell'agosto 1942. La campagna del Nordafrica ebbe una svolta decisiva nell'autunno successivo; i britannici del generale Bernard Montgomery vinsero la seconda battaglia di El Alamein costringendo i resti delle forze italo-tedesche del generale Rommel a evacuare definitivamente tutta la Libia; Tripoli cadde il 23 gennaio 1943. Contemporaneamente un grande corpo di spedizione anglo-americano, al comando del generale Dwight Eisenhower, sbarcò in Marocco e Algeria a partire dall'8 novembre 1942, l'operazione Torch.
Dopo l'afflusso di altre truppe italo-tedesche in Tunisia che permise di fermare temporaneamente l'avanzata alleata da sud e da ovest, la situazione delle forze dell'Asse precipitò nella primavera 1943. Privi di adeguati rifornimenti e in schiacciante inferiorità numerica e materiale, le residue forze italo-tedesche, passate al comando dei generali Giovanni Messe e Hans-Jürgen von Arnim, si arresero entro il 13 maggio 1943, mettendo fine alla campagna del Nordafrica.

## Il teatro bellico del Nordafrica nel 1940
Nelle sue direttive del 31 marzo 1940 Benito Mussolini aveva delineato in termini generali la strategia globale che avrebbe dovuto essere seguita dalle forze armate italiane nel caso sempre più probabile di un ingresso in guerra a fianco del Terzo Reich contro la Francia e la Gran Bretagna. Riguardo al teatro bellico nordafricano il Duce stabiliva che a causa della difficile situazione geografica della Libia teoricamente minacciata sia dall'Egitto britannico che dal Nordafrica francese, le forze italiane nella colonia, comandate dal governatore, maresciallo dell'aria Italo Balbo, avrebbero dovuto mantenersi sulla difensiva.
Le forze francesi in Marocco, Algeria e Tunisia del generale Charles Noguès ammontavano a otto divisioni mentre le truppe britanniche in Egitto erano calcolate dal servizio informazioni italiano in circa cinque divisioni; quindi dopo l'entrata in guerra del 10 giugno 1940 Mussolini confermò le sue direttive difensive. La situazione cambiò con la sconfitta della Francia e l'armistizio del 24 giugno 1940 a Villa Incisa; le colonie francesi vennero neutralizzate e il maresciallo Balbo poté concentrare la maggior parte delle sue forze sul confine libico-egiziano.
Le forze italiane in Libia del maresciallo Balbo apparivano sulla carta adeguate al teatro bellico coloniale; dalla fine degli anni trenta erano state inviate una serie di unità di fanteria destinate in realtà prevalentemente a compiti difensivi. In totale il 10 giugno 1940 erano presenti in Libia quattordici divisioni con 236000 soldati, 1427 cannoni, 339 carri armati leggeri L3, 8039 automezzi; queste forze erano suddivise tra la 5ª Armata che al comando del generale Italo Gariboldi copriva il confine occidentale con sei divisioni di fanteria e due divisioni di camicie nere, e la 10ª Armata del generale Mario Berti che, con tre divisioni di fanteria, due divisioni libiche e una divisione di camicie nere, era schierata sul confine egiziano. La Regia Aeronautica disponeva in Libia di circa 250 aerei in maggioranza di modelli non molto moderni. Queste forze erano consistenti per numero, ma in realtà si trattava di reparti prevalentemente appiedati, privi di automezzi sufficienti, con gravi carenze di armamento soprattutto nei mezzi corazzati, poco addestrate alla guerra nel deserto.
Le truppe britanniche presenti sul confine egiziano all'inizio della guerra dipendevano dal Comando del Medio Oriente del generale Archibald Wavell ed erano molto meno numerose, due divisioni con 36000 soldati in totale, ma, essendo completamente motorizzate e fornite di mezzi corazzati e meccanizzati idonei alla veloce guerra nel deserto, erano molto più mobili e si dimostrarono subito pericolose per i presidi fissi italiani. Il maresciallo Balbo rilevò la superiorità tattica e tecnica dei britannici e la segnalò al maresciallo Pietro Badoglio; tuttavia nonostante questi avvertimenti, il Comando Supremo a Roma ordinò il 28 giugno 1940 al governatore di raggruppare tutte le forze disponibili sul confine libico-egiziano e invadere l'Egitto. Quello stesso giorno il maresciallo Balbo rimase ucciso nell'abbattimento per errore del suo aereo dall'artiglieria antiaerea italiana a Tobruk e Mussolini nominò al suo posto come comandante superiore in Libia, il cosiddetto "Superlibia", il maresciallo Rodolfo Graziani, il capo di Stato maggiore dell'esercito, ritenuto un esperto di guerre coloniali
Il nuovo comandante in capo, giunto sul posto, non si mostrò disposto a intraprendere subito l'offensiva in Egitto; egli lamentò le carenze logistiche e tecniche delle sue forze e le difficoltà del clima e del terreno e rinviò ripetutamente il previsto attacco. Mussolini tuttavia continuò a sollecitare l'invasione dell'Egitto; il Duce affermava che le forze disponibili erano adeguate, che i britannici erano deboli e che per motivi di alta politica era indispensabile raggiungere qualche successo in Nordafrica per ottenere, in caso di rapida vittoria totale dell'Asse, gli obiettivi strategici dell'Italia. Il Duce, dopo un colloquio infruttuoso a Roma con il maresciallo, il 19 agosto inviò un ordine tassativo in cui intimava al governatore di attaccare o dimettersi. Mussolini inoltre in questa fase non si mostrò interessato, sulla base della sua scelta politica fondamentale di condurre una «guerra parallela» e autonoma rispetto al Terzo Reich, all'intervento di moderne forze meccanizzate tedesche come era stato proposto da Adolf Hitler e dallo stato maggiore della Wehrmacht, dubbiosi sulla reale capacità degli italiani di sconfiggere i britannici.
In realtà nei mesi di giugno e luglio 1940 i dirigenti politico-militari britannici erano molto preoccupati per la situazione nel Mar Mediterraneo; furono studiati anche piani per evacuare il Mediterraneo orientale e trasferire per la rotta del Capo le navi della Royal Navy a Gibilterra; si temeva un'invasione italiana dell'Egitto con grandi forze. Fu soprattutto il Primo Ministro Winston Churchill che si oppose fermamente a questi propositi pessimistici; egli invece sollecitò il raggruppamento di tutte le forze disponibili nel teatro del Medio Oriente e dell'Africa e giunse al punto di prevedere l'invio di rinforzi dalla metropoli nonostante che la Gran Bretagna fosse in quel periodo minacciata da un'invasione tedesca.

## Operazioni in Africa settentrionale

### L'avanzata iniziale italiana e la controffensiva britannica

Mappa riepilogativa dell'avanzata britannica durante l'operazione Compass

Il 13 settembre 1940 il maresciallo Rodolfo Graziani, il comandante superiore in Libia, lanciò un'offensiva entrando in territorio egiziano con alcune colonne motorizzate della 10ª Armata del generale Mario Berti; il maresciallo aveva infine dovuto prendere l'iniziativa dopo essere stato criticato da Mussolini per la sua passività e il suo pessimismo. Inizialmente le deboli ma agili forze britanniche si ritirarono e si concentrarono nel campo trincerato di Marsa Matruh. Il 16 settembre le truppe italiane del raggruppamento del generale Annibale Bergonzoli entrarono a Sidi Barrani. Il maresciallo Graziani preferì, nonostante le sollecitazioni di Mussolini, sospendere l'offensiva per organizzare metodicamente le strutture logistiche ritenute necessarie per un'ulteriore avanzata nel deserto. In questa fase si presentò nuovamente la possibilità di un concorso di truppe mobili tedesche alla campagna in Egitto, ma Mussolini si mostrò ancora poco entusiasta e Hitler, dopo un disastroso rapporto del generale Wilhelm von Thoma che, inviato in Nordafrica, aveva giudicato molto negativamente l'efficienza militare italiana, decise di ritirare la sua offerta di aiuto.

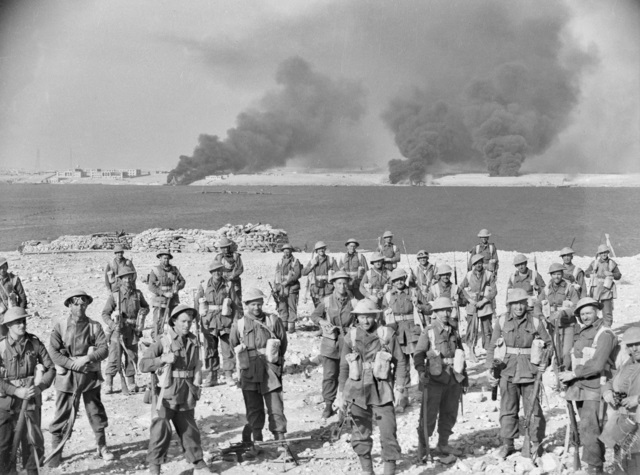
Truppe australiane a Tobruk.

Il generale Archibald Wavell, responsabile del Comando del Medio Oriente, aveva preferito ripiegare a Marsa Matruh dove intendeva combattere una battaglia decisiva, ma dopo l'arresto dell'avanzata italiana, decise di prendere l'iniziativa; Winston Churchill condivise i propositi aggressivi del comandante in capo e importanti rinforzi di uomini e mezzi furono inviati in Egitto. La cosiddetta Western Desert Force, comandata dall'abile generale Richard O'Connor, si trasformò in una forza numericamente piccola ma completamente motorizzata e potenziata da moderne forze corazzate equipaggiate con gli efficaci carri Matilda e Cruiser; anche le formazioni della Royal Air Force in Medio Oriente, inquadrate nel RAF Middle East Command, furono rafforzate con aerei moderni.
Il 9 dicembre 1940 il generale O'Connor sferrò l'operazione Compass, un'offensiva di sorpresa con la 7ª Divisione corazzata e con una divisione motorizzata anglo-indiana, 36000 uomini e 225 carri armati, e ottenne un brillante successo; i reparti italiani a Sidi el Barrani, poco mobili e schierati in capisaldi separati, vennero aggirati e sbaragliati; furono catturati circa 38000 prigionieri, i britannici superarono il confine libico-egiziano e il 18 dicembre raggiunsero Bardia, difesa dal corpo d'armata del generale Bergonzoli. Le truppe italiane disponibili erano ancora numerose ma le prime sconfitte provocarono un crollo del morale mentre i generali si dimostrarono demoralizzati e incapaci di organizzare la resistenza; il generale Berti, comandante della 10ª Armata, al momento dell'attacco era in licenza in Italia e non fece subito ritorno in Nordafrica, mentre lo stesso maresciallo Graziani apparve pessimista e rassegnato alla sconfitta.

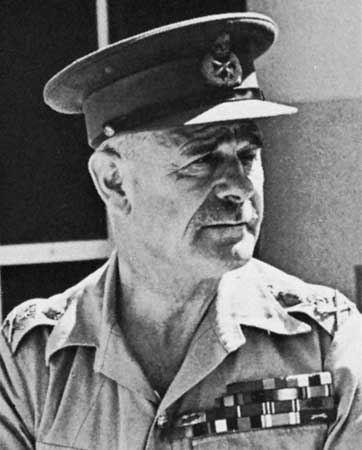
Il generale Archibald Wavell, comandante britannico del Comando del Medio Oriente.

La guarnigione di Bardia, costituita da 45000 soldati con 430 cannoni, venne attaccata da una divisione australiana appena arrivata al fronte in sostituzione degli indiani e in breve tempo le linee difensive furono superate dai carri pesanti Matilda. Le truppe italiane si arresero; entro il 5 gennaio 1941 la piazzaforte venne conquistata dalle forze del generale O'Connor che catturarono altri prigionieri; il generale Bergonzoli fuggì a piedi.

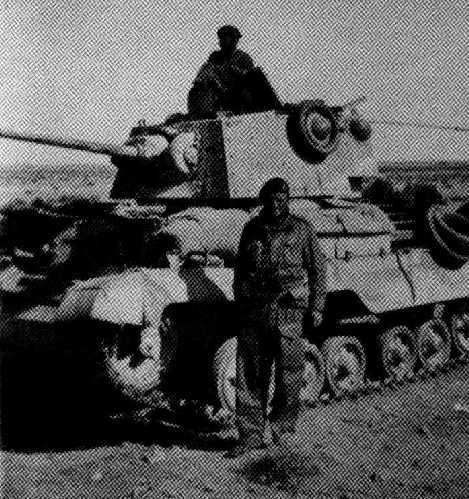
Un carro britannico Cruiser in azione nel deserto.

La pianificazione iniziale dei generali Wavell e O'Connor non prevedeva di trasformare l'attacco su Sidi Barrani in una grande offensiva generale; furono l'importanza dei successi conseguiti, la gravità delle disfatte inflitte al nemico e i segni di collasso degli italiani che indussero i generali britannici a proseguire le operazioni per sfruttare la favorevole occasione. Ancor prima della caduta di Bardia il generale O'Connor aveva fatto avanzare attraverso il deserto la 7ª Divisione corazzata che, nonostante il logoramento dei suoi mezzi, effettuò una nuova brillante avanzata con i 145 carri armati rimasti. Gli australiani invece dopo la presa di Bardia marciarono lungo la strada costiera e il 21 gennaio 1941 attaccarono e conquistarono anche Tobruk dove furono catturati altri 30000 soldati italiani e 236 cannoni.

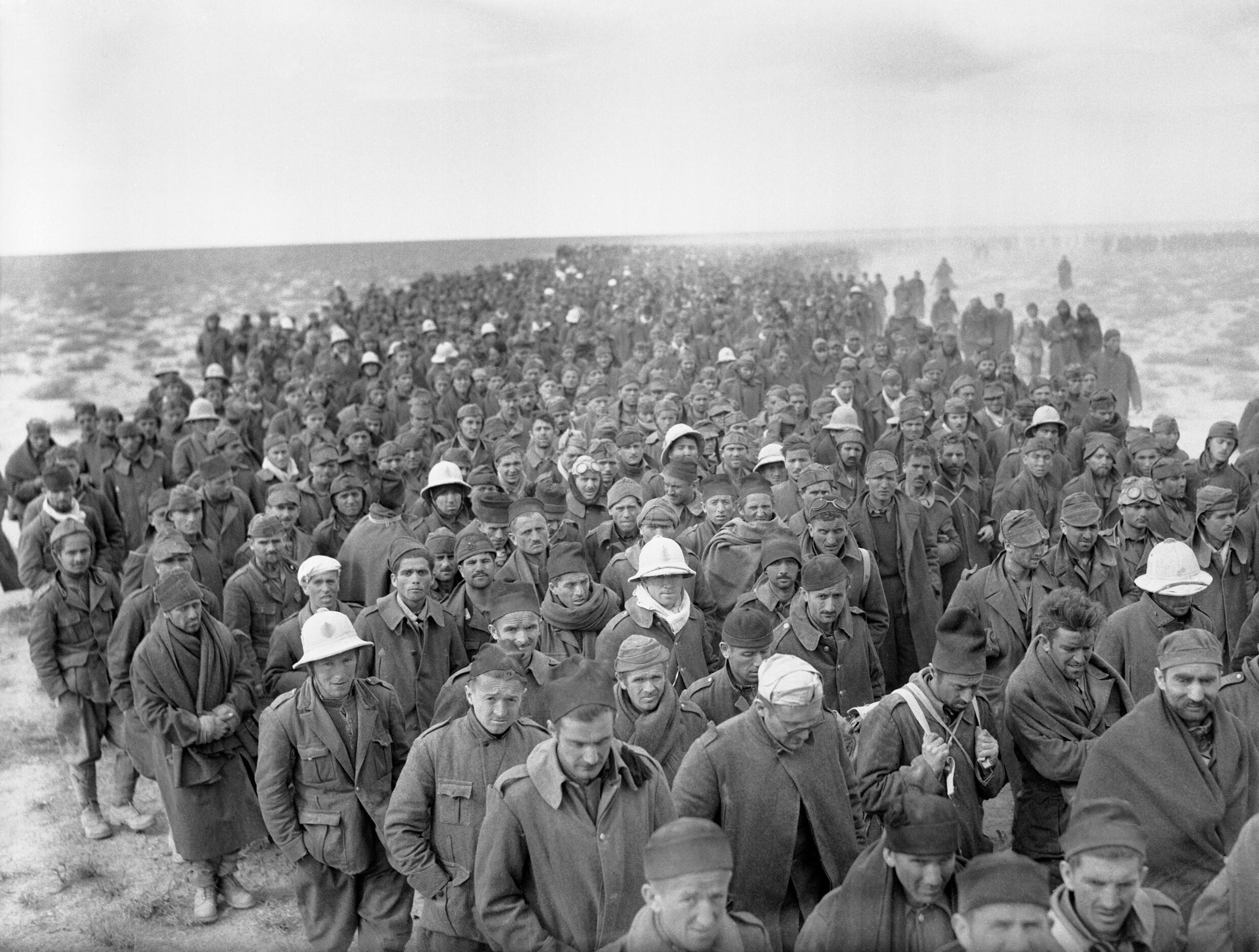
Prigionieri italiani catturati dai britannici durante la prima offensiva in Nordafrica del 1940-41.

Il maresciallo Graziani era molto scosso dalla critica situazione in Libia; egli aveva preferito frazionare le sue truppe, numericamente forti anche se scarsamente equipaggiate e poco mobili, a difesa delle città sulla costa che erano invece state facilmente conquistate dagli australiani sostenuti da un reggimento di carri Matilda. Il maresciallo dopo la perdita dell'importante porto di Tobruk fece un ultimo tentativo di difendere la Cirenaica organizzando, sotto il controllo della 10ª Armata passata al comando del generale Italo Gariboldi, uno sbarramento tra Derna ed El Mechili dove vennero schierate tutte le riserve corazzate disponibili, con circa 70 carri M11 e M13 raggruppati nella Brigata corazzata speciale "Babini". Il generale O'Connor attaccò questo schieramento difensivo il 24 gennaio 1941; la divisione australiana diresse su Derna mentre la 7ª Divisione corazzata, i cosiddetti "Topi del deserto", con circa 70 carri Cruiser si scontrò aspramente con i carri della Brigata "Babini" in quella che venne chiamata Battaglia di El Mechili; dopo violenti combattimenti i reparti corazzati italiani dovettero cedere il passo a El Mechili e ripiegarono verso la costa lasciando scoperta la via del deserto verso il golfo della Sirte attraverso la quale avanzarono subito con grande rapidità le mobilissime colonne meccanizzate britanniche. Le residue truppe italiane della 10ª Armata, passate al comando del generale Giuseppe Tellera, iniziarono dal 1º febbraio 1941 la ritirata generale lungo la strada costiera.
L'ultima fase dell'offensiva britannica ebbe inizio il 3 febbraio 1941 quando le residue forze meccanizzate della 7ª Divisione corazzata si diressero attraverso il deserto verso la costa per tagliare la strada alle colonne italiane in ritirata da Bengasi verso Agedabia, inseguiti dalla divisione australiana. Le avanguardie britanniche della cosiddetta Combeforce percorsero 270 chilometri in sole trentasei ore e alle ore 12.00 del 5 febbraio 1941 arrivarono alla strada litoranea in anticipo rispetto alle truppe nemiche. Il 6 febbraio si combatté la drammatica battaglia di Beda Fomm; gli italiani, preceduti dagli ultimi carri armati disponibili, lanciarono una serie di disperati attacchi per aprirsi un varco ma i britannici, rafforzati dall'arrivo di altri reparti, respinsero tutti gli assalti. Il 7 febbraio le truppe italiane superstiti si arresero; i britannici catturarono 20000 prigionieri, il generale Tellera fu ucciso e tre generali furono catturati. L'intera 10ª Armata italiana fu distrutta e i britannici poterono raggiungere El Agheila, in fondo al golfo della Sirte. Dal 9 dicembre 1940 all'8 febbraio 1941 la Western Desert Force del generale O'Connor, al prezzo di 500 morti, 1373 feriti e 56 dispersi, aveva catturato 130000 soldati italiani e distrutto 845 cannoni e 380 carri armati.

### Intervento dell'Afrikakorps

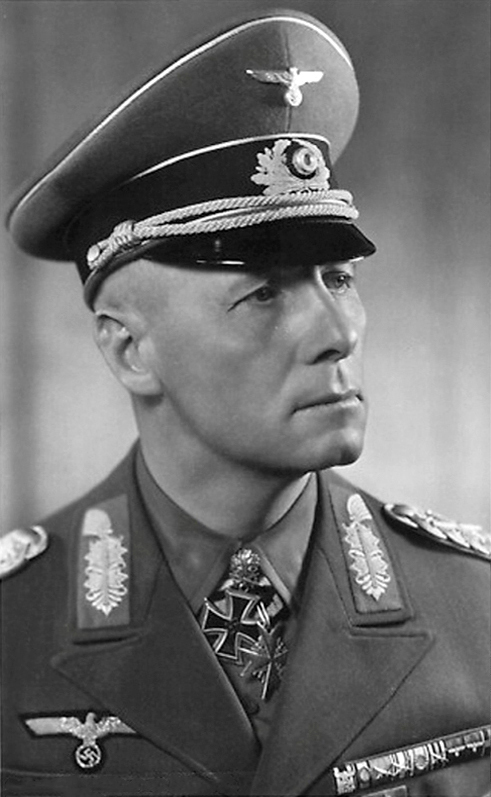
Il generale Erwin Rommel, il comandante dell'Afrikakorps.

Fin dalla metà di dicembre 1940, dopo la disfatta di Sidi el Barrani, era divenuto evidente che la Germania nazista sarebbe dovuta intervenire rapidamente in Nordafrica per evitare un crollo dell'Italia; il maresciallo Graziani fece richieste esplicite a Mussolini il 17 dicembre e il 19 gennaio 1941 Hitler e il Duce discussero l'argomento durante un colloquio a Berchtesgaden. Il Führer rimaneva dubbioso sull'utilità di un intervento tedesco e inizialmente era deciso a inviare solo forze ridotte; a tal proposito il 20 ottobre inviò il generale Wilhelm von Thoma in Nordafrica per una ricognizione. Il rapporto di von Thoma non fu incoraggiante: il clima, il terreno, le difficoltà logistiche e «la mancanza di slancio» del comando italiano erano - secondo il generale - elementi molto sfavorevoli, e si premurò di osservare che in caso di intervento tedesco, in Nordafrica vi fossero inviate non più di quattro divisioni. Di più non avrebbero potuto essere rifornite e non avrebbero potuto altresì raggiungere qualche obiettivo di rilievo.
Alcuni tedeschi videro l’intervento nel Mediterraneo come una via per mettere in ginocchio la Gran Bretagna; tra questi Erich Raeder e Alfred Jodl, tuttavia il capo di Stato Maggiore dell’OKH, Franz Halder osservava a che il fronte egiziano era troppo impegnativo per l’Italia sia a livello economico che organizzativo, mentre lo stesso Hitler considerava il Mediterraneo un teatro secondario, nel quale impegnare risorse minime atte solo ad aiutare l’Italia a non capitolare in tempi brevi.
In ogni caso gli sviluppi sempre più catastrofici della guerra in Libia e i consigli dei suoi generali convinsero Hitler ai primi di febbraio a confermare la cosiddetta operazione Sonnenblume e a inviare una Sperrverband (unità di sbarramento) che sarebbe stata costituita da una divisione leggera equipaggiata con carri armati e da una divisione corazzata. L’unità assunse il nome di Deutsches Afrikakorps (DAK), un corpo d'armata comandato dal generale Erwin Rommel - un protegé di Hitler - già famoso per le sue vittorie in Francia alla guida di reparti corazzati, considerato ottimista, efficiente ed energico. Il generale, dopo un colloquio con Hitler il 6 febbraio, arrivò a Tripoli il 12 febbraio e assunse subito la direzione delle operazioni scavalcando il nuovo comandante superiore in Libia, il generale Italo Gariboldi che aveva sostituito il giorno precedente il maresciallo Graziani che, fortemente esaurito e demoralizzato, aveva richiesto a Mussolini di essere richiamato in patria.

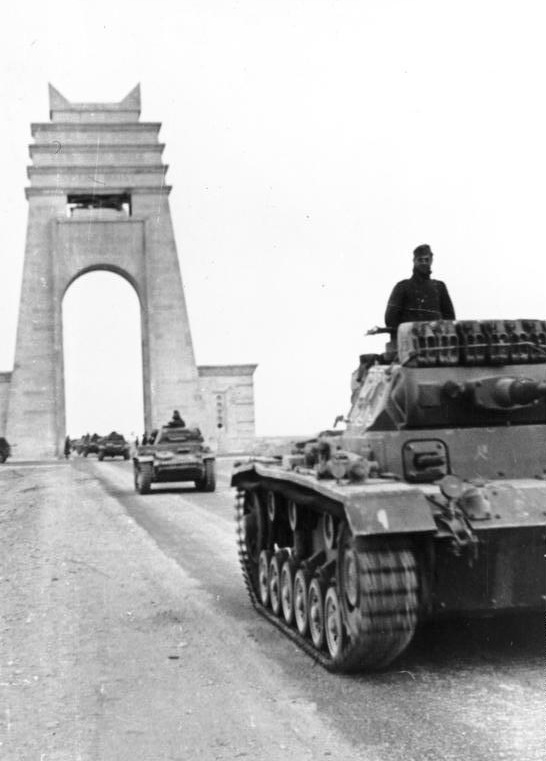
I panzer dell'Afrikakorps attraversano l'arco dei Fileni.

Le operazioni di afflusso del contingente tedesco, dirette personalmente dal generale Rommel, procedettero con rapidità: i primi reparti sbarcarono il 14 febbraio, mentre il reggimento corazzato della 5ª Divisione leggera con centocinquanta panzer, arrivò l'11 marzo. La situazione delle residue forze italiane era particolarmente critica al momento dell'arrivo del generale Rommel; i reparti superstiti schierati in Tripolitania erano deboli e demoralizzati, le possibilità di resistere all'avanzata britannica apparivano scarse, gli stessi ufficiali erano molto pessimisti, anche se nemmeno l’Italia stette con le mani in mano.
Nonostante l’impegno gravoso sul fronte greco-albanese, il Regio Esercito mandò due delle sue migliori formazioni in Africa Settentrionale; la "Ariete" sotto la guida del generale Ettore Baldassarre, e la divisione motorizzata “Trento", che diedero un aiuto significativo all’Asse nel prosieguo della guerra.
Le direttive originarie dell'alto comando tedesco per l'operazione Sonnenblume erano prudenti e prevedevano che il corpo di spedizione tedesco costituisse solo una "forza di blocco" in grado di difendere la Tripolitania, ma il generale Rommel aveva propositi molto più ambiziosi. Il comandante dell'Afrikakorps intendeva portare subito in linea le sue forze mobili non appena sbarcate e impressionare il nemico con azioni aggressive; egli non voleva rimanere su posizioni difensive in Tripolitania ma era determinato a passare al più presto all'offensiva per riconquistare la Cirenaica.
Il 19 marzo 1941 il generale Rommel si recò a Berlino dove ottenne il consenso di Hitler a iniziare subito azioni più attive nonostante lo scetticismo dei generali dell'OKH, che prevedevano limitate operazioni offensive solo nel mese di maggio dopo il completo afflusso della 15. Panzer-Division. L'inattesa e apparentemente prematura azione del generale Rommel ebbe inizio il 24 marzo quando il reparto esplorante della 5ª Divisione leggera riconquistò facilmente El Agheila; i britannici furono sorpresi e ripiegarono subito. In realtà le forze britanniche presenti in Cirenaica erano molto più deboli del previsto a causa soprattutto della decisione di Churchill di dare priorità alla costituzione di un corpo di spedizione per soccorrere la Grecia; la divisione australiana era stata ritirata in attesa di essere imbarcata mentre la 7ª Divisione corazzata, logorata dalla campagna invernale, era stata trasferita in Egitto per essere riequipaggiata. Lo schieramento britannico, di cui aveva assunto il comando il generale Philip Neame, era costituito al momento dell'attacco dell'Afrikakorps solo da una divisione corazzata appena arrivata in prima linea e carente di mezzi corazzati e da una brigata anglo-indiana nelle retrovie; una divisione australiana era ancora dispersa tra Derna e Tobruk. Il comando del Medio Oriente del generale Wavell non si attendeva offensive nemiche e fu completamente sorpreso dall'avanzata delle forze meccanizzate tedesche oltre El Agheila.

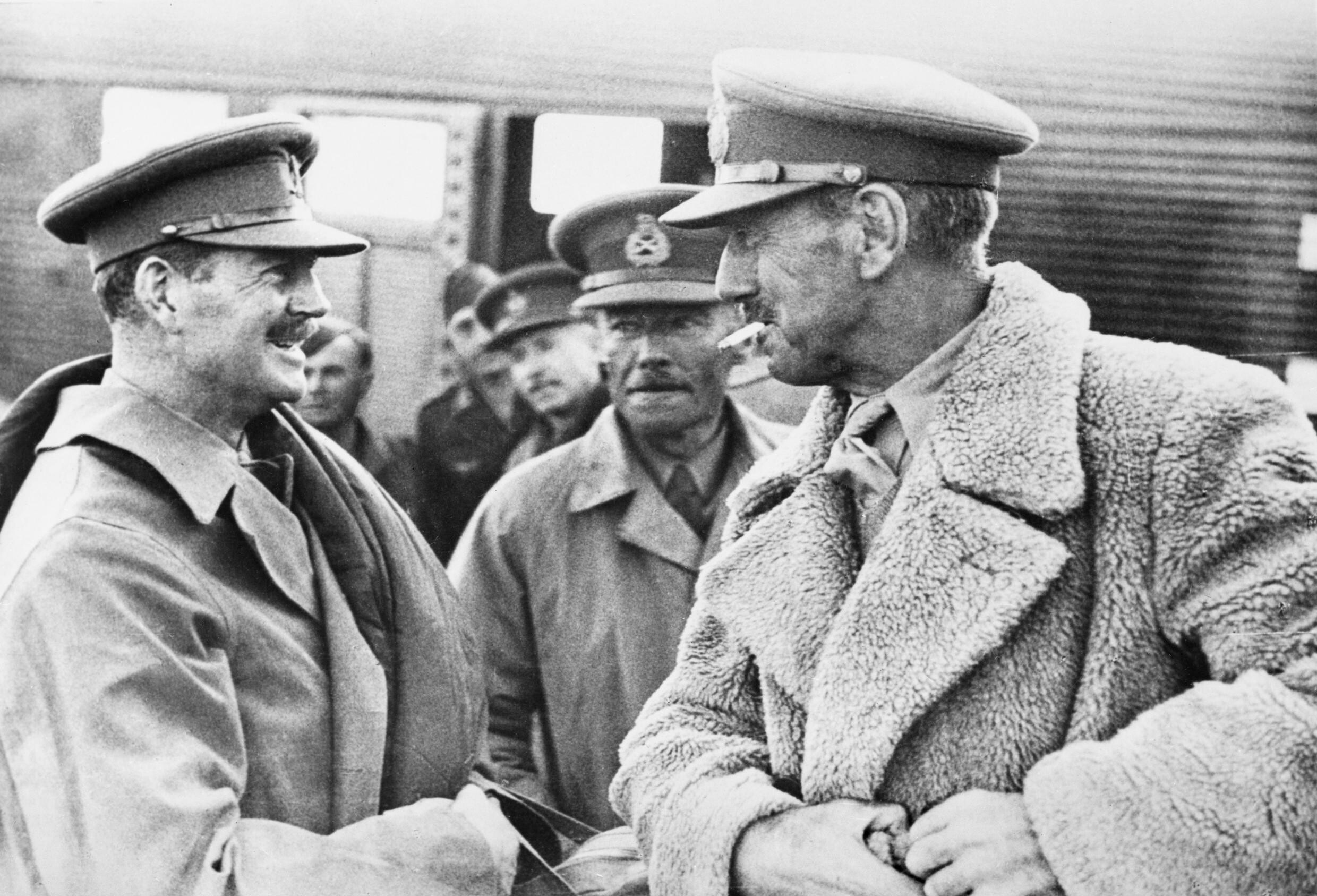
Alti ufficiali britannici catturati dalle forze dell'Asse: a sinistra il generale John Combe, al centro il generale Philip Neame e a destra il generale Richard Gambier-Parry; dietro a Neame si scorge il generale Richard O'Connor.

Il 30 marzo 1941 il generale Rommel riprese l'offensiva attaccando con il grosso della 5ª Divisione leggera la stretta di Marsa Brega; dopo un duro scontro il passo venne conquistato e i tedeschi proseguirono verso Agedabia; la divisione corazzata britannica era in grave difficoltà e i panzer tedeschi, dopo alcuni scontri favorevoli tra carri armati, il 2 aprile raggiunsero e occuparono anche Agedabia mentre tutte le forze britanniche davano inizio a una ritirata generale. Nonostante le proteste del generale Gariboldi che, giunto sul posto, richiedeva di sospendere l'offensiva, il generale Rommel decise di continuare subito l'avanzata e divise le sue forze meccanizzate, tra cui la divisione corazzata Ariete, in quattro colonne separate che spinse audacemente nel deserto cirenaico all'inseguimento dei britannici.

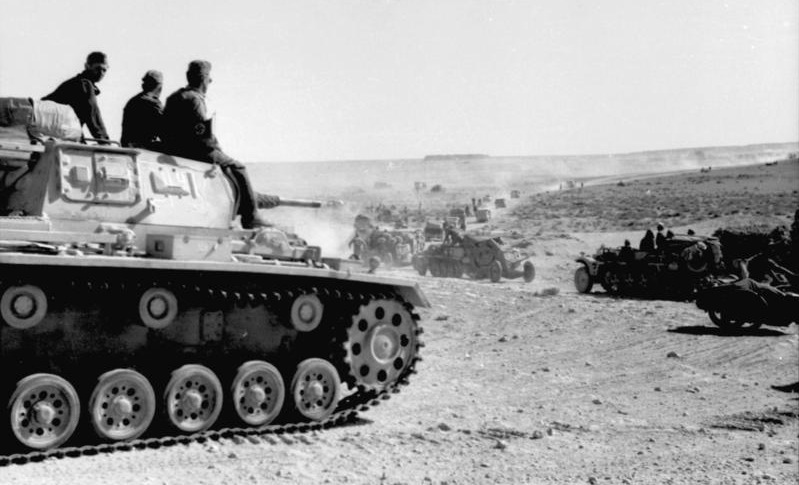
Mezzi motorizzati e corazzati dell'Afrikakorps in movimento nel deserto.

Il generale Rommel guidò personalmente con grande risolutezza la difficile marcia delle sue forze mobili sulle piste del Gebel, nonostante le grandi difficoltà logistiche incontrate durante questa fase dell'avanzata nel deserto. Alla fine, entro l'8 aprile, le colonne tedesche e italiane si congiunsero tra El Mechili e Derna, catturando circa 2000 prigionieri britannici, tra cui sei alti ufficiali presi prigionieri da pattuglie dell'Afrikakorps e dei bersaglieri: Vaugham, Gambier-Perry, Combe, Neame, e O'Connor; a questi si aggiunse in quei giorni Adrian Carton de Wiart, preso prigioniero dopo che il suo aereo fu costretto all’ammaraggio e raggiunse la costa libica la costa a nuoto. Tutti e sei vennero inviati in Italia e rinchiusi al castello di Vincigliata. Altri reparti, avanzando lungo la strada costiera, avevano già raggiunto Bengasi.
Dopo i brillanti successi e la rapida riconquista di gran parte della Cirenaica, il generale Rommel mostrò un eccessivo ottimismo e, ritenendo che le truppe britanniche fossero deboli e demoralizzate, decise di continuare l'avanzata e attaccare subito la piazzaforte di Tobruk dove si era asserragliata una divisione australiana. In realtà il generale Wavell, fortemente sollecitato da Churchill, aveva deciso di difendere l'importante città portuale; gli australiani erano numerosi e si erano solidamente trincerati; essi furono in grado di respingere con perdite il primo attacco tedesco del 14 aprile 1941. Nonostante l'intervento dei primi reparti appena arrivati della 15. Panzer-Division e di alcune divisioni di fanteria italiane, anche l'attacco del 16 aprile si concluse con un fallimento e il generale Rommel fu costretto a iniziare un regolare assedio della piazzaforte di Tobruk mentre contemporaneamente inviava un distaccamento meccanizzato al comando del colonnello Maximilian von Herff verso il confine libico-egiziano. Il distaccamento tedesco raggiunse e occupò le importanti posizioni di frontiera a Bardia, forte Capuzzo e passo di Halfaya; furono organizzate posizioni di copertura a protezione delle truppe impegnate nell'assedio di Tobruk.

### Assedio di Tobruk e le controffensive britanniche

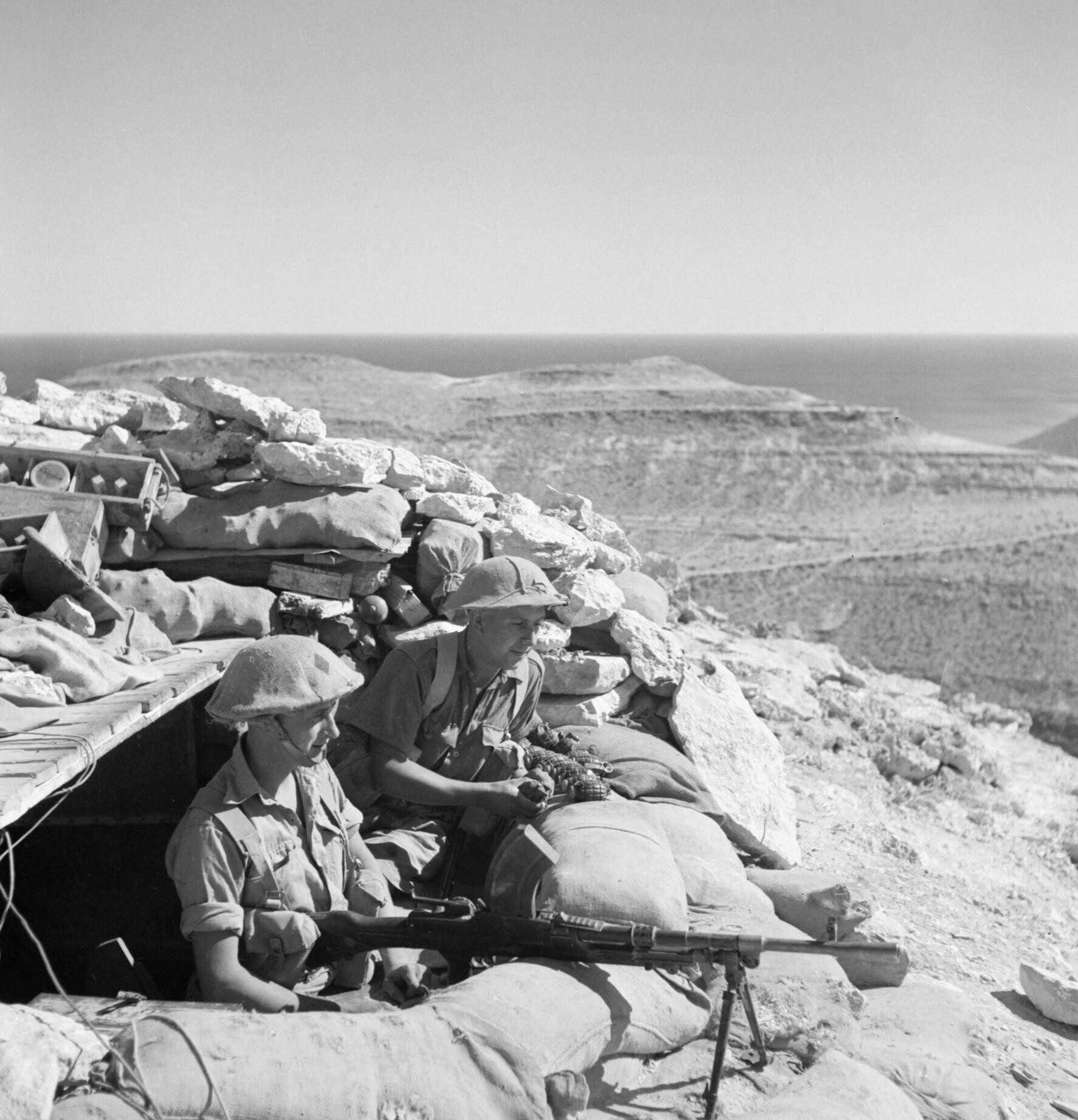
Truppe britanniche durante l'assedio di Tobruk.

Nonostante i brillanti e inattesi successi, il generale Rommel era esposto alle critiche e allo scetticismo delle autorità italiane e soprattutto degli alti ufficiali tedeschi dell'Oberkommando des Heeres; in particolare il generale Franz Halder esprimeva apertamente i suoi giudizi molto negativi sul comandante dell'Afrikakorps, considerato - non a torto - imprudente e privo di adeguate cognizioni logistico-strategiche, tanto da commentare: «Oltrepassando gli ordini, Rommel ci ha condotti a una situazione in cui le nostre presenti capacità di rifornimento sono insufficienti».
Dopo il fallimento dei primi attacchi a Tobruk, il capo di stato maggiore dell'esercito tedesco inviò quindi sul posto per controllare la situazione il suo principale aiutante, il generale Friedrich Paulus, che giunse in Africa il 27 aprile 1941 e incontrò subito il generale Rommel. Il 30 aprile il generale Paulus osservò il nuovo attacco sferrato dalle truppe italo-tedesche a Tobruk che si concluse entro pochi giorni con un nuovo insuccesso e pesanti perdite. Paulus raccomandò che le linee di rifornimento fossero rese più efficienti, e il primo passo doveva essere il miglioramento delle installazioni portuali di Tripoli e Bengasi e della protezione contraerea, consigliando di sospendere momentaneamente le azioni offensive.
Nel frattempo le forze britanniche schierate nel Medio Oriente si stavano rapidamente rafforzando dopo la decisione di Churchill di inviare importanti contingenti di truppe e di trasferire attraverso la rotta del Mediterraneo il convoglio "Tiger" con quasi 250 carri armati moderni. Le truppe australiane vennero sostituite dalla 70ª Brigata polacca dei “Carpazi”, da un battaglione ceco e dalla 70ª Divisione britannica, mentre la vecchia 3ª Brigata corazzata fu inserita nella nuova 32ª Brigata carri rinforzata con nuovi Matilda e Cruiser. Il convoglio con i mezzi corazzati arrivò il 12 maggio ma i nuovi reparti ebbero bisogno di quasi un mese di tempo per divenire operativi; il generale Wavell decise intanto di sferrare un'offensiva limitata per riconquistare le posizioni di frontiera e supportare la tenace resistenza degli australiani a Tobruk.

L'operazione Brevity, condotta dal generale William Gott con una brigata corazzata e una brigata motorizzata, iniziò il 15 maggio 1941 e inizialmente raggiunse qualche successo. I carri pesanti Matilda superarono le difese italo-tedesche e i britannici occuparono Sollum, forte Capuzzo e il passo di Halfaya. Nonostante queste difficoltà iniziali e la superiorità dimostrata dai carri pesanti Matilda, le truppe italo-tedesche riuscirono però a riprendere il controllo della situazione; il colonnello von Herff organizzò con i panzer appena arrivati della 15. Panzer-Division un contrattacco a sorpresa sul fianco sinistro dei mezzi corazzati britannici che, dopo aver subito perdite, il 16 maggio si ritirarono sulle posizioni di partenza, abbandonando Sollum e Capuzzo. Il generale Rommel era deciso, dopo il successo difensivo, a riprendere il possesso anche dell'importante passo di Halfaya e il 27 maggio sferrò un attacco combinato di carri e fanteria che terminò con la riconquista della posizione strategica sul confine libico-egiziano.

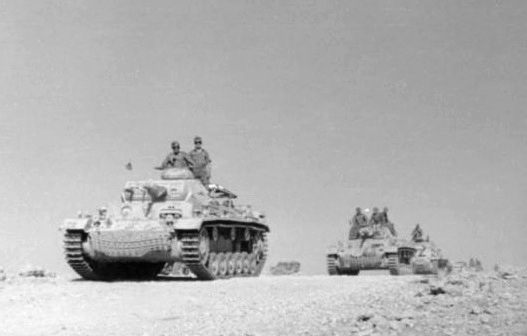
Colonna di Panzer III dell'Afrikakorps durante la campagna del deserto.

Winston Churchill era molto irritato per questi ripetuti fallimenti; egli riteneva essenziale raggiungere un "successo militare decisivo nel deserto occidentale"; con l'aiuto dei nuovi carri armati moderni arrivati con il convoglio "Tiger" e con il supporto delle accresciute forze aeree, il Primo Ministro sollecitò il generale Wavell a organizzare finalmente una grande offensiva per "distruggere l'esercito di Rommel" e sbloccare la guarnigione di Tobruk. A dispetto delle affermazioni di Churchill che nelle sue ripetute e polemiche comunicazioni al comandante in capo del Medio Oriente sosteneva che le forze britanniche erano superiori tecnicamente e numericamente, il generale Wavell invece era incerto e dubbioso sulle possibilità di riuscita dell'offensiva. Dopo una serie di rinvii il generale Wavell diede inizio alla cosiddetta operazione Battleaxe il 15 giugno 1941. Il generale Noel Beresford-Peirse, nuovo comandante del XIII corpo d'armata, attaccò lungo la linea di frontiera con la 7ª Divisione corazzata, una divisione indiana e una brigata motorizzata, un complesso di forze di circa 25000 soldati e 180 carri armati. Il generale Rommel non fu sorpreso dall'attacco britannico; egli era a conoscenza, grazie alle notizie fornite dal suo servizio informazioni, delle intenzioni del nemico, e quindi aveva predisposto opportunamente lo schieramento delle sue forze; mentre le due Panzer-Division dell'Afrikakorps, con 150 carri armati, erano raggruppate in seconda linea, un solido sbarramento di fanteria e cannoni anticarro era stato organizzato lungo le favorevoli posizioni tra Halfaya e Capuzzo.
L'operazione Battleaxe, nota anche come "battaglia di Sollum", terminò il 17 giugno 1941 dopo tre giorni di scontri con una netta vittoria dell'armata italo-tedesca; il 15 giugno l'attacco iniziale britannico raggiunse solo limitati successi al forte Capuzzo ma l'assalto dei carri Matilda contro Halfaya venne respinto con forti perdite dalla linea anticarro del capitano Wilhelm Bach. Il generale Rommel fece quindi intervenire le riserve meccanizzate dell'Afrikakorps per bloccare l'avanzata attraverso il deserto. Il 16 giugno si combatté una grande battaglia di carri con esito incerto; la 15. Panzer-Division contrattaccò verso sud ma venne fermata dai carri armati nemici e dovette disimpegnarsi, mentre la 5ª Divisione leggera riuscì ad avanzare più a sud superando la dura resistenza dei mezzi corazzati britannici. Il 17 giugno il generale Rommel prese l'audace decisione di concentrare le due Panzer-Division a sud per effettuare una vasta manovra aggirante; il piano ebbe successo, i panzer misero in pericolo il fianco del XIII corpo d'armata e i generali Wavell e Bersford-Peirse decisero di sospendere le operazioni e ordinare la ritirata generale. Il generale Rommel raggiunse quindi un brillante successo e l'Afrikakorps mostrò la sua superiorità tattica nel deserto, vincendo il primo grande scontro tra mezzi corazzati grazie all'abile impiego in combinazione dei panzer e dei cannoni anticarro.
Il generale Rommel accrebbe il suo prestigio dopo la nuova vittoria e la propaganda tedesca enfatizzò le azioni dell'Afrikakorps ma in realtà all'interno degli alti comandi tedeschi persistevano dubbi e critiche sull'operato dell'ambizioso e aggressivo comandante. La strategia dell'OKH era interamente concentrata sulla gigantesca operazione Barbarossa e almeno temporaneamente non era previsto alcun significativo rafforzamento del contingente in Africa. Il generale Halder continuava a ritenere il generale Rommel non idoneo al suo incarico; venne anche studiata la possibilità di creare un comando supremo tedesco in Nordafrica guidato dal feldmaresciallo Wilhelm List. Hitler invece manteneva piena fiducia nel generale, ritenuto strettamente legato al regime nazista. Nell'estate 1941 divennero sempre più difficili anche i rapporti tra il generale Rommel e gli alti comandi italiani da cui egli in teoria sarebbe dovuto gerarchicamente dipendere. Il 19 luglio 1941 il generale Gariboldi venne sostituito al comando superiore in Libia dal generale Ettore Bastico che ebbe subito rapporti pessimi con il generale Rommel. Il comandante tedesco si recò in Europa alla fine di luglio e dopo incontri con Hitler, Mussolini e il generale Ugo Cavallero riuscì a ottenere pieni poteri per organizzare un nuovo attacco a Tobruk; il 15 agosto venne costituito il Panzergruppe Afrika guidato dal generale Rommel, comprendente l'Afrikakorps originario, passato al comando del generale Ludwig Crüwell, e una parte delle truppe italiane.

### Operazione Crusader e fine dell’assedio di Tobruk

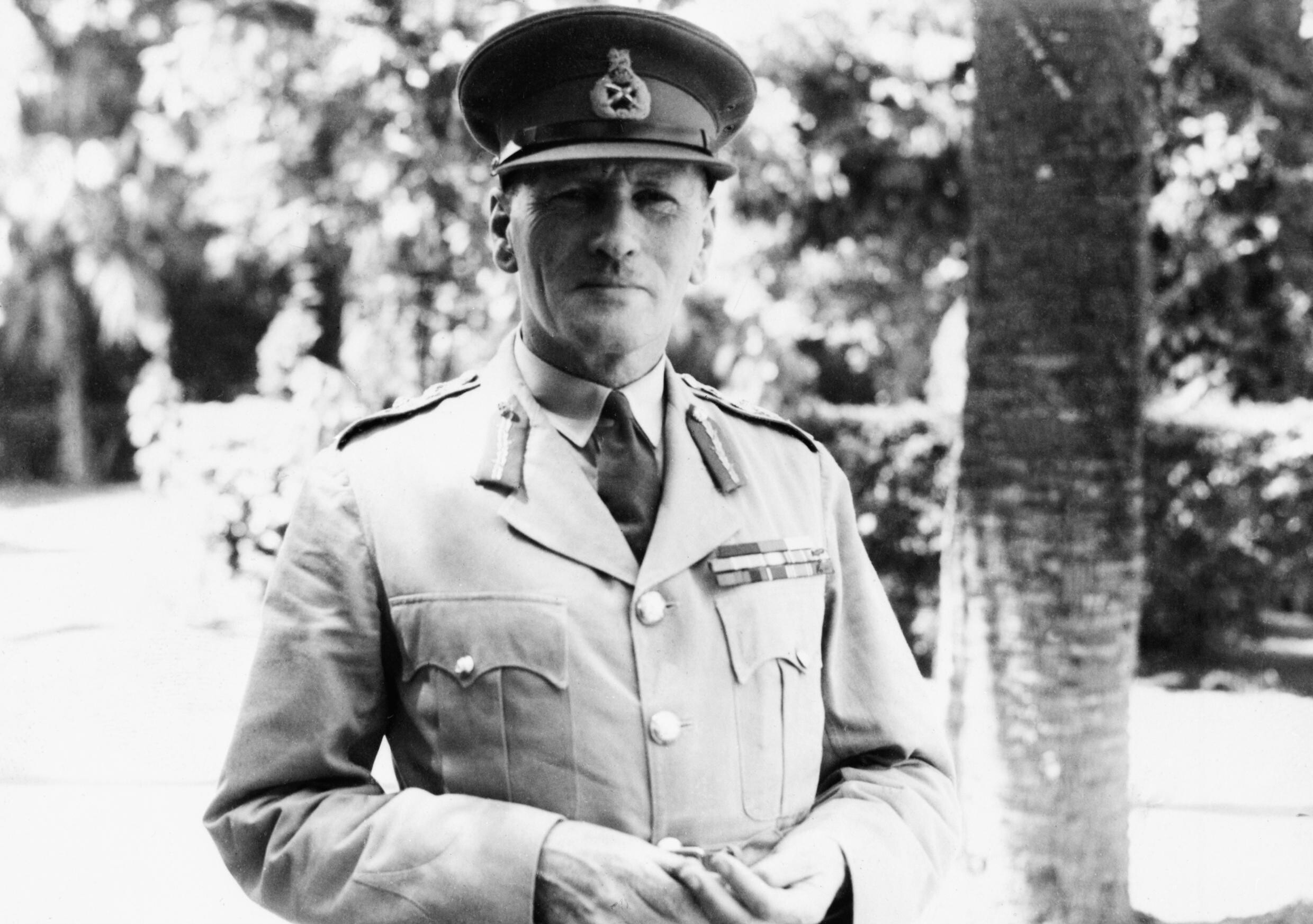
Il generale Claude Auchinleck, comandante in capo britannico del teatro del Medio Oriente.

Winston Churchill dopo le deludenti operazioni per liberare Tobruk decise di effettuare cambiamenti radicali nella catena di comando in Medio Oriente e di procedere a un grande rafforzamento dell'esercito britannico presente nel teatro mediorientale che aveva assunto un ruolo centrale nella strategia britannica ed era impegnato, contemporaneamente alle operazioni in Libia, anche su altri fronti di guerra in Iran, Iraq, Siria e Africa Orientale. Il 21 giugno 1941 il generale Wavell venne sostituito dal generale Claude Auchinleck, in quel momento comandante in capo in India; il nuovo comandante raggiunse Il Cairo il 2 luglio 1941. Il generale Auchinleck non era un esperto di guerra nel deserto, ma era un ufficiale risoluto e intelligente; egli intendeva rinforzare, organizzare e addestrare metodicamente le sue truppe e richiese l'invio di un gran numero di nuove divisioni corazzate e motorizzate. Winston Churchill manifestò il suo disappunto per la lentezza dei preparativi, egli sollecitò il nuovo comandante in capo a passare all'attacco al più presto; il Primo Ministro si attendeva una rapida vittoria decisiva per distruggere l'esercito italo-tedesco. Dopo lunghe discussioni, il nuovo comandante in capo ottenne i grandi rinforzi richiesti e convinse Churchill a rinviare l'inizio dell'offensiva da settembre fino al 1 novembre 1941

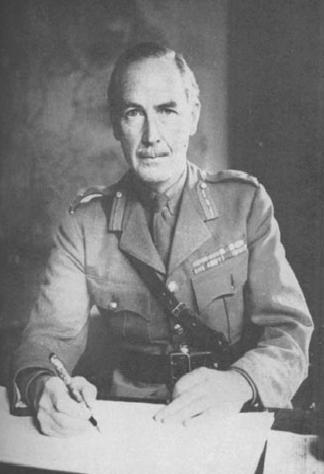
Il generale Alan Gordon Cunningham, comandante dell'8ª Armata britannica.

Le forze britanniche in Nordafrica ricevettero continui rinforzi e grandi quantità di armamenti ed equipaggiamenti moderni; arrivarono complessivamente 300 carri armati del nuovo modello Crusader, 300 carri armati leggeri di produzione americana M3 Stuart, 170 carri armati pesanti Matilda, 34000 autocarri, oltre 1000 cannoni; l'armata britannica si trasformò in una potente massa offensiva totalmente motorizzata in grado di condurre grandi azioni mobili nel deserto. Furono effettuati grandi sforzi anche per migliorare la situazione logistica delle truppe e vennero costituiti vasti depositi e forti riserve di carri armati. L'arrivo dei rinforzi e del nuovo equipaggiamento risollevò il morale delle truppe e dei comandanti; c'era piena fiducia di poter finalmente infliggere una grande sconfitta ai tedeschi. Il generale Auchinleck procedette a una riorganizzazione generale delle sue forze; il 26 settembre 1941 venne ufficialmente attivata l'8ª Armata che avrebbe raggruppato tutti i reparti preparati per l'offensiva; in precedenza era arrivato il generale Alan Gordon Cunningham, fratello dell'ammiraglio Andrew Cunningham e recente vincitore della campagna dell'Africa Orientale, che assunse il comando supremo della nuova armata. Nonostante la forte irritazione di Churchill che, ipotizzando un imminente crollo dell'Unione Sovietica, era impaziente di raggiungere una vittoria totale in Nordafrica per disimpegnare forze da impiegare in caso di avanzata tedesca attraverso il Caucaso in direzione del Golfo Persico, il generale Auchinleck non riuscì a rispettare i tempi previsti. A causa del ritardato arrivo di una brigata corazzata e della necessità di rimpiazzare la guarnigione australiana a Tobruk con una divisione di fanteria britannica, la cosiddetta operazione Crusader ebbe inizio solo il 18 novembre 1941.

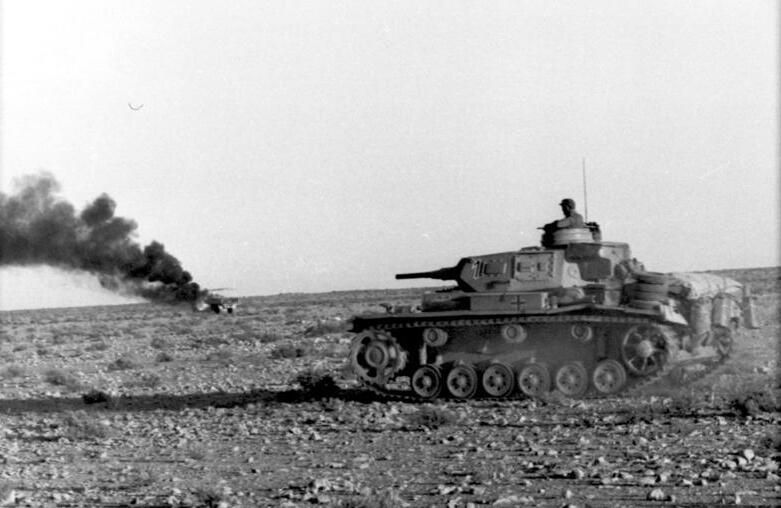
Un Panzer III in azione nel deserto.

Il generale Alan Cunningham poteva impegnare nell'offensiva circa 118000 soldati divisi in due corpi d'armata, con oltre 700 carri armati di prima linea e circa 600 aerei moderni; inoltre disponeva di grandi riserve, tra cui altri 200 carri armati; pur disponendo di una netta superiorità, il comandante dell'8ª Armata, poco esperto di guerra meccanizzata, era preoccupato e insicuro. Il suo piano prevedeva un attacco frontale alle posizioni fortificate sulla frontiera e soprattutto una grande manovra aggirante attraverso il deserto con la massa delle forze corazzate raggruppate nella 7ª Divisione corazzata del generale William Gott. Si ipotizzava di combattere e vincere una decisiva battaglia di carri armati nella zona di Gabr Saleh; dopo la vittoria le truppe britanniche si sarebbero ricongiunte con la guarnigione di Tobruk che sarebbe a sua volta passata all'attacco per rompere l'assedio.
A partire dal mese di agosto 1941 la situazione del Panzergruppe Afrika era divenuta più difficile; di fronte all'impressionante rafforzamento dell'esercito britannico, le truppe italo-tedesche si stavano indebolendo a causa soprattutto delle crescenti difficoltà di rifornimento provocate dalla sempre più efficace azione delle forze aeronavali nemiche stanziate a Malta. Le perdite di navi mercantili e di petroliere erano costantemente aumentate; in novembre il 62% dei bastimenti da trasporto andò perso in alto mare; il rifornimento e il rafforzamento delle truppe dell'Asse venne fortemente intralciato. Il generale Rommel ignorando la crescente massa di informazioni che suggerivano un attacco britannico, non aveva rinunciato ai suoi ambiziosi piani per conquistare Tobruk, solo su insistenza di Paulus però, si decise a riformare le difese del fronte di Sollum, mossa che si rivelerà preziosa in vista dell’offensiva britannica che si sarebbe scatenata successivamente. Il comandante del Panzergruppe Afrika prendeva in considerazione la possibilità di una grande offensiva britannica ma riteneva di poter anticipare il nemico e di aver tempo sufficiente per conquistare la fortezza. Il 14 novembre il generale Rommel si recò a Roma dove conferì con Mussolini e il generale Cavallero; egli assunse un atteggiamento ottimistico e fiducioso; affermò di non prevedere imminenti attacchi britannici.. Alla vigilia dell'operazione Crusader il Panzergruppe Afrika era costituito da circa 119000 soldati italo-tedeschi, comprese le forze impegnate nell'assedio di Tobruk, con 260 panzer tedeschi e 154 carri italiani; erano disponibili circa 320 aerei di prima linea.
L'offensiva britannica ebbe inizio il 18 novembre 1941 precedute da un clima piovoso che impedì alle ricognizioni aeree dell’Asse di valutare correttamente la disposizione delle forze britanniche; le forze corazzate del generale Gott avanzarono nel deserto e raggiunsero facilmente Gabr Saleh senza incontrare resistenza. Il generale Cunningham fu sorpreso dal mancato intervento delle riserve meccanizzate tedesche e quindi il 19 novembre decise di dividere le sue brigate corazzate per ricercare il nemico nel deserto.
Rommel continuò a ignorare l’avanzata nemica e i rapporti del servizio informazioni, convinto si trattasse solo di scaramucce e completamente focalizzato nel suo programmato attacco a Tobruk. La forza d'urto britannica quindi non incontrò i carri di Rommel come si aspettava Gott, e i suoi carri dovettero subire una serie di gravi perdite per mano delle difese fisse italiane: mentre una brigata corazzata raggiungeva con successo Sidi Rezegh a sud-est di Tobruk, un'altra formazione attaccò Bir el Gobi dove venne duramente respinta dalla Divisione corazzata "Ariete" e dall’8º Reggimento Bersaglieri.
Solo 20 novembre Rommel si destò dalla sua inattività e si rese conto che quella che aveva davanti era una vera offensiva. Fece entrare in azione da nord la 21. Panzer-Division (la nuova denominazione della 5ª Divisione Leggera) e la 15. Panzer-Division dell'Afrikakorps. Fino al 23 novembre, che coincise con la domenica dei morti per i tedeschi (Totensonntag) e che fu il giorno della battaglia finale a Sidi Rezegh, continuarono nel deserto confusi e aspri scontri dall'esito alterno tra i mezzi corazzati italo-tedeschi e britannici; i reparti panzer del generale Rommel e del generale Crüwell, più abili tatticamente, ebbero la meglio, e i britannici dovettero ripiegare abbandonando le posizioni raggiunte.
La minaccia immediata su Tobruk era stata fermata, ma nuovi reparti neozelandesi si stavano avvicinando a Sidi Rezegh, mentre Rommel era sul punto di fare un passo falso.

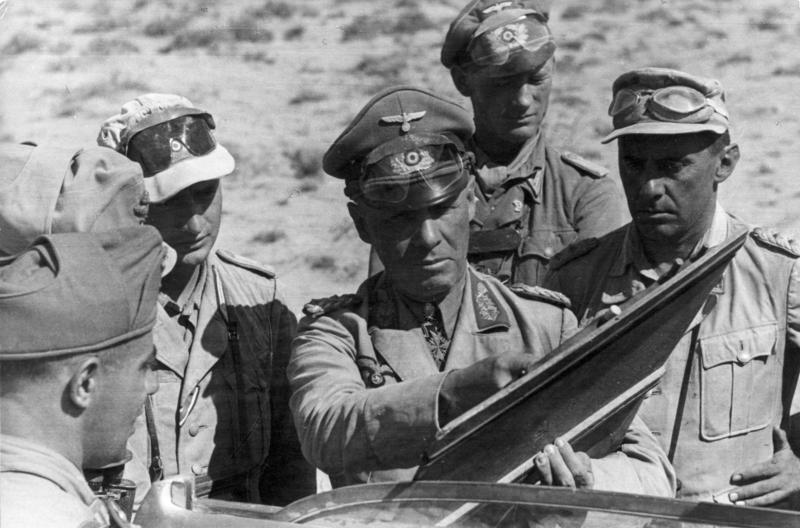
Al centro il generale Erwin Rommel.

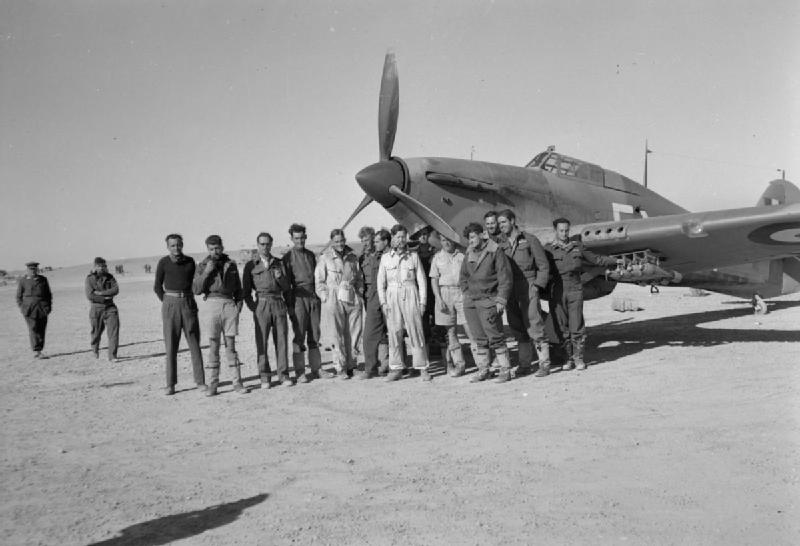
Piloti del No.80 Squadron della RAF posano vicino a un Hawker Hurricane Mark I. Lo squadrone partecipò attivamente all'operazione Crusader con azioni di supporto alle forze di terra e anticarro.

Il generale Rommel ritenne di avere inflitto una sconfitta irreversibile alle forze mobili del nemico e quindi decise il 24 novembre di passare a sua volta all'offensiva; egli raggruppò tutte le formazioni corazzate dell'Afrikakorps e dell’"Ariete" ancora operative e diresse personalmente una grande incursione in profondità verso la frontiera libico-egiziana con l'obiettivo di portare soccorso alle guarnigioni italo-tedesche lungo la frontiera e con la speranza di trovare i depositi di rifornimento delle forze del Commonwealth per fare fronte alla propria difficile situazione logistica. Secondo Rommel questo sarebbe bastato a dare un colpo mortale al morale dell’8ª Armata e dare così all’Asse una vittoria completa. Questa iniziativa del generale Rommel si rivelò un errore. I panzer tedeschi ottennero qualche successo colpendo alcuni depositi nemici, ma non riuscirono a conquistare i capisaldi della fanteria britannica e subirono dure perdite; inoltre a causa di problemi di comunicazione il generale Rommel, impegnato personalmente nell'incursione nel deserto, perse il controllo della situazione globale che a partire dal 26 novembre evolse in modo sfavorevole al Panzergruppe Afrika. Mentre gli italo-tedeschi disperdevano le loro forze nel deserto, i britannici ebbero il tempo per riorganizzare le loro unità corazzate, recuperare molti mezzi fuori uso e far avanzare le cospicue riserve disponibili; inoltre la fanteria motorizzata neozelandese, avanzando lungo la strada costiera, il 27 novembre raggiunse la zona di Tobruk e si ricongiunse con la guarnigione britannica della piazzaforte che era a sua volta passata all'attacco. In realtà il generale Cunningham, dopo il disastro dei suoi carri armati a Sidi Rezegh, avrebbe preferito sospendere l'operazione e ritirarsi; fu il generale Auchinleck che decise di continuare l'offensiva; egli, mostrando tenacia e determinazione, destituì il comandante dell'8ª Armata che appariva scosso e demoralizzato, lo sostituì con il generale Neil Ritchie, e assunse personalmente il controllo della battaglia.
Dal 28 novembre il generale Rommel dovette interrompere la sua inutile incursione sulla frontiera e ritornare con le due indebolite Panzer-Division verso Tobruk; l'Afrikakorps fu ancora in grado entro il 2 dicembre di contrattaccare e battere i neozelandesi a Sidi Rezegh bloccando nuovamente la guarnigione della piazzaforte ma ormai i panzer disponibili erano ridotti a poche decine mentre le forze corazzate britanniche, riorganizzate e rinforzate, erano molto più numerose e si stavano raggruppando nella zona di Bir el Gobi per attaccare da sud. Il 5 dicembre i britannici riaprirono i collegamenti con Tobruk; infine, dopo un'ultima battaglia di carri, i mezzi corazzati tedeschi, privi dell'appoggio delle indebolite forze mobili italiane del generale Gastone Gambara, dovettero ritirarsi; il 7 dicembre il generale Rommel decise di abbandonare il campo di battaglia e ripiegare sulla linea di Ain el-Gazala. Il generale Bastico cercò di opporsi a questa decisione e di evitare la ritirata, ma in realtà il generale Rommel riteneva che, a causa del grave indebolimento delle sue forze e della carenza di rifornimenti, fosse impossibile resistere anche sulla linea di Gazala; dopo alcuni contrattacchi per rallentare l'inseguimento delle truppe britanniche, il generale ordinò il 16 dicembre, dopo un nuovo violento contrasto con il generale Bastico e con il generale Cavallero che giunti sul posto gli avevano ingiunto di resistere a tutti i costi, di evacuare anche questa linea e riprendere la ritirata attraverso la Cirenaica, abbandonando le guarnigioni italo-tedesche assediate sulla linea di confine.

### Seconda offensiva dell'Afrikakorps e battaglia di Gazala

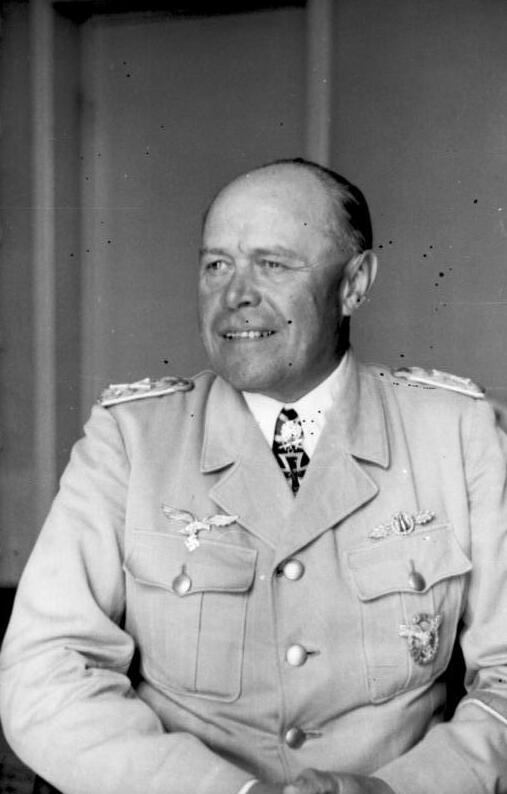
Il feldmaresciallo Albert Kesselring, Oberbefehlshaber Süd, comandante in capo tedesco del teatro meridionale.

Il 26 dicembre 1941 la propaganda britannica si espresse in termini molto ottimistici sull'andamento delle operazioni in Nordafrica; dopo la riuscita operazione Crusader, "l'annientamento delle forze nemiche" era stato conseguito; solo uno "sparuto gruppo di carri" italo-tedeschi cercavano "nel panico" di raggiungere Tripoli. Winston Churchill apprese con soddisfazione, mentre era in viaggio per Washington per incontrarsi con il presidente statunitense Franklin Roosevelt, le notizie sulla vittoria in Cirenaica; egli aveva già pianificato con i suoi generali un ulteriore ampliamento delle operazioni per completare il successo e conquistare l'intera costa nordafricana. Era stato quindi previsto di sferrare al più presto la cosiddetta operazione Acrobat per occupare rapidamente, con il rinforzo di due divisioni australiane e di una nuova divisione corazzata in arrivo dalla metropoli, l'intera Tripolitania; inoltre era in fase di studio l'operazione Gymnast per effettuare un grande sbarco nel Nordafrica francese con truppe britanniche e americane. In realtà la situazione complessiva nel teatro del Mediterraneo stava per subire, a causa delle decisioni dei capi politico-militari delle due parti e anche di eventi militari di grande importanza in corso in altri teatri bellici, una nuova e inattesa evoluzione sfavorevole al campo anglo-sassone; ben presto Churchill avrebbe dovuto abbandonare i suoi grandiosi progetti strategici di fronte a una serie di gravi sconfitte britanniche.

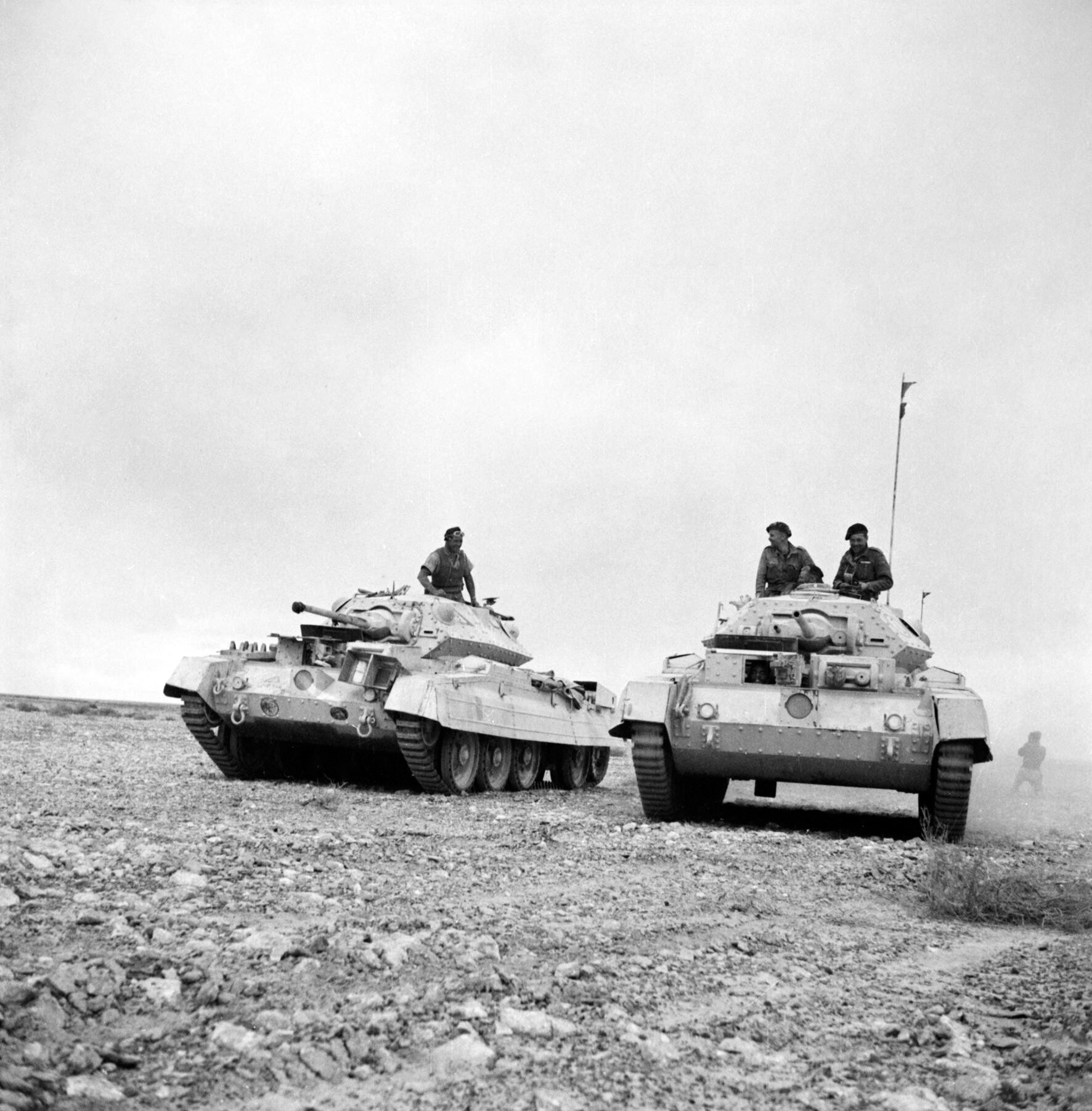
Carri britannici Crusader nel deserto libico.

Di fronte all'aggravarsi della situazione dell'Asse nel teatro mediterraneo e in Nordafrica, Adolf Hitler prese infatti dal novembre 1941 alcune importanti decisioni strategiche; in primo luogo vennero trasferiti nel Mediterraneo alcuni U-Boot che ottennero brillanti successi indebolendo in modo sostanziale la capacità della flotta dell'ammiraglio Andrew Cunningham di controllare le rotte navali. Inoltre Hitler costituì il 2 dicembre 1941 un "Comando supremo Sud" (Oberbefehlshaber Süd), affidato al feldmaresciallo Albert Kesselring per coordinare, in collaborazione con il Comando Supremo a Roma di Mussolini e del generale Cavallero, le operazioni aeree, terrestri e navali dell'Asse. Il feldmaresciallo Kesselring raggiunse subito importanti risultati grazie alle numerose squadre aeree tedesche assegnategli di rinforzo; l'isola di Malta subì duri attacchi aerei e non fu più in grado di minacciare i convogli italo-tedeschi destinati alla Libia; di conseguenza i trasporti poterono effettuarsi a dicembre 1941 e gennaio 1942 con regolarità e importanti rinforzi di uomini e mezzi furono consegnati al generale Rommel. Altro colpo inferto alla marina britannica fu l'impresa di Alessandria, raid condotto nella notte tra il 18 e il 19 dicembre 1941 da sei uomini della Xª Flottiglia MAS, i quali penetrarono nel porto di Alessandria d'Egitto e, danneggiandole con testate esplosive, misero fuori combattimento le due corazzate HMS Queen Elizabeth e HMS Valiant.
L'inizio della Guerra del Pacifico il 7 dicembre 1941 e la conseguente esigenza da parte alleata di trasferire con urgenza importanti rinforzi nel nuovo teatro bellico provocarono una completa ridistribuzione delle divisioni britanniche previste inizialmente per il teatro del Medio Oriente del generale Auchinleck. A causa dell'evoluzione disastrosa per gli alleati delle operazioni sul nuovo teatro del Sud-Est asiatico, due divisioni australiane furono subito richiamate in patria, mentre altre due divisioni britanniche, destinate originariamente al Nordafrica, furono dirottate verso Singapore e Ceylon; un'altra divisione venne preparata per intervenire in Madagascar, mentre il comando del Medio Oriente perse anche alcuni gruppi aerei moderni di cui era richiesto l'immediato intervento in Malaysia e Birmania. Il generale Auchinleck era inoltre impegnato anche in compiti di occupazione a Cipro, Siria, Iraq, Iran, Africa Orientale; queste regioni richiesero l'impiego di altre nove divisioni britanniche e indiane; di conseguenza le forze realmente disponibili per l'operazione Acrobat dovettero essere molto ridotte.
Mentre si verificavano svolte decisive nell'andamento globale della guerra, durante il mese di dicembre 1941 il generale Rommel nonostante la situazione apparentemente molto difficile, aveva effettuato la ritirata delle sue residue forze mobili attraverso la Cirenaica. Le guarnigioni di fanteria italo-tedesche rimaste isolate sul confine libico-egiziano furono costrette alla resa entro il 17 gennaio 1942 e i britannici catturarono 32000 prigionieri, tra cui 9000 soldati tedeschi, ma i reparti meccanizzati del Panzergruppe Afrika riuscirono a sfuggire al lento inseguimento delle unità mobili dell'8ª Armata. Dopo aver evacuato Bengasi il 25 dicembre, l'Afrikakorps sferrò un efficace contrattacco il 27 dicembre a est di Agedabia; la brigata corazzata di punta britannica venne respinta con gravi perdite ed entro la fine dell'anno gli italo-tedeschi si misero in salvo a El Agheila.

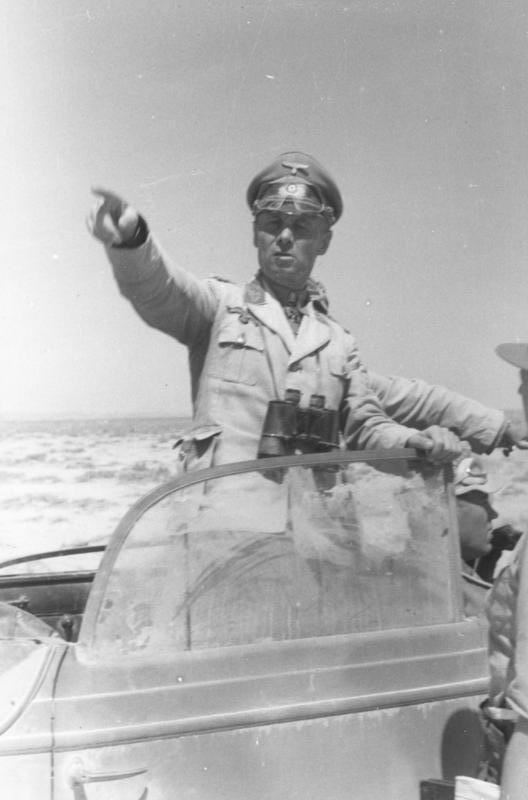
Il generale Erwin Rommel in posa per la propaganda tedesca.

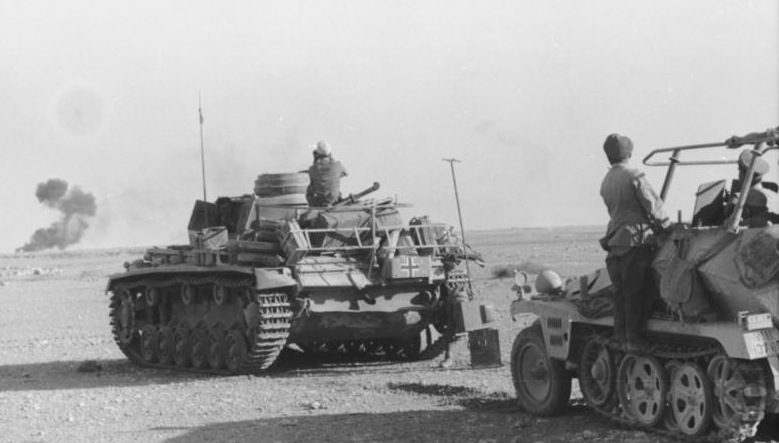
Mezzi corazzati tedeschi in azione.

Il generale tedesco aveva ricevuto durante la ritirata importanti rinforzi, tra cui 55 carri medi il 5 gennaio; anche le forze meccanizzate italiane erano state rinforzate con l'arrivo di due gruppi di efficaci cannoni semoventi; il generale Rommel, disponendo al termine della sua ritirata fino al golfo della Sirte di 117 panzer e 79 mezzi corazzati italiani, prese quindi l'audace decisione di riprendere subito l'iniziativa e passare all'attacco con l'obiettivo di sorprendere le forze britanniche che durante la lunga avanzata si erano notevolmente indebolite. In effetti l'8ª Armata schierava in prima linea a est di Agedabia, al comando del generale Alfred Reade Godwin-Austen, la 1ª Divisione corazzata, appena arrivata dalla Gran Bretagna con 150 carri armati, e una brigata motorizzata; la 7ª Divisione corazzata invece era rimasta a Tobruk per essere riequipaggiata; a Bengasi si trovava una divisione indiana; i generali Auchinleck e Ritchie ritenevano che l'Afrikakorps fosse stato ormai sconfitto e furono totalmente sorpresi dall'offensiva italo-tedesca.
Il generale Rommel passò all'attacco il 21 gennaio 1942 facendo avanzare due colonne dell'Afrikakorps e il corpo di manovra italiano del generale Francesco Zingales lungo la strada costiera e attraverso il deserto; il comandante del Panzergruppe Afrika aveva preferito agire senza informare né ottenere l'autorizzazione dell'alto comando tedesco, del generale Bastico e del generale Cavallero, per timore di essere frenato nella sua audace iniziativa. L'offensiva raggiunse subito il successo; i britannici furono sorpresi dall'inatteso attacco e ripiegarono verso l'interno abbandonando Agedabia il 22 gennaio; la 1ª Divisione corazzata rischiò il giorno seguente di essere accerchiata da una rapida manovra aggirante dell'Afrikakorps; attaccata e battuta dai panzer della 15. Panzer-Division il 24 gennaio, la divisione corazzata britannica si disperse nel deserto perdendo la maggior parte dei mezzi e dell'equipaggiamento. Il generale Rommel sfruttò con grande abilità la vittoria iniziale, mentre il comando britannico non fu in grado, nonostante le esortazioni di Churchill alla resistenza, di controllare la situazione. Il comandante tedesco il 27 gennaio finse di riprendere l'avanzata attraverso il deserto in direzione di Mechili; invece l'Afrikakorps deviò di sorpresa verso Bengasi dove la divisione indiana poté sfuggire all'accerchiamento solo con grande difficoltà dopo aver perso 4000 soldati. La città venne raggiunta e occupata il 29 gennaio ed entro il 3 febbraio 1942 i mezzi meccanizzati tedeschi raggiunsero Derna e si fermarono nel golfo di Bomba a ovest di Tobruk; i britannici che avevano ripiegato sulla linea di Ain el-Gazala, avevano perso in pochi giorni 377 mezzi corazzati e 3300 prigionieri.

Carri italiani M13/40 nel deserto libico.

Le notizie dell'imprevista offensiva del generale Rommel suscitarono la preoccupazione e il disappunto del generale Bastico e del Comando Supremo italiano a Roma; Mussolini inviò sul posto il generale Cavallero che il 23 gennaio aveva già preparato una direttiva che escludeva grandi avanzate e prevedeva, a causa delle persistenti difficoltà nei rifornimenti, di rimanere sulle posizioni di El Agheila. Il generale tedesco respinse, durante un incontro con il generale Cavallero e il feldmaresciallo Kesselring, tutte le richieste del capo di Stato maggiore italiano, invocando il consenso di Hitler al suo operato; in effetti il Führer approvò l'azione del generale Rommel che venne promosso generaloberst mentre il Panzergruppe Afrika venne ridenominato Panzerarmee Afrika. Il generale Cavallero fu costretto quindi ad approvare l'iniziativa del generale tedesco. In questa fase il Comando Supremo italiano e il feldmaresciallo Kesselring erano soprattutto impegnati a pianificare la "Esigenza C3" (operazione Herkules per i tedeschi), l'attacco all'isola di Malta da cui si attendevano una svolta risolutiva al problema dei rifornimenti marittimi all'armata italo-tedesca in Libia; il generale Rommel invece, disinteressandosi del problema dei rifornimenti, riteneva che fosse possibile un'offensiva terrestre decisiva per conquistare Tobruk e avanzare in Egitto fino al Cairo e al Nilo.

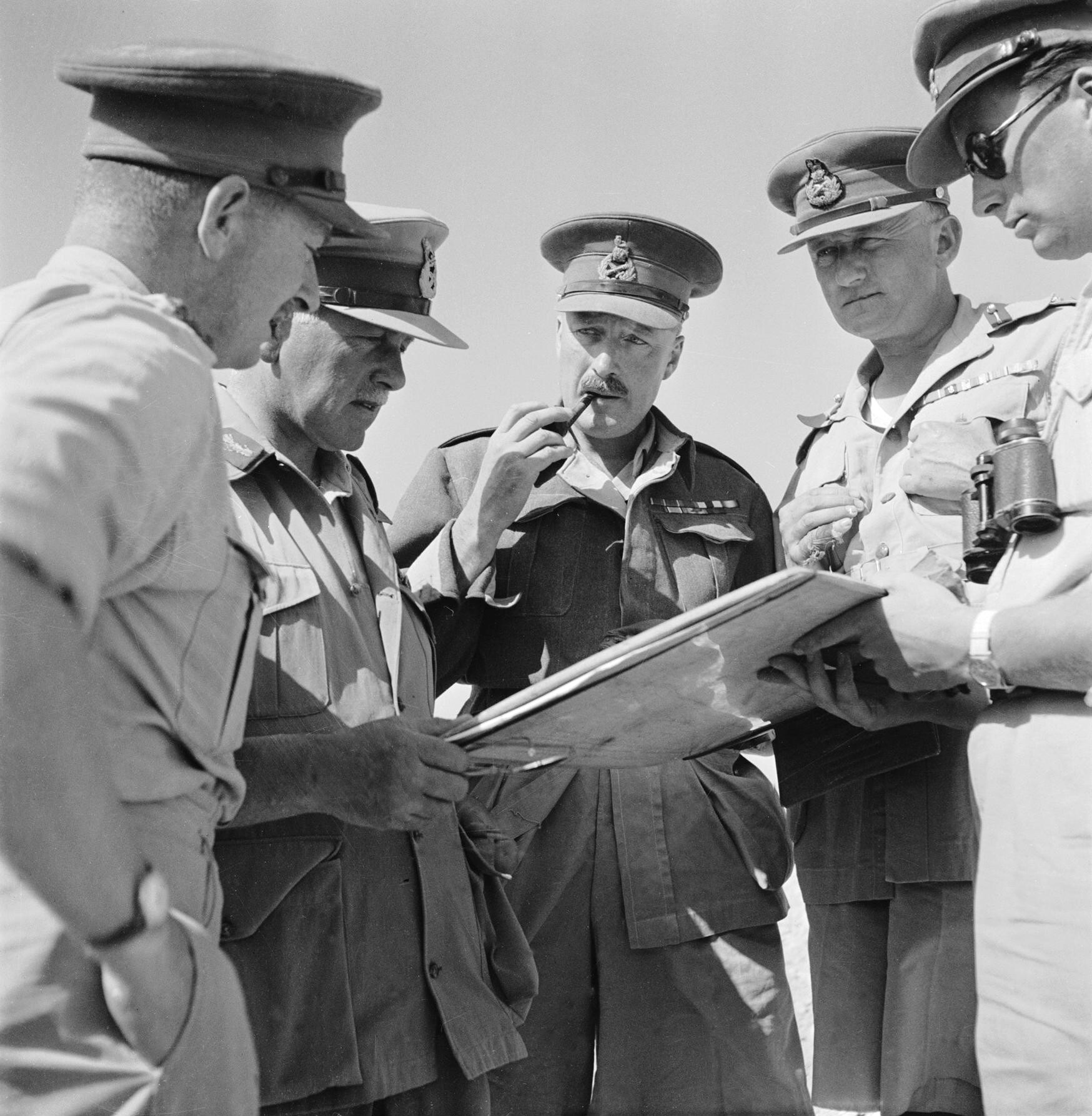
Riunione di alti ufficiali britannici nella primavera 1942; secondo da sinistra il generale Charles Willoughby Norrie, comandante del XXX corpo d'armata, al centro il generale Neil Ritchie, comandante della 8ª Armata; secondo da destra, il generale William Gott, comandante del XIII corpo d'armata.

Il comandante della Panzerarmee Afrika prevedeva di avere bisogno di due mesi per rinforzare e riequipaggiare le sue truppe; egli consigliava di eseguire nel frattempo l'attacco su Malta, ma, in caso di ritardo oltre il 1 giugno, riteneva essenziale attaccare comunque sul fronte di Tobruk per evitare un eccessivo potenziamento dello schieramento britannico. Dopo lunghe discussioni tra gli alti comandi delle potenze dell'Asse, infine il generale Cavallero approvò i piani del generale Rommel stabilendo tuttavia che, anche in caso di vittoria a Tobruk, l'avanzata italo-tedesca dovesse arrestarsi sulla linea di confine in attesa dell'attacco a Malta previsto per la fine del mese di giugno; il feldmaresciallo Kesselring concordava con i programmi del Comando Supremo italiano ed egli si impegnò soprattutto a intensificare gli attacchi delle sue forze aeree sull'isola per neutralizzarne la capacità offensiva e favorire il rifornimento delle truppe dell'Asse in Nordafrica.
Winston Churchill era rimasto molto deluso per l'andamento delle operazioni in Nordafrica nel gennaio 1942; egli lamentò la scarsa decisione dei suoi generali e il loro pessimismo; la nuova ritirata vanificava i risultati dell'operazione Crusader e metteva in crisi tutta la pianificazione britannica; l'operazione Acrobat diveniva impossibile e l'ambizioso progetto Gymnast che prevedeva il primo intervento americano nell'emisfero occidentale, concordato in origine per il 15 aprile 1942, era rimandato sine die. Sul campo i generali britannici erano stati sorpresi; il generale Auchinleck inizialmente sottovalutò l'attacco, il generale Ritchie non riuscì a controllare la situazione e il generale Godwin-Austen si dimise. Dopo il ripiegamento dell'8ª Armata sulla linea di Gazala a protezione di Tobruk, Churchill fin dal 26 febbraio iniziò a premere sul generale Auchinleck sollecitandolo a concentrare tutte le sue forze e passare nuovamente all'offensiva. Il comandante in capo del Comando del Medio Oriente non condivideva i propositi del Primo Ministro; egli intendeva rafforzare il suo schieramento con le truppe e i materiali che erano in arrivo dall'Egitto, consolidare le linee difensive di Gazala, organizzare vasti deposti di riserva; il generale britannico dichiarava di prevedere un attacco in forze solo per il mese di giugno. Per molte settimane si susseguirono aspri confronti di opinione tra Churchill a Londra e il generale Auchinleck al Cairo; il Primo Ministro era esasperato per l'attitudine difensiva del comandante in capo e per le sue affermazioni sulla presunta inferiorità tecnica delle sue forze meccanizzate. Churchill al contrario affermava che i britannici disponeva di una chiara superiorità e che era necessario, anche per alleggerire la situazione di Malta e impedirne la caduta, attaccare al più presto. Dopo aver rischiato di essere destituito, il generale Auchinleck infine ottenne dal Primo Ministro il 10 maggio di potere rinviare grandi offensive al mese di giugno; nel frattempo avrebbe dovuto tenere pronte le sue crescenti forze per respingere eventuali attacchi nemici alla linea di Gazala.

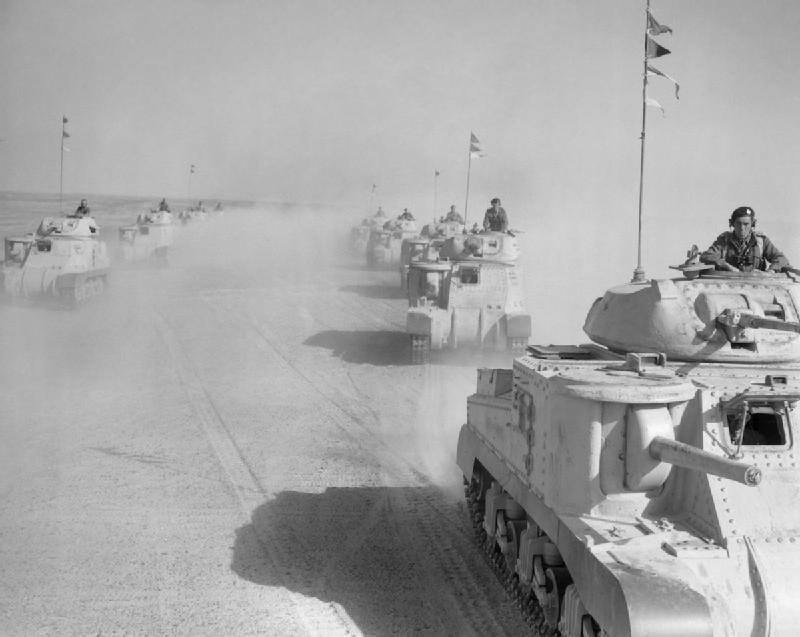
Unità corazzata britannica equipaggiata con carri M3 Lee/Grant

Il generale Rommel diede inizio all'attacco contro la linea di Gazala, la cosiddetta "operazione Venezia", il pomeriggio del 26 maggio 1942; grazie all'afflusso di importanti rifornimenti nei mesi di aprile e maggio la Panzerarmee Afrika aveva raggiunto una notevole potenza offensiva. Costituita da 113000 soldati italo-tedeschi ed equipaggiata con 560 carri armati, di cui 228 italiani, e 332 tedeschi, con 223 Panzer III e 40 Panzer IV, l'armata corazzata era una formazione efficiente e addestrata, fortemente motivata, guidata da ufficiali esperti e risoluti. L'equipaggiamento era stato migliorato e anche le forze aeree, guidate dal generale Hoffmann von Waldau, pur inferiori numericamente, erano dotate di aerei moderni ed efficaci guidati da abili piloti. Nonostante questi miglioramenti l'armata italo-tedesca era però ancora inferiore dal punto di vista materiale all'8ª Armata britannica che era schierata sulla solida linea di Gazala e si attendeva l'attacco nemico. Il generale Ritchie disponeva di 125000 soldati, con oltre 850 carri armati, mentre le forze aeree del generale Arthur Tedder erano numericamente molto superiori a quelle nemiche; inoltre le formazioni meccanizzate britanniche erano state in parte equipaggiate con i nuovi carri pesanti americani M3 Lee/Grant. L'8ª Armata schierava una parte delle sue forze dietro a vasti campi minati, in una serie di postazioni fortificate, i cosiddetti box, lungo la linea di Gazala, mentre le brigate corazzate della 1ª e della 7ª Divisione corazzata erano tenute in seconda linea. Il generale Auchinleck disponeva inoltre di grandi riserve di uomini e mezzi in Egitto che avrebbero potuto intervenire e colmare le perdite.

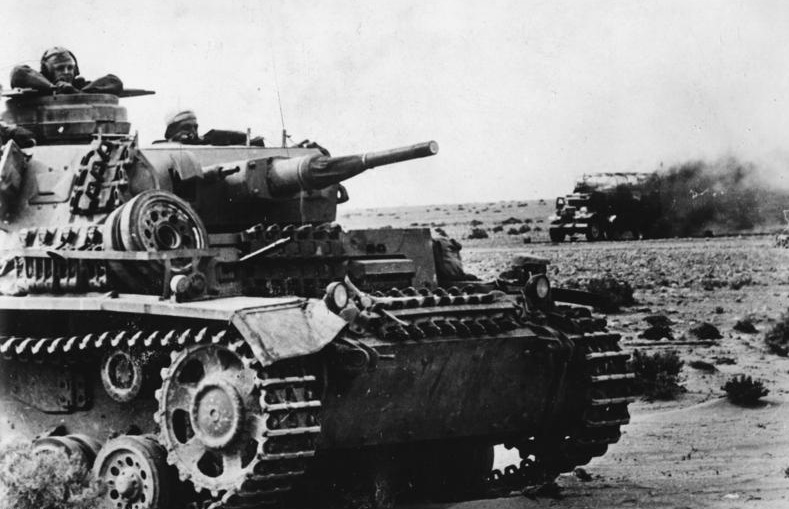
Un Panzer III supera mezzi britannici distrutti nel deserto.

La battaglia di Ain el-Gazala non ebbe un inizio molto fortunato per il generale Rommel; il comandante della Panzerarmee Afrika il 27 maggio diresse personalmente l'intera massa delle forze meccanizzate dell'Afrikakorps, passato al comando del generale Walther Nehring, e del XX corpo italiano, in una vasta manovra aggirante attraverso il deserto intorno all'ala sinistra delle linee britanniche, mentre il generale Crüwell sferrava un attacco frontale diversivo con la fanteria italiana. Il generale Rommel riuscì a portarsi con i suoi carri armati a est dei campi minati ma, avanzando verso nord, l'Afrikakorps e il XX corpo italiano incapparono nelle brigate corazzate britanniche che contrattaccavano; nei violenti scontri tra carri del 27 e 28 maggio i panzer tedeschi riuscirono, grazie anche al concorso di batterie di cannoni da 88 mm, a respingere i mezzi meccanizzati nemici ma subirono forti perdite e furono costretti a fermarsi; il 29 maggio la situazione dell'Afrikakorps, isolato a est delle linee nemiche e sottoposto a continui attacchi, peggiorò mentre anche l'attacco frontale era fallito e il generale Crüwell era caduto prigioniero ed era stato sostituito direttamente dal feldmaresciallo Kesselring. Le comunicazioni delle forze mobili erano interrotte e i rifornimenti si stavano esaurendo, ma il generale Ritchie non riuscì a sfruttare il vantaggio, disperse le sue forze d'urto e diede il tempo al generale Rommel di riorganizzare il suo schieramento.

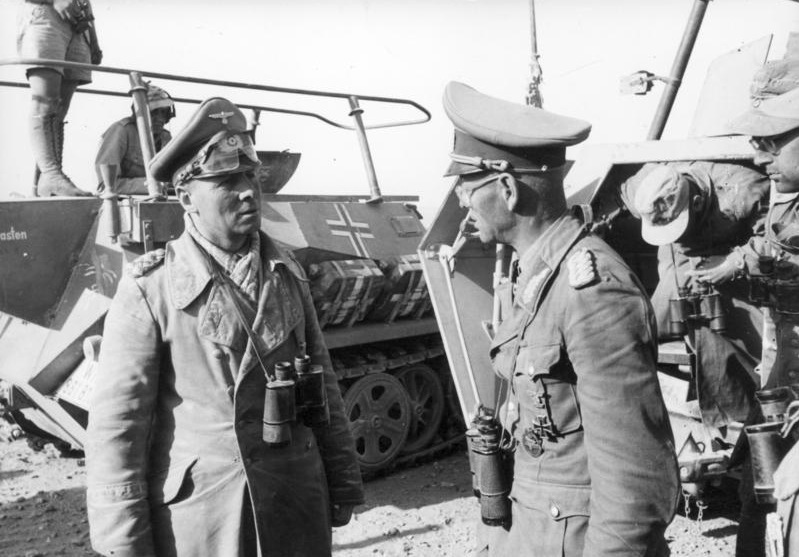
A sinistra il generale Erwin Rommel a colloquio con il generale Georg von Bismarck, comandante della 21. Panzer.Division.

Il generale tedesco decise di arrestare la sua offensiva, concentrare le sue forze meccanizzate al riparo delle batterie di cannoni anticarro (il cosiddetto "calderone") e sferrare attacchi ai box britannici della linea di Gazala per aprire un varco nei campi minati e ristabilire le sue linee di comunicazione. Il nuovo piano del generale Rommel ebbe successo; il 1º giugno gli italo-tedeschi riuscirono a riaprire i collegamenti con le retrovie e nei giorni seguenti le Panzer-Division respinsero con gravi perdite i confusi attacchi allo scoperto delle brigate corazzate britanniche al "calderone". Le truppe meccanizzate tedesche dimostrarono la superiorità delle loro tattiche flessibili di cooperazione tra panzer e cannoni anticarro ed entro il 6 giugno l'Afrikakorps aveva ripreso il sopravvento, mentre l'8ª Armata era ormai, nonostante i continui rinforzi, gravemente indebolita; inoltre il generale Ritchie non fu in grado di controllare la situazione e gravi dissensi sorsero tra i generali britannici. Il 10 giugno, dopo un'aspra e lunga battaglia, cadde anche il caposaldo di Bir Hacheim, strenuamente difeso dalle truppe della Francia Libera del generale Pierre Koenig, e quindi il generale Rommel, dopo avere conquistato tutta la parte meridionale della linea nemica, decise di sferrare l'offensiva finale con le sue forze mobili, risalite a 160 carri armati tedeschi e 70 italiani grazie agli sforzi dei servizi di riparazione campali. Le brigate corazzate britanniche erano ancora in superiorità, con quasi 300 carri, ma i generali britannici non riuscirono a coordinare la loro azione e furono colti di sorpresa nel settore compreso tra Knightsbridge e El Adem. Il 12 e 13 giugno 1942 si combatté la battaglia decisiva tra i carri armati, i generali Rommel e Nehring condussero con grande abilità tattica i combattimenti; i panzer tedeschi bersagliarono da due direzioni i carri nemici e inflissero alle forze corazzate britanniche la più pesante sconfitta della loro storia. La sera del 13 giugno l'8ª Armata aveva perso 140 carri ed era rimasta con solo 70 mezzi ancora efficienti; i resti delle brigate corazzate ripiegarono verso est, mentre le Panzer-Division poterono riprendere l'avanzata a nord in direzione della costa.

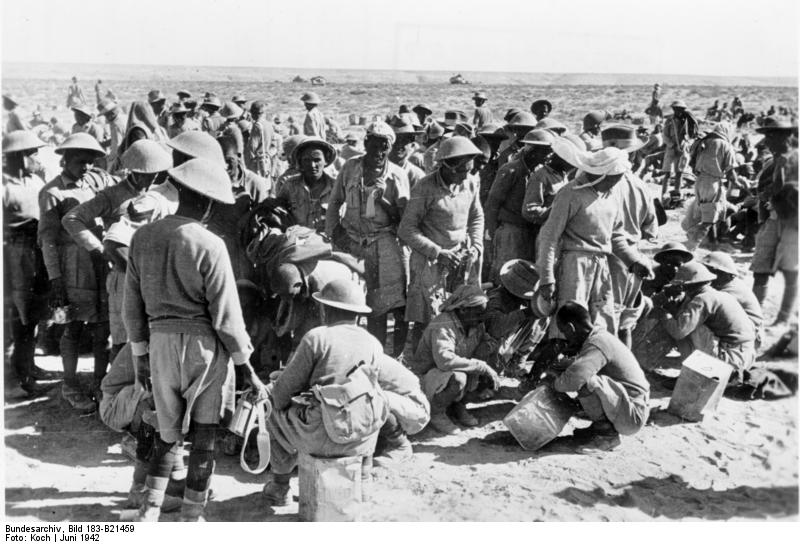
Soldati britannici e indiani catturati a Tobruk.

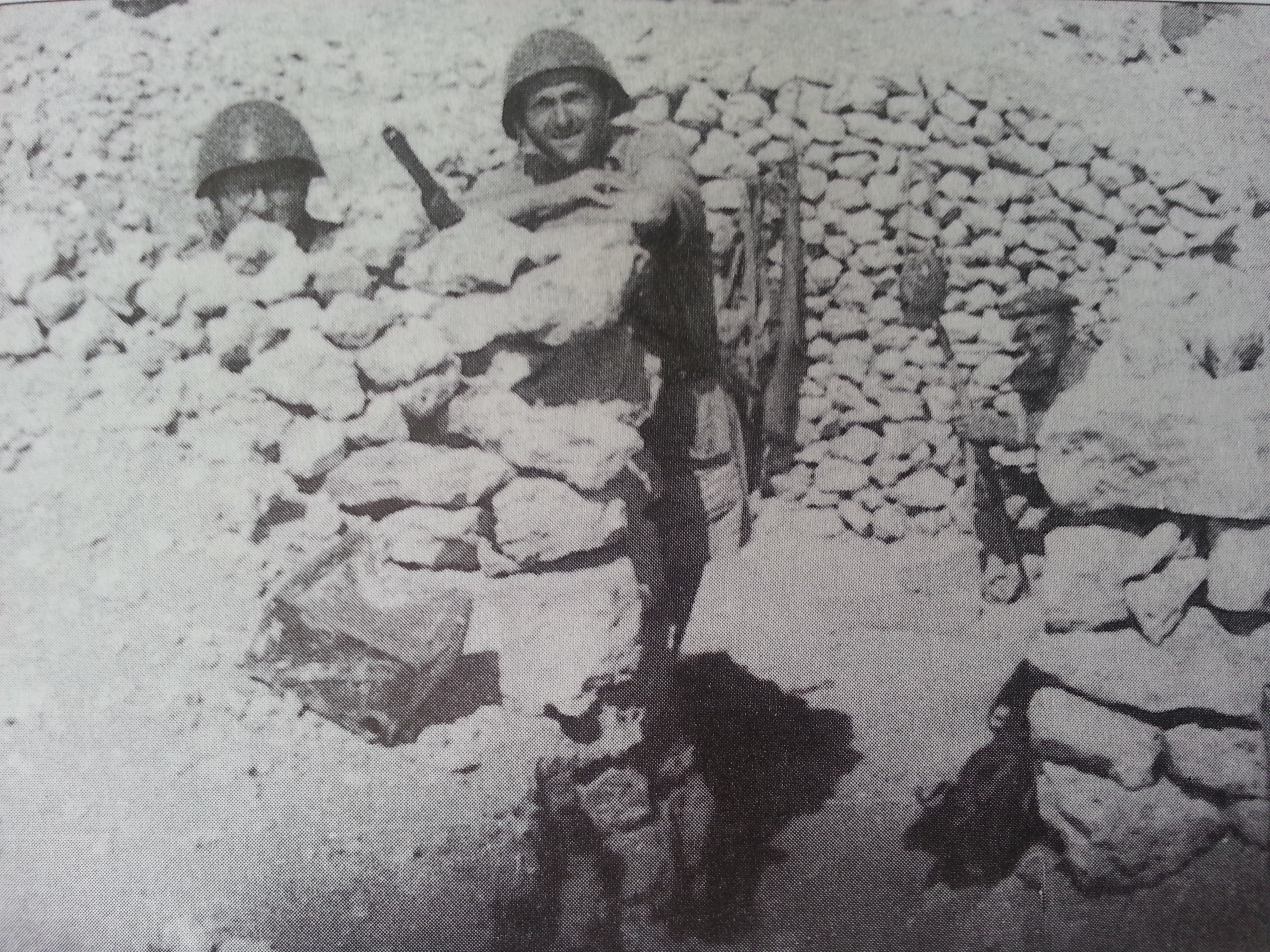
Un caposaldo di Marò del Battaglione San Marco a Got el Ualed, durante la battaglia per Tobruk (al centro della foto il Ten. Enzo Busca), medaglia di bronzo al V.M.

Il generale Ritchie fu quindi costretto il 14 giugno a ordinare, nonostante l'opposizione del generale Auchinleck, la ritirata delle divisioni ancora schierate nel settore settentrionale della linea di Gazala che rischiavano di essere tagliate fuori. Nella notte gli elementi di testa dell'Afrikakorps raggiunsero la costa e interruppero la via Balbia; durante la giornata del 15 giugno le due divisioni britanniche riuscirono tuttavia a sfuggire all'accerchiamento e ripresero contatto con i resti della 8ª Armata che stava battendo in ritirata. Sotto gli attacchi dei panzer, le residue forze meccanizzate britanniche persero altri carri ed entro il 17 giugno il generale Ritchie dovette rinunciare a mantenere il contatto con la guarnigione di Tobruk e ripiegò ulteriormente fino alla linea di frontiera, mentre oltre 35000 soldati sudafricani, indiani e britannici rimasero bloccati all'interno della piazzaforte. Il generale Auchinleck contava che la guarnigione di Tobruk, comandata dal generale Hendrik Klopper, fosse in grado di resistere a un nuovo assedio, mentre a Londra Winston Churchill era ancora fiducioso; il Primo Ministro esortò alla massima tenacia ordinando una resistenza "a ogni costo". La guarnigione di Tobruk era numerosa e disponeva di abbondante equipaggiamento, ma il morale delle truppe era basso; il comando britannico inoltre fu sorpreso dalla rapidità dell'attacco dell'armata italo-tedesca.
Il generale Rommel era deciso a evitare un nuovo assedio; egli finse di marciare con tutte le sue unità in direzione della frontiera poi il 19 giugno ritornò con l'Afrikakorps e il XX corpo italiano verso la piazzaforte; al mattino del 20 giugno sferrò un attacco in forze nel settore sud-est della cintura fortificata. Sostenuto da continui ed efficaci attacchi dei cacciabombardieri tedeschi Stukas, l'assalto raggiunse subito il successo; i reticolati e i fossati furono superati, i mezzi corazzati tedeschi entrarono all'interno della fortezza, respinsero alcuni contrattacchi e si diressero verso il porto, i guastatori d'Africa ebbero il particolare compito di avvicinarsi alle opere fortificate nemiche e collocare a distanza ravvicinata cariche esplosive nei punti più vulnerabili per irrompere attraverso le brecce aperte. La resistenza delle truppe britanniche si disgregò rapidamente, i forti furono conquistati e il generale Klopper si arrese al generale Rommel alle ore 9.40 del 21 giugno.
La Panzerarmee Afrika catturò 33000 prigionieri, 2000 veicoli e circa 5000 tonnellate di cibo caddero nelle mani dell'Asse, ma soltanto 2000 tonnellate di carburante. Questo fu un dato importante e uno smacco per Rommel, che aveva tralasciato la conquista di Malta sicuro che a Tobruk avrebbe trovato importati riserve di carburante che gli avrebbero consentito di continuare l'avanzata verso Il Cairo, disinteressandosi dei problemi logistici che invece i suoi diretti superiori gli avevano fatto presente in diverse occasioni.
Oltre a non avere sufficienti quantità di carburante, ora anche la conquista di Malta divenne impraticabile. Rommel infatti, nonostante i pareri contrari di Kesselring, Raeder e Cavallero, scavalcò la scala gerarchica per chiedere direttamente il permesso a Hitler di continuare la sua avanzata nonostante i rischi legati al rifornimento di carburante, convinto di avere di fronte un'armata in disfacimento e sicuro di un parere positivo in quanto consapevole di essere nelle grazie del Führer. Hitler infatti acconsentì a Rommel di continuare l'offensiva e inoltre lo premiò con il bastone da feldmaresciallo.
Rommel così poté continuare a usufruire delle forze aeree della Luftwaffe che altrimenti sarebbero state utilizzate per l'operazione C3/Hercules contro Malta, ma quando le forze aeree dell'Asse entrarono in Egitto, la RAF - che ora era ben rifornita e perfettamente al sicuro nelle basi egiziane - iniziò a causare grosse perdite alla Luftwaffe e alla Regia Aeronautica, facendo tramontare per sempre l'invasione dell'isola di Malta. Tale scelta che con il prosieguo della guerra si rivelò determinante, strategicamente permise alle forze inglesi di avere una base avanzata nel Mediterraneo dalla quale poteva colpire i convogli italiani, e per gli italiani rimase una grossa spina nel fianco che nel giugno 1941 poteva essere estirpata sfruttando la temporanea debolezza delle forze del Commonwealth nel Mediterraneo.

### Decisione a El Alamein

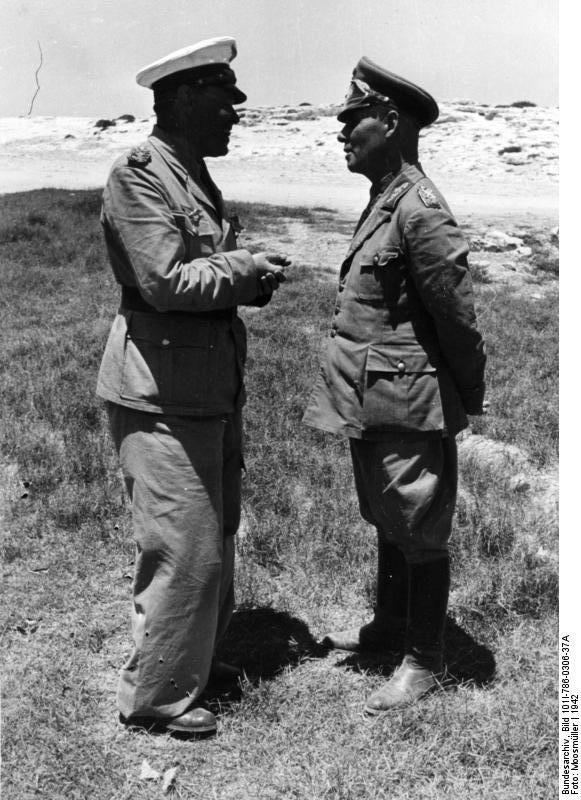
I feldmarescialli Albert Kesselring e Erwin Rommel a colloquio nell'estate 1942.

Il 21 giugno 1942 Winston Churchill si trovava a Washington per importanti colloqui con il presidente Franklin Roosevelt e i suoi collaboratori riguardo alla complessa pianificazione strategica in corso di studio tra le due potenze anglosassoni; la disastrosa notizia della caduta di Tobruk gli giunse, a suo dire, del tutto inaspettata e gli causò profonda emozione e grande preoccupazione. Il presidente statunitense propose subito di far intervenire in Egitto le nuove divisioni corazzate americane in corso di addestramento negli Stati Uniti d'America e il generale George Marshall discusse con il generale George Patton le possibilità pratiche di un intervento diretto dell'esercito statunitense; di fronte alle difficoltà tecniche e all'urgenza di un sostegno ai resti dell'esercito britannico in Egitto, i dirigenti dei due paesi decisero per il momento di rinforzare l'8ª Armata con l'invio di 300 carri armati americani ultimo modello M4 Sherman e 100 cannoni semoventi. Nel frattempo la situazione dell'esercito britannico appariva veramente critica; il generale Ritchie stava ripiegando rapidamente rinunciando a difendere la linea di confine; durante un incontro con il generale Auchinleck, giunto sul posto per valutare la situazione, era stato concordato di ritirare le truppe fino a Marsa Matruh dove sarebbero affluiti i rinforzi della divisione neozelandese richiamata precipitosamente dalla Palestina e i nuovi carri armati per le brigate corazzate. Il comandante in capo del Medio Oriente predispose anche una seconda posizione di ripiegamento più arretrata a El Alamein dove furono subito avviati reparti sudafricani; era atteso entro alcune settimane l'arrivo di una divisione australiana dalla Siria e di una divisione britannica da Cipro. Il 25 giugno 1942 il generale Ritchie schierò le sue forze sulla posizione di Marsa Matruh; egli disponeva dei reparti del generale Gott e del generale William Holmes, con 159 carri armati della 1ª Divisione corazzata; già alla fine della giornata le linee britanniche furono raggiunte dall'Afrikakorps del feldmaresciallo Rommel.

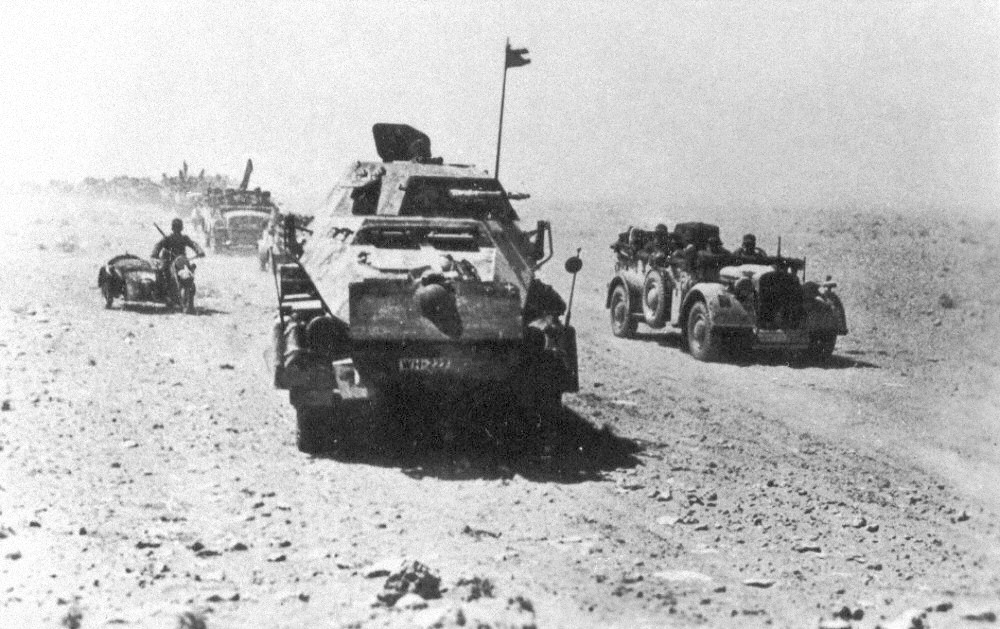
Le avanguardie motorizzate dell'Afrikakorps avanzano verso El Alamein.

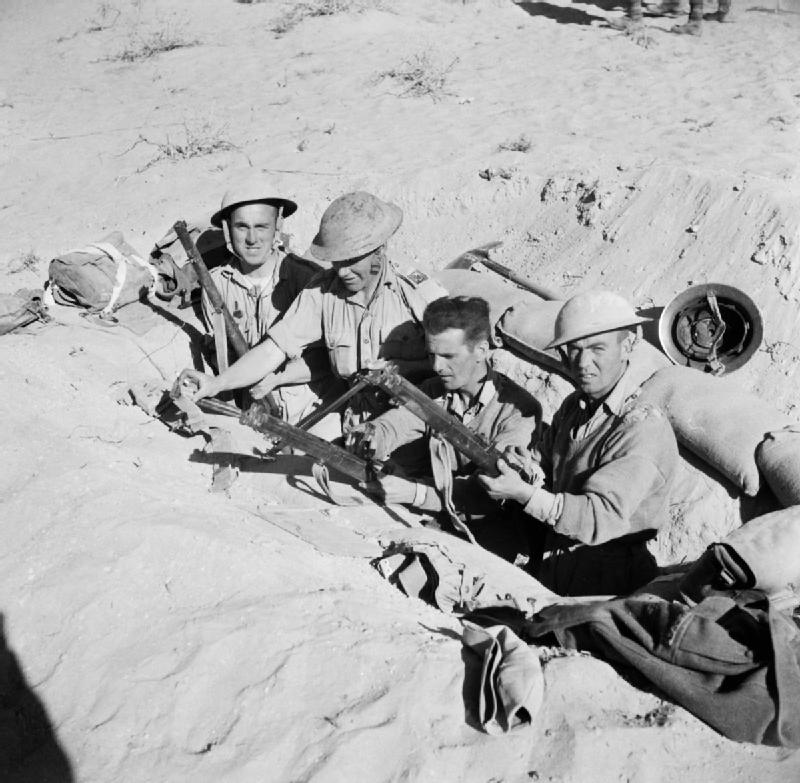
Truppe britanniche della 51ª Divisione Highlander a El Alamein.

La pianificazione originaria degli alti comandi dell'Asse prevedeva che, dopo la conquista di Tobruk, le forze dell'armata italo-tedesca arrestassero la loro avanzata sulla linea di confine in attesa della riuscita dell'operazione di invasione dell'isola di Malta ritenuta di decisiva importanza per assicurare il rifornimento delle truppe impegnate in Egitto. Il generale Cavallero quindi il 22 giugno confermò in una lettera a Mussolini la sua richiesta di attenersi al piano di operazioni concordato. Il feldmaresciallo Rommel aveva idee molto diverse; egli riteneva che le insperate dimensioni della vittoria a Gazala e Tobruk e i segni di collasso della resistenza britannica, fornissero un'irripetibile occasione di raggiungere la vittoria finale in Nordafrica. Il comandante della Panzerarmee Afrika riteneva essenziale inseguire subito il nemico sconfitto, senza dargli il tempo di far affluire forze da altri teatri bellici, puntando direttamente verso Alessandria e il Nilo. Hitler condivideva questa valutazione del suo generale; egli era scettico sulle possibilità di successo dell'attacco a Malta ed esercitò quindi forti pressioni su Mussolini affinché fosse rinviata l'"Esigenza C3" e fosse adottato l'audace progetto del feldmaresciallo Rommel di avanzata immediata in Egitto. Il duce, attratto dalla possibilità di vittoria definitiva e fiducioso sulle capacità strategiche del generale tedesco, finì per aderire al piano del comandante della Panzerarmee Afrika. Il 25 giugno i generali Cavallero e Bastico, entrambi appena nominati dal Duce maresciallo d'Italia, si incontrarono a Derna, insieme al feldmaresciallo Kesselring, con il feldmaresciallo Rommel; nonostante i dubbi dei generali italiani e in parte anche del feldmaresciallo Kesselring, venne approvato definitivamente il piano di avanzata in Egitto verso Alessandria e il Cairo; il feldmaresciallo Rommel si mostrò estremamente ottimista.

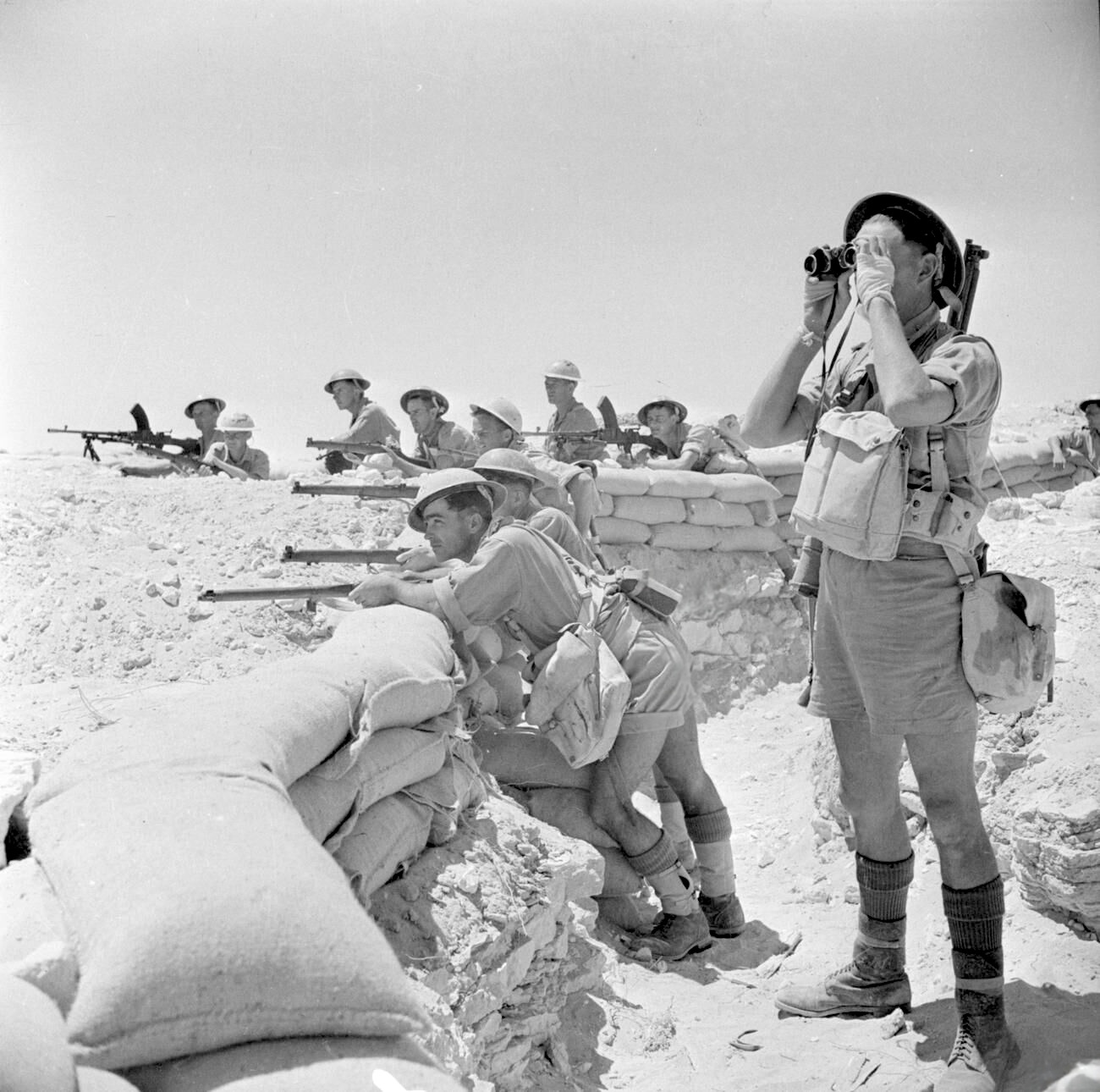
Soldati britannici a El Alamein.

L'avanzata della Panzerarmee Afrika, sotto la spinta del feldmaresciallo Rommel, era proseguita rapidissima dopo la caduta di Tobruk; le retroguardie britanniche non fecero molta resistenza, mentre la marcia delle colonne motorizzate italo-tedesche vennero fortemente ostacolate da continui attacchi aerei dei cacciabombardieri della RAF che in questa fase, disponendo di basi aeree più vicine e più efficienti, aveva riconquistato la supremazia nel cielo. Nonostante queste difficoltà, i mezzi corazzati dell'Afrikakorps, ridotti a circa 100 mezzi, raggiunsero la sera del 25 giugno Marsa Matruh e il feldmaresciallo Rommel, consapevole della necessità di fare presto, sferrò subito l'attacco alle posizioni nemiche. Nel frattempo il generale Auchinleck era arrivato al posto di comando del generale Ritchie; egli decise di destituire il comandante dell'8ª Armata e assumere personalmente la direzione delle operazioni; la situazione delle truppe britanniche era divenuta subito critica. Il feldmaresciallo Rommel spinse il 26 giugno le Panzer-Division, con 60 carri armati, attraverso il debole settore centrale del nemico e sorprese i britannici, i panzer avanzarono a nord, dove isolarono indiani e sudafricani a Marsa Matruh, e a sud dove minacciarono alle spalle i neozelandesi e affrontarono con successo le brigate corazzate britanniche. In realtà i tedeschi erano in forte inferiorità numerica, ma il generale Gott che dirigeva le operazioni a sud, impressionato dall'audace azione dell'Afrikakorps, decise il 27 giugno di ripiegare verso est. L'8ª Armata ricevette l'ordine dal generale Auchinleck di sganciarsi; i neozelandesi riuscirono a fuggire con una sortita notturna; Marsa Matruh fu occupata dagli italiani il 29 giugno; la Panzerarmee Afrika catturò 6000 prigionieri e riprese l'avanzata. Il pomeriggio del 30 giugno, dopo un'avanzata finale di 150 chilometri sotto gli attacchi degli aerei britannici, le avanguardie dell'Afrikakorps arrivarono a El Alamein.

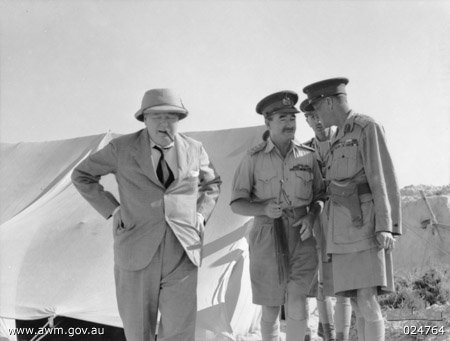
Winston Churchill in Egitto nell'agosto 1942; al centro il generale australiano Leslie Morshead, a destra il generale Claude Auchinleck.

La prima battaglia di El Alamein ebbe inizio il 1º luglio 1942; il feldmaresciallo Rommel attaccò subito, nonostante fosse arrivato sulla posizione difensiva nemica con solo 4400 soldati e 41 carri armati, di cui 14 italiani; egli contava di sorprendere ancora una volta i britannici, ma la posizione di El Alamein scelta dal generale Auchinleck, compresa tra la linea costiera e l'intransitabile depressione di Qattara presente a sud, si prestava alla difesa ed era difficilmente aggirabile. Il comandante in capo britannico era riuscito a consolidare il morale delle sue truppe e rafforzare le difese, impiegando alcune unità indiane e sudafricane e i resti dei neozelandesi e di una divisione britannica; egli disponeva di 150 carri armati. Gli attacchi della Panzerarmee Afrika del 1 e 2 luglio furono respinti dopo combattimenti confusi, i britannici sferrarono alcuni contrattacchi e il 3 luglio la Divisione corazzata "Ariete" subì forti perdite; il feldmaresciallo Rommel dovette passare sulla difensiva. Il generale Auchinleck fece intervenire una divisione australiana appena arrivata dalla Siria che il 10 luglio inflisse una dura sconfitta agli italiani; fino al 17 luglio si susseguirono attacchi e contrattacchi dall'esito alterno ma i britannici mantennero saldamente le posizioni a El Alamein. Il feldmaresciallo Rommel era molto deluso per l'arresto dell'avanzata in Egitto e manifestò un forte pessimismo di fronte al continuo rafforzamento delle forze nemiche. Durante gli incontri del 17 e 19 luglio con il maresciallo Cavallero e il feldmaresciallo Kesselring propose una ritirata generale fino a Sollum e Halfaya; i generali italiani, Hitler e Mussolini, che si trovava dal 29 giugno in Libia in attesa della vittoria finale, erano nettamente contrari al ripiegamento e alla fine la Panzerarmee Afrika rimase sulle posizioni di El Alamein dove riuscì a respingere alcuni attacchi del generale Auchinleck. Il 23 luglio una brigata corazzata britannica appena arrivata subì una disastrosa sconfitta attaccando la cresta di Ruweisat sotto il tiro dei carri e anticarro tedeschi; anche i britannici, che avevano subito pesanti perdite, dovettero sospendere le operazioni.
Winston Churchill aveva appreso con soddisfazione le notizie sull'andamento favorevole dei combattimenti a El Alamein e aveva comunicato al generale Auchinleck il suo apprezzamento; egli tuttavia continuava a esercitare pressioni sul comandante del Medio Oriente perché si mostrasse più aggressivo e organizzasse al più presto una grande offensiva. Il primo ministro decise di recarsi al Cairo per valutare la situazione insieme ai suoi generali; il 4 agosto arrivò in Egitto insieme al capo di Stato maggiore Imperiale, generale Alan Brooke, e ai generali Archibald Wavell e Jan Smuts. Churchill riteneva che il generale Auchinleck dovesse essere sostituito e anche il generale Brooke manifestò delle riserve sull'operato del comandante in capo; dopo una serie di colloqui, il Primo Ministro decise di trasferire il generale Auchinleck a un nuovo comando del settore Iran-Iraq, mentre sarebbe stato creato un comando del Vicino Oriente, comprendente l'Egitto, che egli si proponeva di affidare allo stesso generale Brooke. Quest'ultimo tuttavia rifiutò l'offerta di Churchill, mentre il generale Auchinleck mostrò disappunto e non accettò il trasferimento a Baghdad; quindi il Primo Ministro decise di nominare il generale Harold Alexander, già assegnato a un alto incarico nel quadro dell'operazione Torch, al comando supremo del Vicino Oriente al Cairo mentre il generale William Gott sarebbe passato alla guida della 8ª Armata. Il 7 agosto tuttavia il generale Gott rimase ucciso nell'abbattimento del suo aereo da parte di caccia tedeschi e al suo posto il generale Bernard Montgomery venne assegnato, su proposta del generale Brooke, al comando dell'8ª Armata schierata a El Alamein. Churchill lasciò l'Egitto il 10 agosto dopo aver chiarito in una precisa direttiva che la "missione principale" dei nuovi comandanti consisteva nel "catturare o distruggere alla prima occasione l'esercito italo-tedesco". Nelle settimane seguenti importanti rinforzi britannici arrivarono in Medio Oriente; le forze meccanizzate furono ricostituite, affluirono una nuova divisione di fanteria e l'8ª Divisione corazzata, le forze aeree del deserto guidate dai generali Arthur Tedder e Arthur Coningham raggiunsero una netta superiorità sul nemico. Il generale Montgomery, giunto il 12 agosto, mostrò subito determinazione e grande ottimismo; metodico ed efficiente, il nuovo comandante preparò accuratamente le sue forze per una battaglia difensiva a El Alamein.

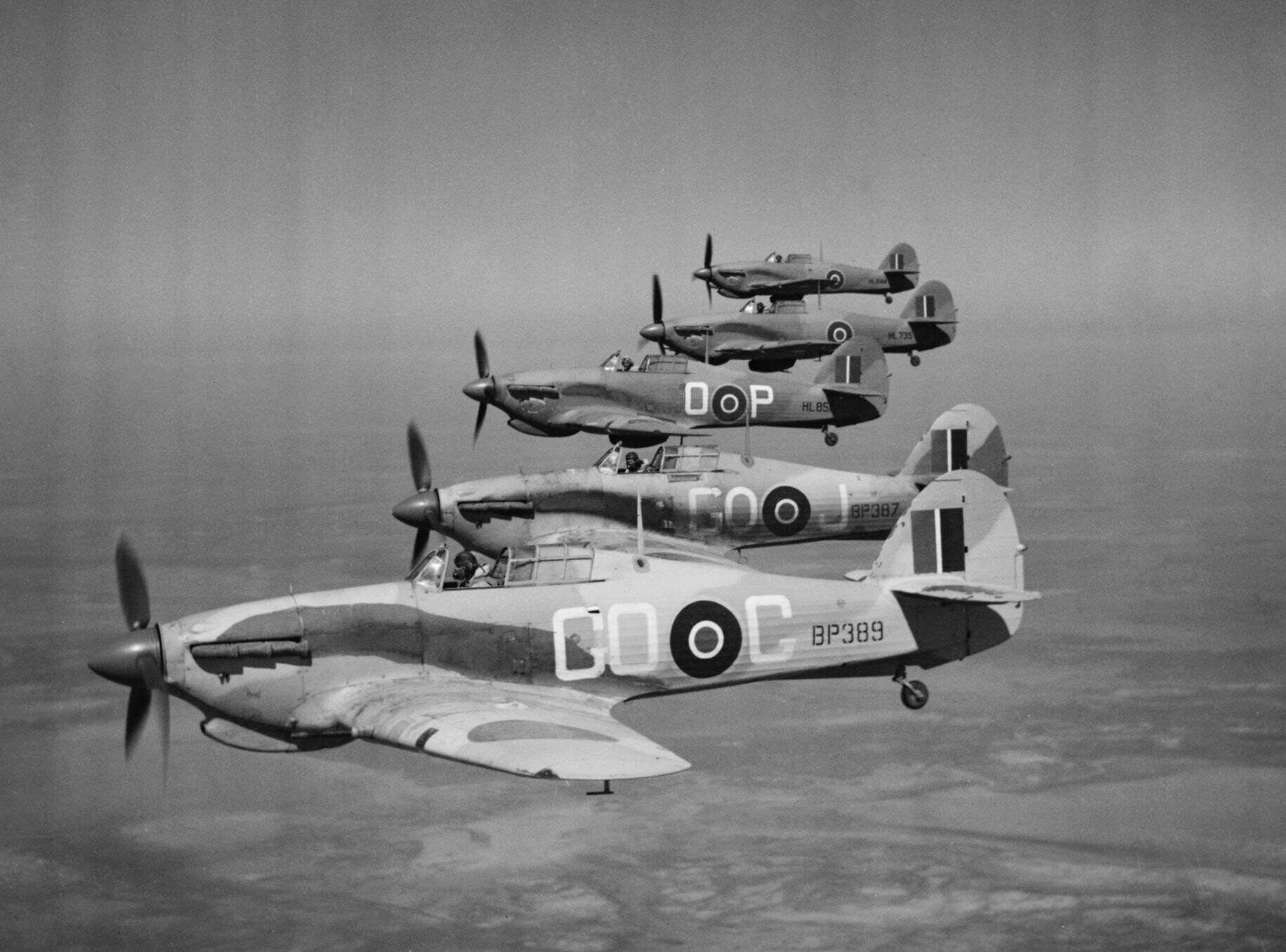
Caccia Hawker Hurricane della Desert Air Force in volo sui cieli dell'Egitto nel 1942.

Dopo la fine della prima fase dei combattimenti a El Alamein, il feldmaresciallo Rommel era riuscito a mantenere le posizioni raggiunte dalla Panzerarmee Afrika; nonostante le nuove difficoltà nei trasporti a causa della parziale ripresa dell'attività offensiva delle forze aeronavali britanniche a Malta, l'armata italo-tedesca ricevette importanti rinforzi di uomini ed equipaggiamenti. Una divisione di fanteria tedesca venne trasferita per via aerea e giunsero anche combattivi reparti di paracadutisti tedeschi e italiani. Queste truppe scelte, che erano in un primo tempo state preparate per l'attacco su Malta, vennero dirottate nel deserto dopo la decisione di comandi supremi di rinviare l'operazione Herkules e di concentrare tutte le forze sul fronte egiziano. Il feldmaresciallo Rommel stava preparando una grande offensiva con la quale sperava di potere superare le difese di El Alamein; il comandante dell'armata aveva progettato un attacco decisivo che avrebbe dovuto condurre le sue forze mobili fino ad Alessandria, il Cairo e il Canale di Suez; l'8 agosto il feldmaresciallo Kesselring giunse sul posto e approvò il piano. Il feldmaresciallo Rommel si mostrava ottimista ma in realtà egli ormai risentiva del logoramento fisico e psichico causato dal lungo periodo di comando; il comandante della Panzerarmee Afrika non era in buone condizioni di salute e il 21 agosto giunse al punto di sollecitare un suo richiamo in patria e una sua sostituzione con il generale Heinz Guderian. Dopo alcune discussioni il feldmaresciallo Rommel rimase al suo posto e il 30 agosto sferrò l'offensiva a El Alamein da cui i capi dell'Asse si attendevano la vittoria finale in Africa.
Il comandante della Panzerarmee Afrika disponeva di 146000 soldati e 515 carri armati, di cui 234 panzer, ma era molto preoccupato per la carenza di rifornimenti; in particolare il carburante disponibile non era ritenuto sufficiente per una grande battaglia manovrata. L'attacco dell'armata italo-tedesca iniziò durante la notte del 30 agosto; le forze mobili avanzarono sull'ala meridionale con l'obiettivo di aggirare il fianco sinistro nemico ma fin dall'inizio sorsero gravi difficoltà a causa dei vasti campi minati predisposti dai britannici e soprattutto dei continui attacchi aerei da parte dell'aviazione nemica. Le truppe subirono perdite durante la marcia di avvicinamento, i generali Nehring, von Bismarck e Kleemann furono gravemente feriti; al mattino le forze mobili dell'Afrikakorps riuscirono a sbucare fuori dai campi minati, ma il feldmaresciallo Rommel era deluso per l'andamento della battaglia e ritenne preferibile deviare subito a nord con le Panzer-Division in direzione dell'importante cresta di Alam Halfa. Il generale Montgomery non era stato sorpreso dall'attacco dell'armata italo-tedesca; egli aveva preparato sistematicamente le sue truppe ed era a conoscenza dei piani del nemico. L'8ª Armata era costituita da 177000 soldati con 712 carri armati ed era solidamente schierata; in particolare il generale Montgomery aveva concentrato sul crinale di Alam Halfa due brigate corazzate e una potente linea di cannoni anticarro che il 1 e 2 settembre respinsero con gravi perdite gli attacchi dell'Afrikakorps. Il feldmaresciallo Rommel decise alle ore 8.30 del 3 settembre di arrestare l'offensiva e iniziare a ripiegare con le sue forze mobili, la manovra di ritirata venne completata con successo entro il 6 settembre nonostante la carenza di carburante; il generale Montgomery non cercò di sfruttare la vittoria difensiva e non inseguì da vicino i nemici.
La battaglia di Alam Halfa segnò un momento importante della campagna del Nordafrica; la Panzerarmee Afrika perse l'ultima possibilità di raggiungere il Nilo e il canale di Suez; inoltre la sconfitta scosse la fiducia e il morale del feldmaresciallo Rommel; il feldmaresciallo Kesselring criticò la condotta del comandante in capo che egli ritenne, in quella circostanza, troppo pessimista e irresoluto. La salute pisco-fisica del feldmaresciallo Rommel era sempre più precaria ed egli infine il 23 settembre 1942 lasciò l'Africa e ritornò in Germania per convalescenza e riposo. Il comandante della Panzerarmee Afrika aveva già predisposto un preciso piano difensivo per l'atteso attacco britannico e in pubblico in Germania si mostrò fiducioso ma in realtà egli era pessimista riguardo alla situazione generale nel teatro del Mediterraneo. L'armata italo-tedesca passò al comando dell'esperto generale Georg Stumme mentre la guida dell'Afrikakorps venne assunta, dopo il ferimento del generale Nehring, dal generale Ritter von Thoma; i dirigenti supremi dell'Asse avevano deciso di difendere le posizioni raggiunte in Egitto e quindi i due generali cercarono di rafforzare lo schieramento a El Alamein nonostante le crescenti difficoltà di rifornimento dell'esercito a causa dell'allungamento delle vie di comunicazione a partire dai porti di Tripoli e Bengasi e della ripresa del predominio aeronavale nel Mediterraneo da parte anglo-americana. Malta ritornò a esercitare una pericolosa azione offensiva contro i convogli dell'Asse, e una serie di attacchi aerei sferrati dal feldmaresciallo Kesselring contro l'isola ottennero scarsi risultati. Nonostante questi problemi, l'armata italo-tedesca consolidò le sue posizioni difensive a El Alamein; vasti campi minati vennero stesi a protezione della fanteria, i cosiddetti "giardini del diavolo"; la difesa fu scaglionata in profondità, le riserve corazzate tedesche furono riequipaggiate in parte con i nuovi modelli di Panzer III e Panzer IV. Alla vigilia dell'offensiva britannica, la Panzerarmee Afrika era costituita da 104000 soldati con 497 carri armati, di cui 238 panzer, e 571 cannoni; inoltre il feldmaresciallo Rommel durante un colloquio con Hitler aveva ottenuto la promessa che altri reparti corazzati sarebbero presto stati inviati in Africa equipaggiati con armi di ultimo modello. L'armata era numericamente molto inferiore al nemico, le sue forze aeree non erano in grado di contrastare la superiorità aerea britannica e persistevano gravi carenze di carburante che limitavano la mobilità dei reparti motorizzati, ma nel complesso il generale Stumme valutava con una certa fiducia le possibilità di respingere l'attacco nemico.

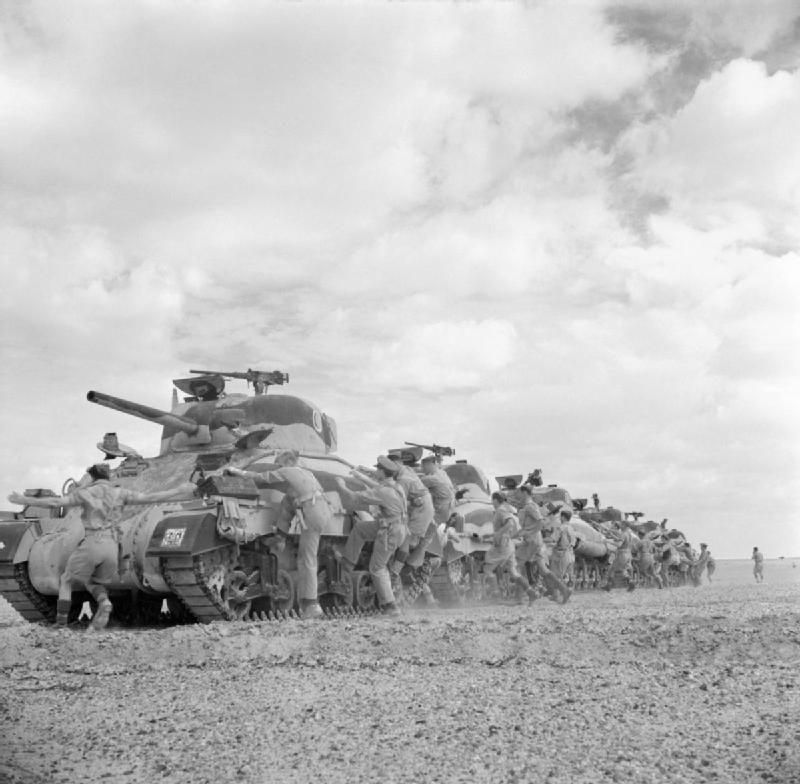
Equipaggi britannici salgono a bordo dei nuovi carri armati M4 Sherman.

Winston Churchill era ritornato al Cairo nella prima settimana di settembre e aveva discusso con il generale Montgomery i particolari della prevista offensiva; il generale britannico apparve sicuro del successo ma richiese tempo per completare i suoi preparativi. Il Primo Ministro era invece impaziente e manifestò più volte dopo il suo ritorno a Londra il suo scontento per il prolungarsi dell'attesa; egli riteneva essenziale raggiungere subito un grande successo in Egitto anche per impressionare le autorità francesi in Nordafrica e favorire la riuscita dell'imminente operazione Torch. Il generale Brooke alla fine riuscì a convincere Churchill a dare fiducia al generale Montgomery. Il comandante dell'8ª Armata portava avanti il potenziamento delle sue forze e l'accurata preparazione tattica della cosiddetta "operazione Lightfoot"; egli aveva deciso di combattere una grande battaglia di logoramento, evitando audaci manovre meccanizzate attraverso il deserto e sferrando invece nel settore settentrionale delle linee una serie di attacchi frontali con la fanteria, sostenuta dal fuoco d'artiglieria e dall'azione dell'aviazione. Il generale si proponeva di distruggere lentamente i reparti di fanteria nemici; solo dopo l'avanzata in profondità attraverso la cintura dei campi minati, le tre divisioni corazzate raggruppate si sarebbero portate avanti e avrebbero affrontato e respinto i contrattacchi delle riserve mobili italo-tedesche. Una serie di manovre di inganno e diversioni sarebbero state predisposte per mantenere all'oscuro il nemico sulle reali direttrici d'attacco. Mentre le truppe e gli ufficiali continuavano l'addestramento, l'8ª Armata si stava ulteriormente rafforzando, nel mese di settembre erano arrivati i carri armati Sherman inviati dagli Stati Uniti ed erano sbarcate una nuova divisione corazzata e una divisione scozzese; il 23 ottobre 1942 il generale Montgomery disponeva di una netta superiorità di forze, l'armata era costituita da 195000 soldati con 1348 carri armati, 939 cannoni campali e 1200 aerei di prima linea; inoltre erano pronti altri reparti di riserva e grandi quantità di materiali e equipaggiamenti erano disponibili nelle retrovie.

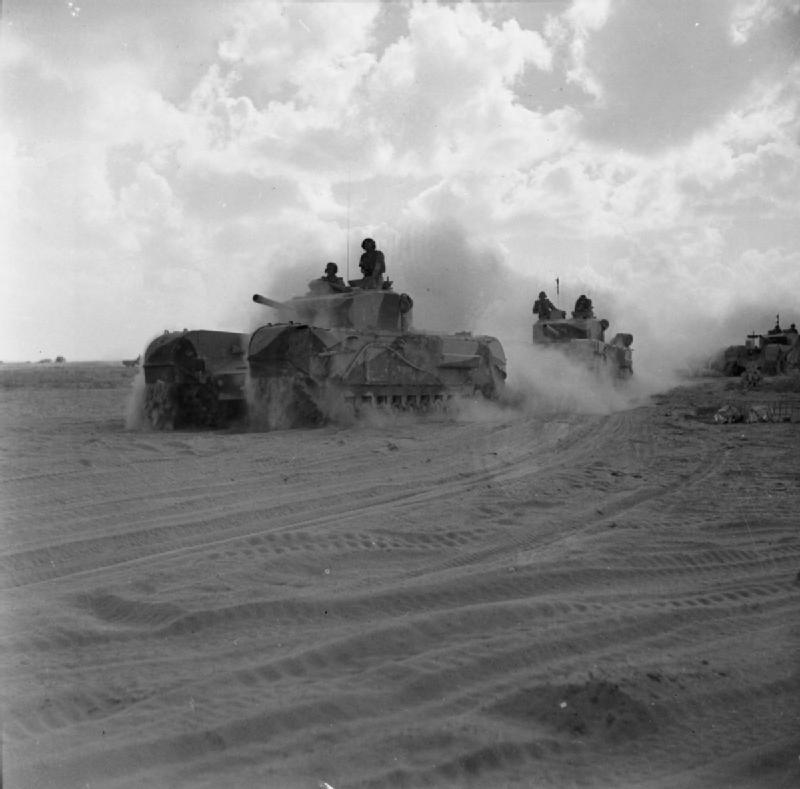
Carri armati da fanteria Churchill britannici nel deserto.

Nella notte del 23 ottobre 1942 l'8ª Armata britannica diede inizio alla seconda battaglia di El Alamein con un potente sbarramento di artiglieria che continuò per venti minuti e inflisse forti perdite alla fanteria italo-tedesca schierata nelle posizioni fortificate; subito dopo la fanteria britannica mosse all'attacco preceduta da reparti specializzati incaricati di aprire dei varchi nei profondi campi minati. Il primo giorno i britannici incontrarono forti difficoltà di fronte all'aspra resistenza nemica; l'attacco diversivo nel settore meridionale del fronte non raggiunse alcun successo e l'attacco principale a nord, sferrato dalla divisioni di fanteria ammassate, non riuscì ad aprire varchi sufficienti per le divisioni corazzate che di conseguenza non raggiunsero il terreno libero. Dopo vivaci contrasti tra il generale Montgomery e alcuni subordinati, gli attacchi ripresero il 25 ottobre ma senza grandi risultati; la fanteria guadagnò terreno a costo di pesanti perdite ma i carri armati non poterono avanzare; in quello stesso giorno il feldmaresciallo Rommel ritornò in Africa e riprese il comando della Panzerarmee Afrika in sostituzione del generale Stumme, morto improvvisamente per cause naturali. Nei giorni seguenti il feldmaresciallo Rommel concentrò nel settore settentrionale le due Panzer-Division e sferrò ripetuti contrattacchi per frenare l'avanzata britannica; entrambe le parti subirono forti perdite; la fanteria australiana e neozelandese, sostenuta dall'artiglieria e dai continui attacchi aerei della Desert Air Force, guadagnò lentamente terreno e il comandante in capo tedesco ritenne che la situazione dell'armata italo-tedesca fosse sempre più precaria; egli il 29 ottobre ipotizzò di preparare una linea più arretrata. In realtà anche il generale Montgomery era in difficoltà; i suoi costosi attacchi frontali non avevano raggiunto gli obiettivi, le brigate corazzate avevano già perso 200 carri. Egli il 30 ottobre sospese temporaneamente l'offensiva causando grande preoccupazione a Londra; Churchill criticò aspramente l'operato del suo generale.

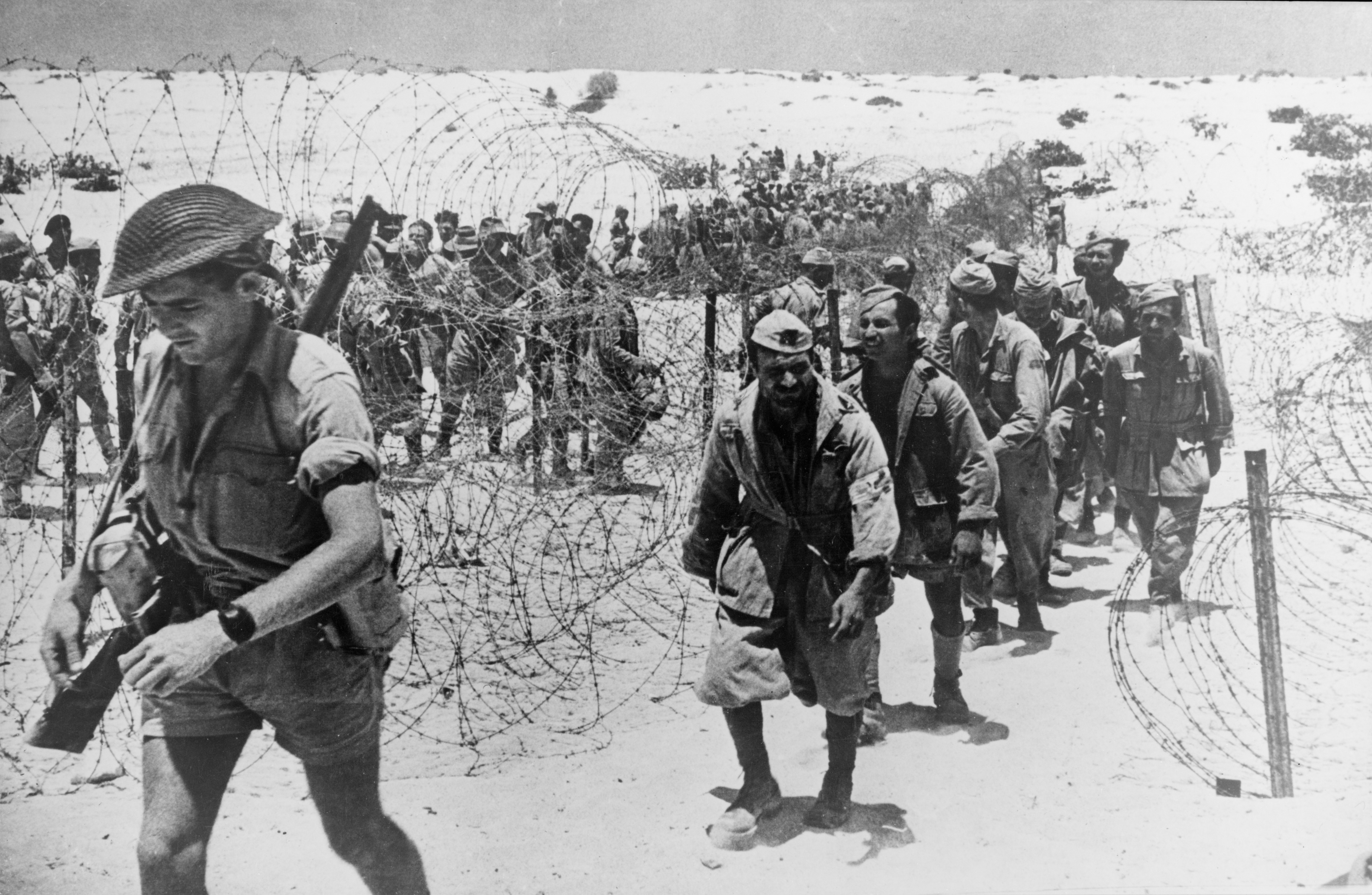
Prigionieri italo-tedeschi catturati a El Alamein.

Il 2 novembre 1942 il generale Montgomery, dopo avere riorganizzato il suo schieramento, diede inizio all'attacco finale, l'operazione Supercharge, con un nuovo massiccio assalto della fanteria neozelandese con l'appoggio di una brigata corazzata, mentre altri 800 carri armati si tennero pronti per lo sfondamento.
I combattimenti furono molto violenti: le truppe italo-tedesche opposero ancora forte resistenza e la brigata corazzata britannica perse la maggior parte dei suoi carri, ma alla fine la fanteria neozelandese riuscì ad aprire un varco nelle linee nemiche e a raggiungere il terreno aperto attraverso il quale iniziarono a muove le divisioni corazzate del generale Herbert Lumsden. Il feldmaresciallo Rommel riuscì tuttavia a concentrare le sue residue forze corazzate affidate al comando del generale von Thoma e sferrò nel pomeriggio violenti contrattacchi da nord e da sud; la battaglia di carri di Tel el Aqqaqir terminò con l'arresto dell'avanzata britannica ma gli italo-tedeschi rimasero alla fine con solo 35 carri ancora efficienti. Il comandante della Panzerarmee Afrika ritenne quindi che fosse inevitabile iniziare la ritirata per evitare la distruzione delle sue forze e la notte del 2 novembre incominciarono i movimenti preliminari mentre i carri del generale von Thoma al mattino del 3 novembre inflissero ancora dure perdite ai mezzi corazzati britannici. Durante la giornata del 3 novembre tuttavia arrivò da Rastenburg un ordine tassativo di Hitler in cui si proibiva la ritirata e si richiedeva alle truppe di "vincere o morire"; il comandante della Panzerarmee Afrika dovette quindi sospendere i movimenti di ripiegamento e diede disposizioni di continuare a difendere le linee. Il 4 novembre l'offensiva del generale Montgomery riprese; i carri armati britannici avanzarono in campo aperto a Tell el Mampsa, gli ultimi carri dell'Afrikakorps furono sopraffatti e il generale von Thoma venne catturato; a sud la Divisione corazzata Ariete e la Divisione paracadutisti Folgore furono distrutte dopo avere opposto una valorosa resistenza. Alle ore 15.30 i feldmarescialli Rommel e Kesselring decisero di iniziare la ritirata che venne alla fine autorizzata da Hitler; la maggior parte della fanteria italiana, priva di mezzi motorizzati, dovette arrendersi, mentre i paracadutisti tedeschi del generale Bernhard Ramcke riuscirono a fuggire su veicoli catturati; il feldmaresciallo Rommel riuscì a salvare circa 22000 soldati che ripiegarono velocemente verso Fuka. L'armata italo-tedesca aveva perso 25000 morti e feriti, 30000 prigionieri e 320 carri; l'8ª Armata britannica ebbe a El Alamein 13560 morti e feriti e circa 500 mezzi corazzati distrutti o danneggiati; il generale Montgomery il 5 novembre parlò di "vittoria completa e assoluta".

## Operazione Torch

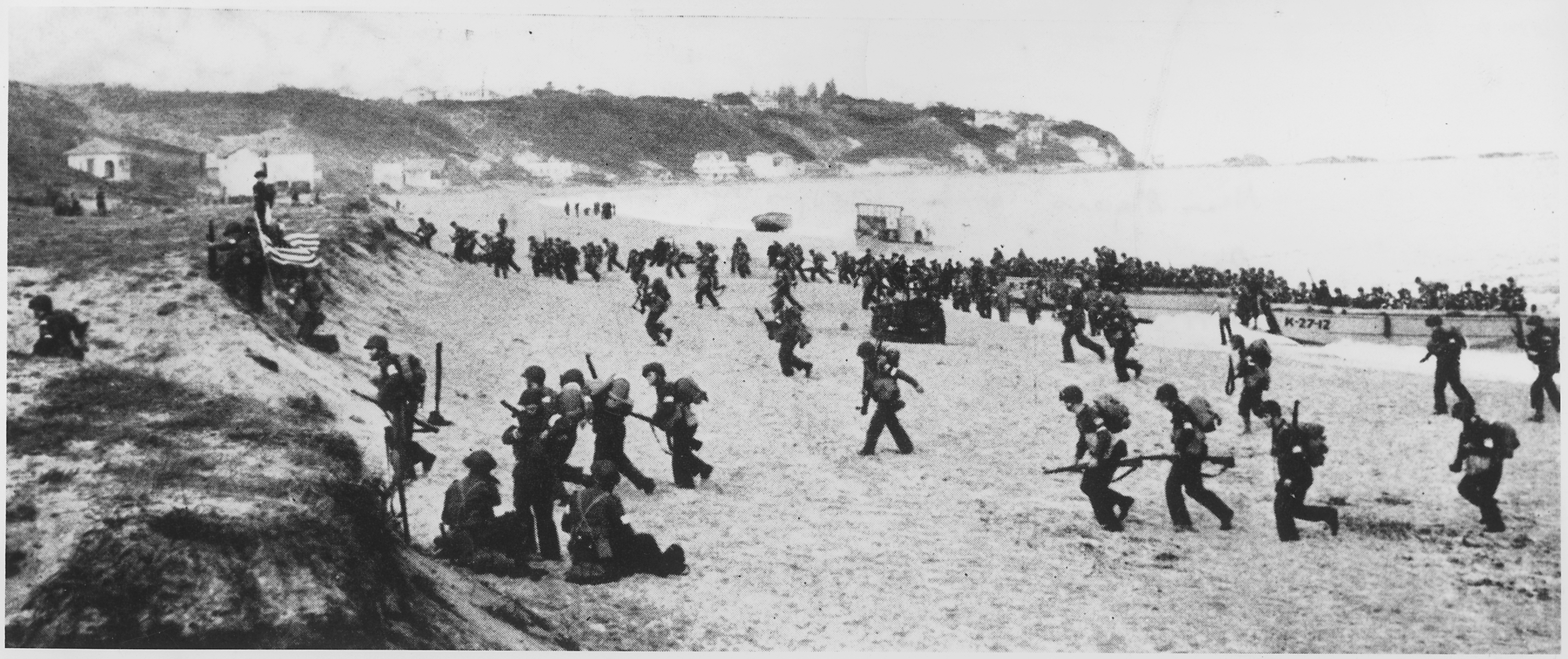
Truppe americane sbarcano vicino ad Algeri l'8 novembre 1942.

L'andamento disastroso delle operazioni in Nordafrica all'inizio del 1942 aveva costretto i capi politico-militari anglo-sassoni a rinunciare all'operazione Acrobat e soprattutto all'operazione Gymnast che, nella sua variante "Super-Gymnast", prevedeva entro il 15 aprile 1942 uno sbarco anglo-americano in Marocco e Algeria per prendere alle spalle l'armata italo-tedesca e occupare l'intera costa nordafricana. L'abbandono di questi progetti spinse il generale George Marshall a proporre piani di operazioni per uno sbarco in Francia fin dall'estate 1942, ma Churchill e i capi di stato maggiore britannici si opposero fermamente a questi progetti, ritenuti rischiosi e troppo ambiziosi, e tornarono a proporre nel giugno 1942 un piano per un grande sbarco nel Nordafrica francese il cui inizio Churchill voleva fosse fissato per non oltre il 14 ottobre. Dopo lunghe discussioni e forti contrasti tra i dirigenti delle due potenze, infine il Presidente Roosevelt diede il suo consenso e il 24 luglio 1942 venne approvata la cosiddetta operazione Torch; il 27 luglio il generale statunitense Dwight Eisenhower assunse il comando supremo delle grandi forze combinate assegnate al progetto, previsto in un primo tempo per il 30 ottobre 1942.

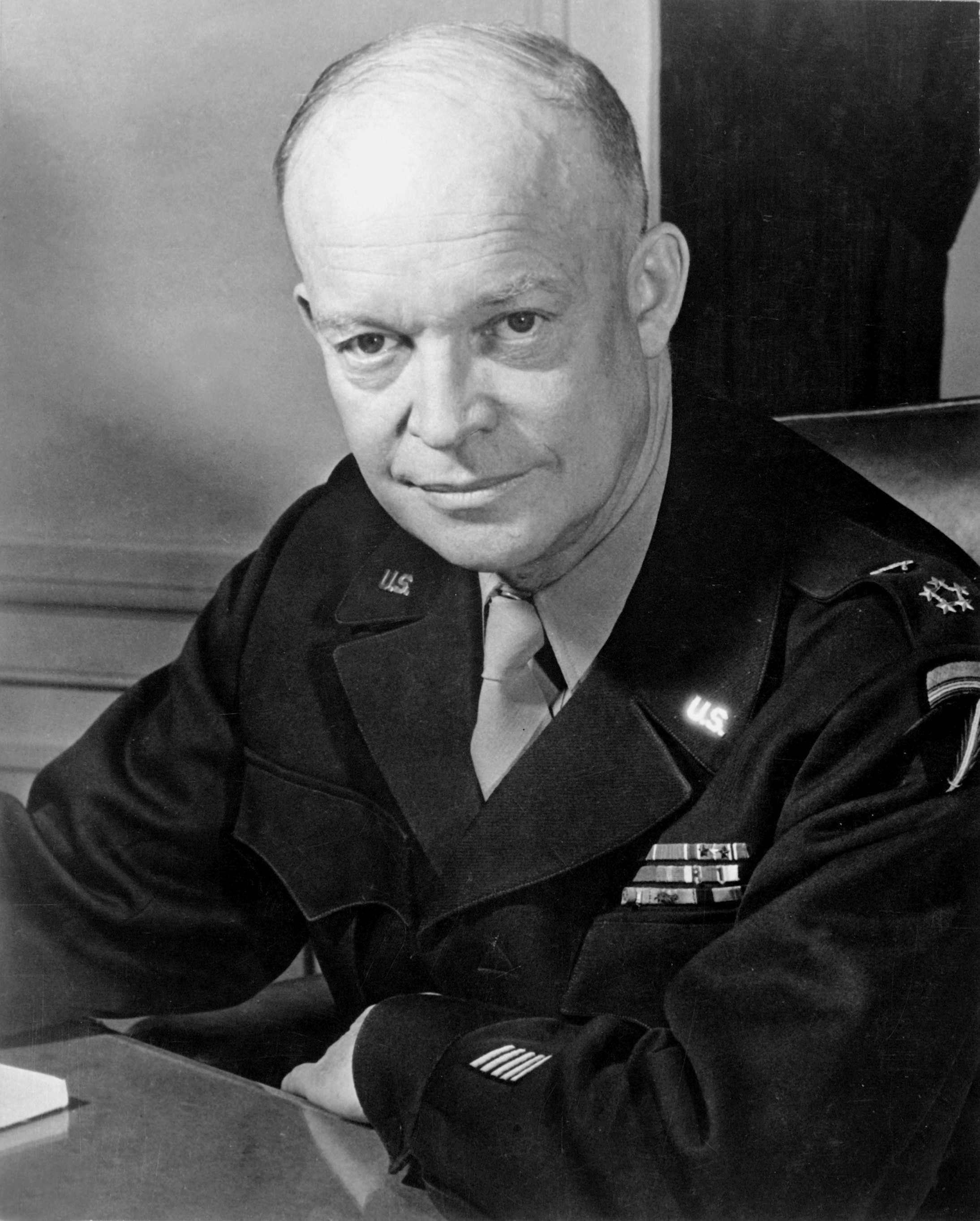
Il generale Dwight Eisenhower, comandante supremo delle forze alleate impegnate nell'operazione Torch.

Durante la fase di pianificazione sorsero notevoli contrasti tra gli alti comandi riguardo alle aree di sbarco del corpo di spedizione; mentre gli americani, timorosi di un attacco tedesco attraverso Gibilterra o di un intervento in guerra a fianco dell'Asse della Spagna, proponevano di effettuare lo sbarco principale sulla costa atlantica del Marocco, i britannici ritenevano essenziale estendere gli sbarchi alla costa mediterranea dell'Algeria per avvicinarsi il più possibile alla Tunisia; fu solo nella prima settimana di settembre che, dopo uno scambio epistolare tra Churchill e Roosevelt, fu trovato un accordo di compromesso e furono previsti sbarchi anche a Orano e Algeri. Nel frattempo erano in corso complessi sondaggi da parte di rappresentanti americani e agenti segreti per ricercare la collaborazione di generali e funzionari francesi presenti in Nordafrica favorevoli agli Alleati, per evitare l'opposizione armata della Armée d'Afrique; i dirigenti anglosassoni preferirono non coinvolgere in queste manovre il generale Charles de Gaulle, venne invece contattato il generale Henri Giraud che si mostrò pronto ad assumere la guida del Nordafrica francese in alleanza con le potenze anglosassoni. Per motivi di segretezza tuttavia i congiurati francesi in Nordafrica e lo stesso generale Giraud vennero mantenuti all'oscuro dagli anglo-americani dei dettagli dello sbarco e soprattutto della data esatta dell'operazione Torch; il vice-comandante in capo alleato, generale Mark Clark, giunse in incognito ad Algeri il 21 ottobre per incontrare i capi della rivolta ma non chiarì i tempi precisi dell'azione, mentre il generale Giraud si incontrò con il generale Eisenhower a Gibilterra solo il 7 novembre e fu in questa occasione che apprese che lo sbarco avrebbe avuto luogo il giorno seguente e che egli non avrebbe affatto assunto il comando supremo delle forze alleate. Di conseguenza i cospiratori furono colti di sorpresa dall'inizio dell'operazione Torch e non furono in grado di coordinare adeguatamente i loro interventi diretti a prendere il potere ed evitare la reazione dell'esercito francese.
I convogli anglo-americani salparono in parte dalla costa occidentale statunitense e in parte dalla Gran Bretagna tra il 24 e il 27 ottobre; oltre 500 navi trasportavano il corpo di spedizione mentre la flotta dell'ammiraglio Andrew Cunningham, costituita da sei corazzate e quattro portaerei, era incaricata della protezione navale; la navigazione si svolse con regolarità e senza incidenti; gruppi di U-Boot erano stati concentrati più a sud di fronte alla costa dell'Africa centrale e non riuscirono a individuare i convogli. Furono invece gli agenti dell'Asse presenti ad Algeciras che segnalarono la grande flotta in arrivo dal 31 ottobre a Gibilterra da dove avrebbe dovuto penetrare nel Mar Mediterraneo per gli sbarchi in Algeria. Gli alti comandi italo-tedeschi tuttavia erano in forte disaccordo; mentre a Roma Mussolini e il maresciallo Cavallero presero in considerazione la possibilità di uno sbarco nemico nel Nordafrica francese, Hitler e Hermann Göring ritennero che la grande flotta individuata a Gibilterra fosse diretta a rifornire Malta o a effettuare uno sbarco in Sicilia o a Tripoli; nonostante i dubbi del feldmaresciallo Kesselring quindi le forze dell'Asse organizzarono piani di intervento aereo attraverso lo stretto di Sicilia e solo troppo tardi compresero i veri progetti alleati.

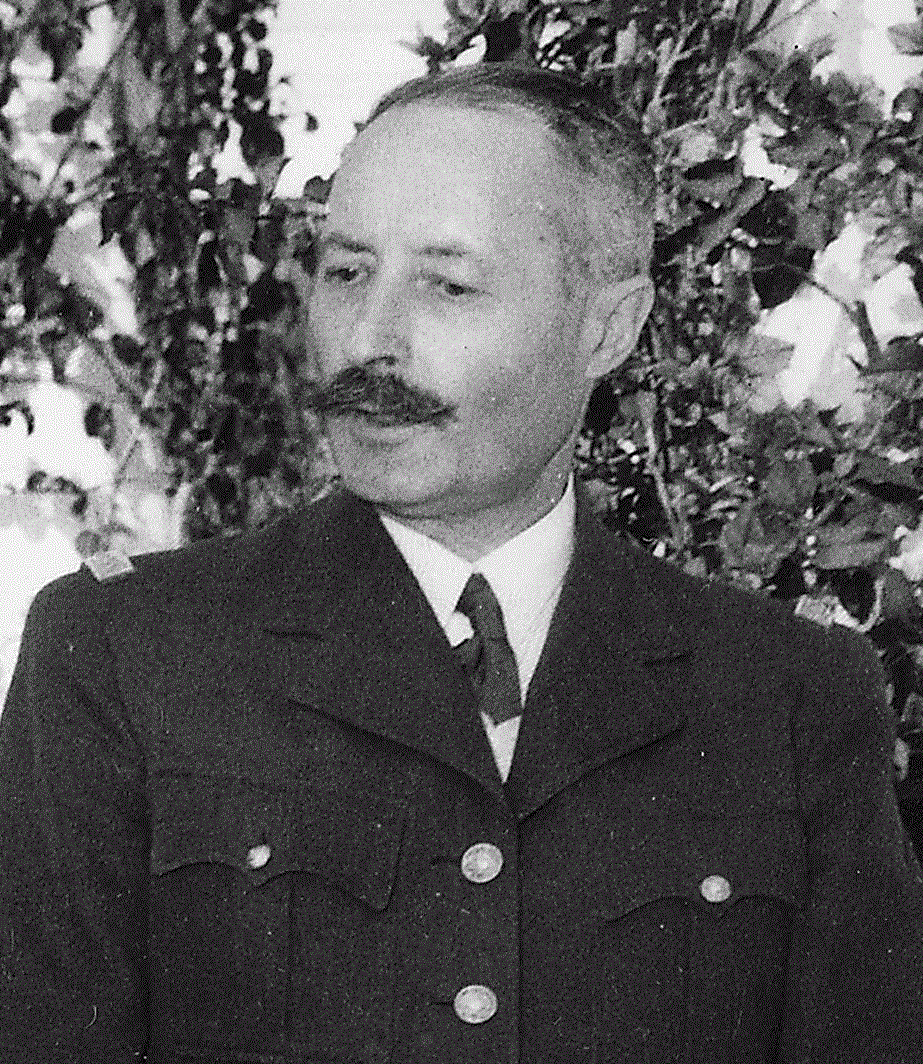
Il generale Henri Giraud, comandante in capo delle forze francesi in Nordafrica.

Lo sbarco anglo-americano ebbe inizio alle ore 04.45 dell'8 novembre e colse completamente di sorpresa i francesi; nessuno aveva individuato i convogli e le autorità coloniali non ebbero alcuna notizia; i cospiratori furono informati solo tra il 4 e il 7 novembre ed ebbero grande difficoltà a portare a termine i loro piani. In Marocco il generale Béthouart non riuscì a convincere il generale Noguès a collaborare e venne arrestato; di conseguenza i 35000 soldati americani che, guidati dal generale George Patton, sbarcarono a Casablanca e Fedhala incontrarono una forte resistenza da parte delle forze terrestri, aeree e navali francesi. Anche a Orano il contingente americano costituito da 18500 soldati al comando del generale Lloyd Fredendall venne contrastato dai difensori francesi; l'attacco navale al porto di Orano venne respinto e ci furono sensibili perdite; gli americani giunsero a terra ma il 9 novembre furono fermati. Ad Algeri invece i cospiratori guidati dal generale Mast e dal funzionario americano Robert Daniel Murphy riuscirono nei loro piani e arrestarono il generale Alphonse Juin, gli sbarchi del corpo di spedizione anglo-americano guidato dal generale Charles W. Ryder si svolsero quasi senza opposizione. La situazione divenne tuttavia più complicata per la casuale presenza ad Algeri dell'ammiraglio François Darlan, principale collaboratore del maresciallo Petain, che inizialmente si rifiutò di collaborare con gli alleati.
Dopo colloqui drammatici ad Algeri con il generale Clark, infine il 9 novembre l'ammiraglio Darlan, sollecitato anche dal generale Juin, decise di aderire alla causa alleata e di ordinare autonomamente, senza chiedere l'autorizzazione del maresciallo Petain, alle truppe francesi nel Nordafrica di cessare ogni resistenza armata e accogliere amichevolmente le truppe anglo-americane. Il 10 novembre terminarono quindi i combattimenti ancora in corso in Marocco e a Orano. Nel frattempo il 9 novembre era giunto ad Algeri il generale Giraud il quale tuttavia dovette constatare la sua mancanza di autorità e l'ostilità nei suoi confronti della maggior parte dei generali francesi in Nordafrica. Il generale Eisenhower riuscì infine il 13 novembre durante un incontro al vertice con l'ammiraglio Darlan e il generale Giraud a concludere un accordo generale; nonostante la forte ostilità di molte autorità politiche anglo-americane, contrari ad accordi con l'ammiraglio considerato troppo compromesso con il Regime di Vichy, venne stabilito che il generale Giraud avrebbe assunto l'incarico di comandante in capo delle forze francesi in Nordafrica, mentre l'ammiralgio Darlan sarebbe divenuto l'alto commissario delle colonie; insieme avrebbero diretto la collaborazione militare con gli alleati nella guerra contro le potenze dell'Asse.

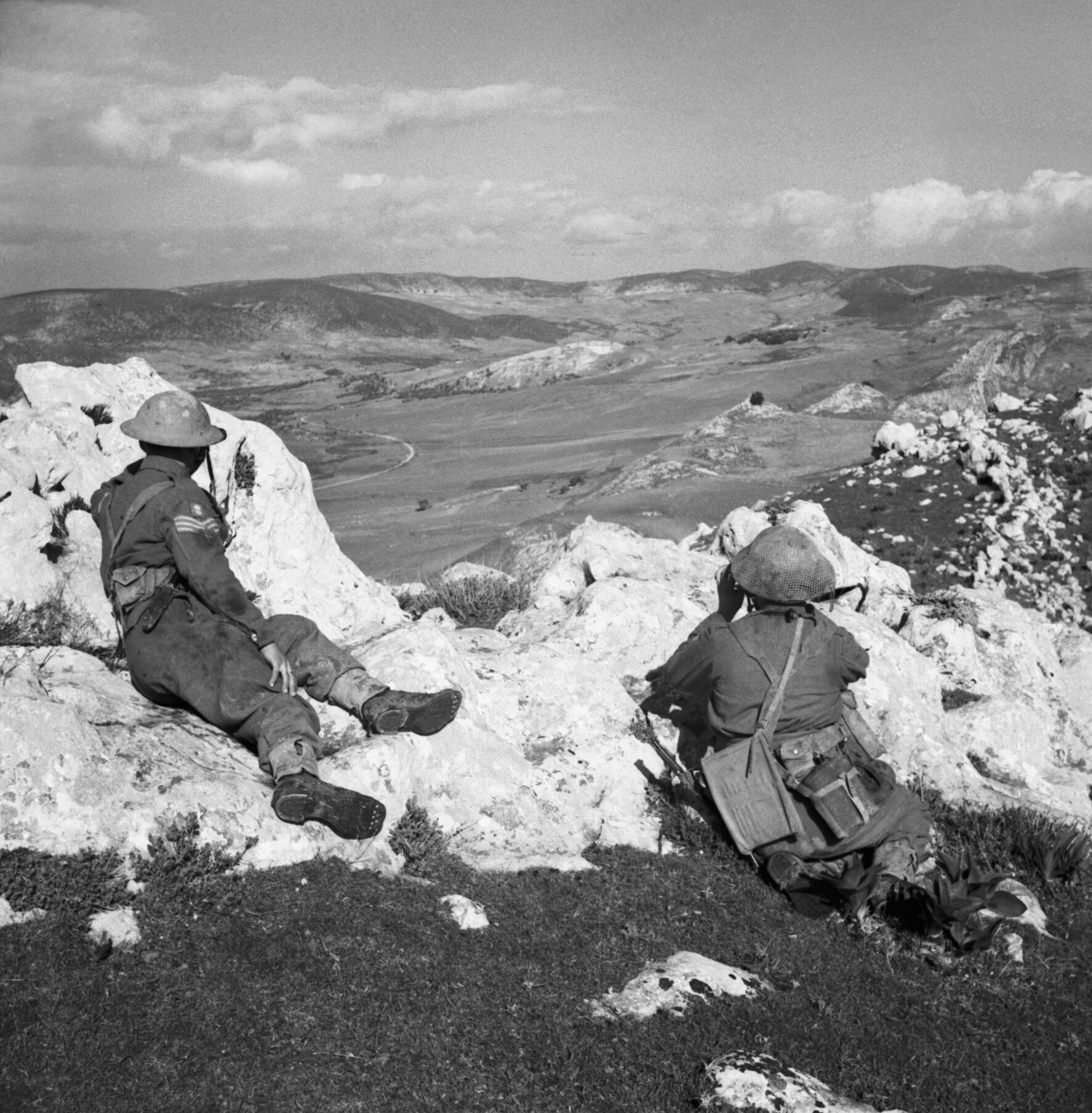
Soldati britannici in Tunisia.

Nel frattempo apprese le prime notizie degli sbarchi anglo-americani in Africa e dell'incertezza sulla reale volontà delle autorità francesi di opporsi alle forze alleate, gli alti comandi dell'Asse avevano preso fin dal 9 novembre una serie di misure per affrontare la nuova e inattesa situazione. L'11 novembre Adolf Hitler diede inizio all'operazione Anton: truppe meccanizzate tedesche invasero rapidamente, senza incontrare resistenza, la zona libera francese sotto l'autorità del Regime di Vichy anche reparti italiani parteciparono all'occupazione. Il pomeriggio del 9 novembre unità di paracadutisti tedeschi invece atterrarono di sorpresa in alcuni aeroporti a Tunisi allo scopo di creare una prima testa di ponte. Le autorità francesi in Tunisia avevano ricevuto ordine di opporsi ai tedeschi in attesa dell'arrivo degli anglo-americani ma disponevano di forze deboli e non riuscirono a impedire il progressivo rafforzamento della testa di ponte italo-tedesca intorno a Tunisi e Biserta.
In un primo momento in realtà la situazione delle forze dell'Asse in Tunisia, di cui assunse il comando il 17 novembre, il generale Walther Nehring, sembrò molto critica e il generale Eisenhower riferì ottimisticamente che era imminente una vittoria totale in Nordafrica; reparti motorizzati britannici e americani raggruppati sotto il controllo della nuova 1ª Armata guidata dal generale Kenneth Anderson avanzarono dall'Algeria rapidamente verso est ed entrarono in collegamento con i reparti francesi del generale Barrè. Il 25 novembre ebbe inizio la cosiddetta "corsa a Tunisi"; elementi di due divisioni meccanizzate britanniche e di una divisione corazzata americana giunsero il 30 novembre a poche decine di chilometri dalla capitale tunisina, ma i reparti scelti tedeschi di paracadutisti si batterono duramente per guadagnare tempo in attesa dell'arrivo di importanti rinforzi; nella prima settimana di dicembre l'andamento dei combattimenti cambiò completamente. Mentre una divisione italiana occupava Sfax e Gabès, il generale Nehring poté contrattaccare con l'aiuto della 10. Panzer-Division e di un reparto di carri pesanti Panzer VI Tiger I appena sbarcati; la battaglia di Tebourba si concluse entro il 4 dicembre 1942 con un netto successo tedesco; le inesperte truppe americane subirono pesanti perdite di uomini e mezzi e alla fine gli alleati del generale Anderson dovettero ripiegare perdendo una parte delle posizioni raggiunte.

## Campagna di Tunisia

### Ritirata italo-tedesca dalla Libia

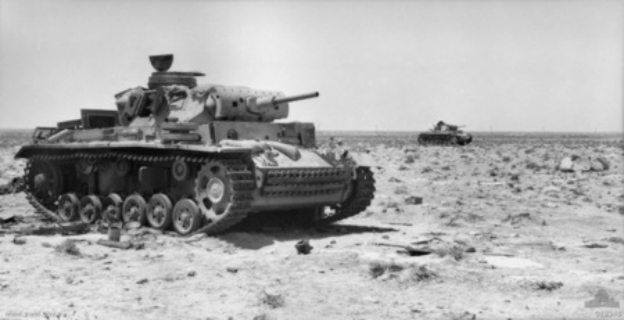
Panzer III distrutti nel deserto.

Il feldmaresciallo Rommel, dopo la disfatta di El Alamein, aveva ritirato attraverso il deserto, a partire dal tramonto del 4 novembre, le sue forze superstiti; le truppe italo-tedesche, rimaste con solo pochi mezzi motorizzati e una dozzina di carri, ripiegavano alla massima velocità possibile e in questo modo entro il 6 novembre riuscirono a sfuggire alle prime manovre in campo aperto delle forze meccanizzate britanniche che il generale Montgomery aveva lanciato per tagliare la strada; a Fuka e a Marsa Matruh il comandante della Panzerarmee Afrika riuscì a evitare la trappola favorito anche dalle forti piogge che rallentarono l'inseguimento del nemico. Il feldmaresciallo Rommel riprese la ritirata l'8 novembre in direzione della frontiera libico-egiziana e riuscì a intralciare fortemente i britannici organizzando per mezzo di abili retroguardie un efficace sistema di campi minati e trappole esplosive che infastidirono notevolmente gli inseguitori.
La critica situazione delle sue truppe e le notizie del grande sbarco anglo-americano in Nordafrica convinsero il feldmaresciallo Rommel che ormai le sorti della campagna dell'Asse in Nordafrica fossero definitivamente compromesse; egli, nonostante le assicurazioni provenienti dal quartier generale del Führer sull'arrivo di forti e moderni rinforzi, riteneva opportuno, invece di continuare a combattere, organizzare subito una ritirata manovrata inizialmente fino al confine della Tripolitania e quindi in Tunisia dove si sarebbe effettuata un'evacuazione via mare delle truppe scelte italo-tedesche che avrebbero potuto essere quindi salvate e impiegate in Europa. Hitler era in totale disaccordo; egli considerava le implicazioni politiche della campagna e considerava essenziale guadagnare tempo, costituendo un solido fronte in Tunisia per evitare un crollo politico-militare dell'Italia. Il feldmaresciallo Rommel intanto continuava la ritirata; Sollum, Halfaya e Tobruk furono abbandonate senza combattere; ancora una volta i britannici, la divisione neozelandese e una divisione corazzata non riuscirono a intercettare la ritirata e raggiunsero la frontiera solo l'11 novembre.

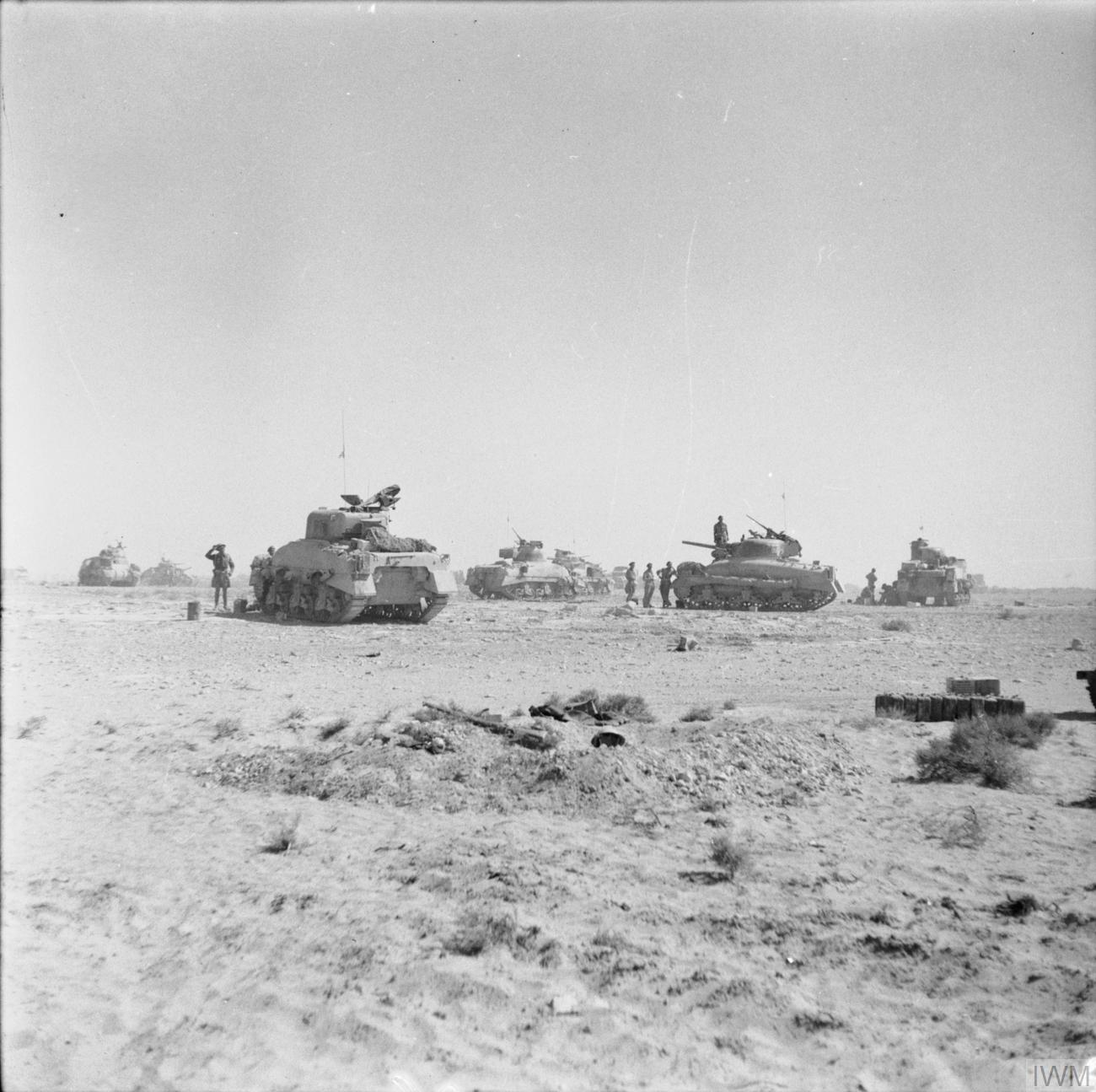
Unità corazzate britannica nel deserto.

Nonostante le assicurazioni di Hitler e di Mussolini, le forze combattenti del feldmaresciallo Rommel erano ridotte a 5000 soldati tedeschi, 2500 soldati italiani, 21 carri armati e 65 cannoni, con scarse riserve di carburante e materiali. Il 17 novembre fu abbandonata Bengasi; l'armata italo-tedesca sfuggì a un nuovo tentativo britannico di intercettarla, proseguì per Agedabia, evacuò questa località il 23 novembre e raggiunse la stretta di Marsa Brega. Gli alti comandi italo-tedeschi speravano che sulla vecchia linea di El Agheila fosse finalmente possibile arrestare la ritirata; la Divisione corazzata Centauro e altri reparti di fanteria italiani erano arrivati di rinforzo e i marescialli Cavallero e Bastico e il feldmaresciallo Kesselring si recarono sul posto il 22 e 23 novembre per incontrare il feldmaresciallo Rommel. I generali italiani fecero forti pressioni sul comandante tedesco, affermando che la linea di Marsa Brega avrebbe dovuto essere difesa a ogni costo; lo stesso feldmaresciallo Kesselring ritenne che il feldmaresciallo Rommel fosse troppo pessimista e poco combattivo. Il comandante della Panzerarmee Afrika informò che i britannici di fronte a lui disponevano di almeno 420 mezzi corazzati e disse chiaramente che, in mancanza di carburante e di ingenti rinforzi di carri armati, le sue truppe, se fossero rimaste a El Agheila, sarebbero state definitivamente distrutte
Il 26 novembre il feldmaresciallo Rommel prese un'iniziativa autonoma per superare i contrasti e chiarire la situazione; egli decise di cedere temporaneamente il comando al generale Gustav Fehn e di recarsi, senza autorizzazione, direttamente a Rastenburg per illustrare personalmente a Hitler la situazione. Alle ore 17.00 dopo un viaggio in aereo il feldmaresciallo fu ricevuto da Führer che tuttavia si mostrò irritato e violentemente contrario ai suoi propositi di ritirata. L'atmosfera nell'alto comando era particolarmente tesa a causa della catastrofica crisi in corso a Stalingrado e le valutazioni pessimistiche del feldmaresciallo Rommel vennero bruscamente respinte da Hitler che ribadì l'assoluta necessità politica di resistere in Africa. Il comandante della Panzerarmee Afrika fu inviato in Italia dove anche Hermann Göring e il feldmaresciallo Kesselring criticarono il suo pessimismo e la sua tattica rinunciataria; infine il 1 dicembre, durante una riunione con Mussolini e i generali italiani, fu raggiunto un accordo: l'armata italo-tedesca poteva evacuare, in caso di attacco in forze dei britannici, la linea di Marsa Brega e ripiegare fino a Buerat, 340 chilometri a est di Tripoli. Il generale Montgomery aveva pianificato una complessa manovra aggirante che avrebbe dovuto avere inizio il 12 dicembre, ma il feldmaresciallo Rommel non si fece sorprendere; egli organizzò con grande abilità la manovra di sganciamento; dopo avere fatto ripiegare per primi i servizi logistici, nella notte del 10 dicembre la Panzerarmee Afrika abbandonò entro l'alba la stretta di El Agheila senza perdite. Nonostante la persistente scarsità di carburante, si riuscì con alcuni espedienti a mantenere in movimento i mezzi meccanizzati, un tentativo di accerchiamento a Nofilia venne evitato e il 17 dicembre vennero raggiunte le nuove posizioni a Buerat.

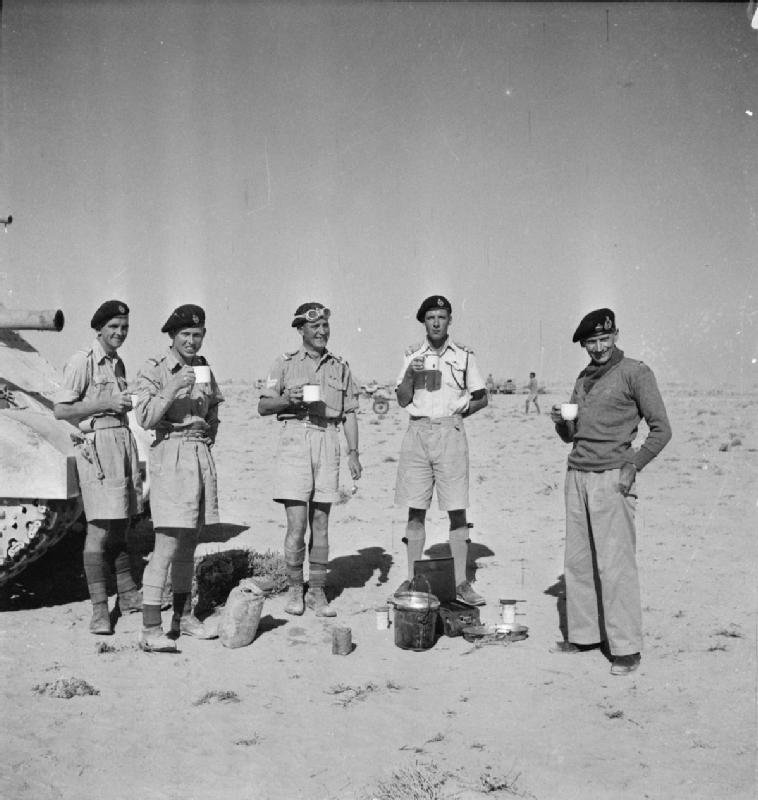
Il generale Bernard Montgomery insieme all'equipaggio di un carro armato britannico.

Il generale Montgomery ebbe bisogno di quasi un mese per portare avanti il grosso delle sue forze, radunare i reparti e preparare l'attacco alla linea di Buerat; egli prevedeva di attaccare frontalmente con una divisione scozzese, mentre la 7ª Divisione corazzata e la divisione neozelandese avrebbero contemporaneamente effettuato una manovra aggirante; l'attacco dell'8ª Armata, con 450 carri armati, ebbe inizio il 15 gennaio 1943. Nel frattempo il feldmaresciallo Rommel aveva avuto nuovi aspri contrasti con i generali italiani e il feldmaresciallo Kesselring; egli continuò a mostrarsi pessimista; negli incontri del 31 dicembre 1942 e 6 gennaio 1943 i marescialli Cavallero e Bastico incontrarono il comandante della Panzerarmee Afrika; venne deciso di ripiegare ulteriormente fino a Homs in attesa di concentrare tutte le forze in Tunisia dove stavano affluendo ingenti rinforzi per il generale von Arnim; il feldmaresciallo Rommel decise di inviare subito una parte dei suoi reparti corazzati a Gabès e ribadì che era urgente preparare lo sganciamento dalla linea di Buerat. Egli quindi non venne sorpreso dall'attacco del 15 gennaio 1943 del generale Montgomery; gli italo-tedeschi ripiegarono con ordine, coperti dai pochi carri armati disponibili, 36 panzer e 57 mezzi corazzati italiani, che inflissero dure perdite alle avanguardie corazzate britanniche; entro tre giorni la Panzerarmee Afrika raggiunse la linea di Homs.
Il feldmaresciallo Rommel riteneva tuttavia che fosse impossibile difendere a lungo questa linea; informato del fatto che i britannici avanzavano con grandi forze corazzate per aggirarlo, iniziò a preparare la ritirata finale. Il maresciallo Cavallero giunse sul posto e discusse a lungo con il feldmaresciallo tedesco richiedendo di prolungare la resistenza e difendere Tripoli; egli affermò però che era soprattutto essenziale evitare la distruzione dell'armata. Il feldmaresciallo Rommel il 22 gennaio 1943 abbandonò la linea di Homs, evacuò Tripoli e proseguì verso la frontiera tunisina. L'ultima fase dell'inseguimento non fu privo di difficoltà per il generale Montgomery; le avanguardie britanniche furono intralciate dalle demolizioni e dai campi minati nemici e non mostrarono molta aggressività; inoltre, a causa dei danni subiti dal porto di Bengasi dopo una violenta tempesta, il rifornimento dell'8ª Armata dovette essere temporaneamente ridotto. Il generale Montgomery si preoccupò per questi problemi e prese in considerazione anche l'eventualità di arrestare l'avanzata; alla fine, concentrando tutti i mezzi corazzati e motorizzati e lasciando indietro una parte dell'armata, il generale britannico riuscì a riprendere la marcia e il 23 gennaio 1943 i soldati dell'8ª Armata entrarono a Tripoli, completando, dopo un'avanzata di 2500 chilometri in tre mesi a partire da El Alamein, la conquista della Libia. Nella capitale libica si congiunsero con l'8ª Armata i soldati della Francia Libera del generale Philippe Leclerc provenienti dal Sahara che per oltre due anni avevano condotto con successo una serie di attacchi contro i presidi dell'Asse nel Fezzan. Il generale Montgomery rimase a Tripoli per molti giorni per riorganizzare il sistema logistico della sua armata, riaprire il porto, che tornò funzionante a partire dal 3 febbraio, e raggruppare le sue truppe; i primi reparti britannici attraversarono la frontiera tunisina il 16 febbraio 1943.
Nel frattempo la Panzerarmee Afrika aveva iniziato a entrare in Tunisia fin dal 25 gennaio 1943 con l'obiettivo di schierarsi sulla linea del Mareth, il sistema fortificato costruito dai francesi prima della guerra; il feldmaresciallo Rommel attraversò la frontiera il 26 gennaio. Il comandante tedesco era dubbioso sulla solidità delle linee e previde un'ulteriore ripiegamento alla linea dell'Uadi Akarit; egli aveva condotto in salvo con notevole abilità gran parte delle sue truppe che erano risalite, con i rinforzi e i presidi delle retrovie raccolti lungo la strada, a 30000 soldati tedeschi e 48000 italiani con 130 mezzi corazzati. La perdita della Libia provocò grande costernazione a Roma dove Mussolini decise di destituire sia il maresciallo Bastico sia il maresciallo Cavallero che venne sostituito nell'incarico di capo di Stato maggiore dal generale Vittorio Ambrosio; venne inoltre comunicato al feldmaresciallo Rommel che, a causa delle sue precarie condizioni di salute, era previsto un suo imminente richiamo in Germania dopo il consolidamento della linea del Mareth.

### Contrattacchi dell'Asse

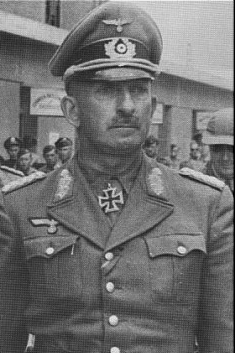
Il generale Hans-Jürgen von Arnim, comandante della 5. Panzerarmee

Nonostante il successo difensivo raggiunto, il generale Walther Nehring rimaneva pessimista sulla possibilità di fronteggiare per lungo tempo gli Alleati in Tunisia; il feldmaresciallo Kesselring e Adolf Hitler non condividevano queste valutazioni, essi ritenevano essenziale mantenere una testa di ponte in Nordafrica. Il 3 dicembre 1942 Hitler ricevette a Rastenburg il generale Hans-Jürgen von Arnim e il generale Heinz Ziegler; il Führer illustrò ai due ufficiali i suoi propositi per la guerra in Tunisia; egli intendeva costituire la 5. Panzerarmee che sarebbe stata comandata dal generale von Arnim, veterano del fronte orientale ritenuto un abile comandante di truppe corazzate, mentre il generale Ziegler sarebbe stato il suo sostituto con pieni poteri. Hitler rassicurò i due generali affermando che ben presto le deboli forze tedesche in Tunisia sarebbero state rinforzate con tre nuove Panzer-Division e tre divisioni motorizzate, tra cui la Divisione "Hermann Göring", sarebbero state inviate nuove armi e abbondanti rifornimenti. Con queste forze i generali von Arnim e Ziegler speravano di passare all'offensiva verso Bona, Philippeville e Orano. Il 9 dicembre 1942 il generale von Arnim assunse il comando supremo della nuova 5. Panzerarmee mentre il generale Nehring venne richiamato in Germania. Dopo il suo arrivo in Tunisia il generale von Arnim tuttavia dovette rapidamente constatare che la situazione era molto meno favorevole; le forze a sua disposizione era deboli, una Panzer-Division, un battaglione di carri pesanti equipaggiato con Panzer VI Tiger I, e una divisione mista di fanteria e paracadutisti con 76000 soldati tedeschi, e una divisioni italiana e altri reparti sciolti con 27000 soldati italiani. Fin dall'inizio i quantitativi di rifornimenti trasportati per mare o in aereo furono molto inferiori alle esigenze dell'armata; le divisioni promesse da Hitler non giunsero mai in Nordafrica.
Intanto il 23 gennaio 1943 Mussolini nominò il generale Giovanni Messe comandante della 1ª armata in Tunisia.
In queste condizioni il generale von Arnim dovette almeno momentaneamente rinunciare alla grande offensiva prevista e limitarsi a effettuare piccoli attacchi locali per migliorare la situazione tattica del suo fronte e sfruttare la scarsa coesione e la confusione dello schieramento alleato. Il generale Eisenhower era rimasto ad Algeri impegnato soprattutto in questioni politico-diplomatiche mentre sul campo di battaglia le truppe anglo-franco-americane mancavano di una direzione unitaria; il generale Giraud aveva preteso che i contingenti francesi dei generali Koeltz e Barrè, schierati con mezzi insufficienti al centro delle linee a difesa dei passi della Dorsale orientale, dipendessero direttamente da lui, mentre le truppe anglo-americane schierate a settentrione erano raggruppate al comando della 1ª Armata britannica del generale Anderson. Era previsto l'intervento sulla destra dei francesi del 2º corpo d'armata americano al comando del generale Lloyd Fredendall che avrebbe dovuto attaccare in direzione di Sfax; tuttavia l'intera 5ª Armata americana del generale Clark, formata da quattro divisioni, era rimasta in Marocco in compiti di copertura in caso di un intervento tedesco attraverso la Spagna. Il generale von Arnim poté quindi attaccare con i suoi moderni reparti corazzati il settore del fronte occupato dai francesi e nel mese di gennaio 1943 raggiunse alcuni successi.

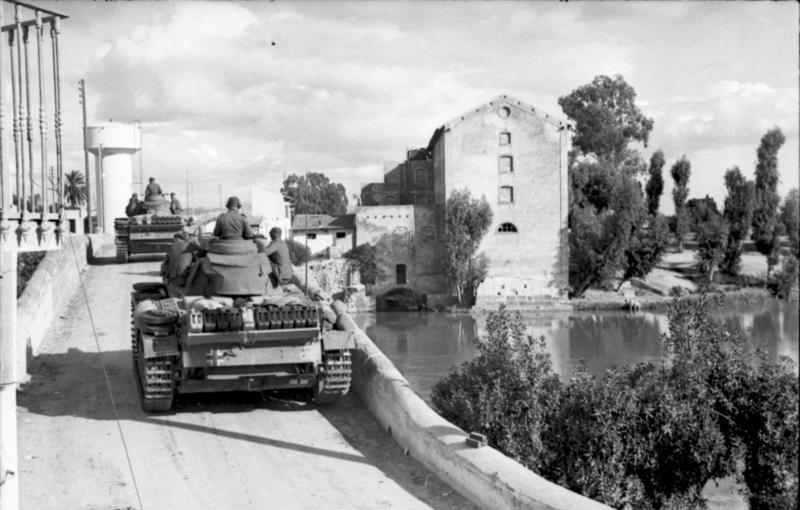
Carri armati tedeschi in Tunisia

I tedeschi occuparono Fondouk e inflissero gravi perdite ai reparti francesi; nella seconda fase, dopo il fallimento dopo duri scontri dell'attacco verso Pichon, il 31 gennaio 1943 i reparti corazzati del generale von Arnim conquistarono l'importante passo Faid attraverso la Dorsale orientale, lo stesso giorno le truppe del 2º corpo d'armata americano evacuarono Maknassy e ripiegarono su Gafsa. Il comandante della 5. Panzerarmee intendeva continuare i suoi attacchi con obiettivi limitati ma l'arrivo sul teatro tunisino del feldmaresciallo Rommel cambiò la situazione; egli era riuscito a concentrare le truppe superstiti della Panzerarmee Afrika al riparo dietro alla linea del Mareth e riteneva di poter partecipare con una parte delle sue forze a una grande offensiva combinata insieme al generale von Arnim contro le truppe americane schierate tra Faid e Gafsa. Il generale von Arnim aveva dei dubbi sulla possibilità di effettuare con successo l'operazione, ma il feldmaresciallo Kesselring approvò il piano.
Le forze italo-tedesche diedero inizio all'offensiva il 14 febbraio 1943 e ottennero subito un clamoroso successo; mentre il feldmaresciallo Rommel avanzava verso Gafsa con un raggruppamento mobile dell'Afrikakorps, il generale von Arnim sbucò da passo Faid e attaccò con due Panzer-Division la 1ª Divisione corazzata americana che rischiò di essere circondata a Sid Bou Zid; un contrattacco corazzato americano il 15 febbraio incappò in un'imboscata di panzer e venne duramente respinto: in due giorni gli americani del generale Fredendall persero oltre 100 mezzi corazzati e dovettero ripiegare verso ovest abbandonando i valichi della Dorsale orientale. Mentre il generale von Arnim, nonostante la brillante vittoria, proseguì lentamente verso ovest, il feldmaresciallo Rommel sfruttò audacemente la favorevole occasione, occupò Gafsa e inseguì il nemico avanzando di oltre 120 chilometri; egli propose di sferrare un grande attacco direttamente verso Tébessa e Bona per accerchiare l'intero schieramento alleato in Tunisia; il feldmaresciallo Kesselring, giunto sul posto, in un primo tempo sembrò concordare con questo piano. Il generale von Arnim tuttavia riteneva troppo ambizioso il progetto del feldmaresciallo Rommel e trattenne a nord una parte delle sue forze mobili più potenti; alla fine venne concordato un attacco preliminare attraverso il passo di Kasserine in direzione di Thala e Le Kef.

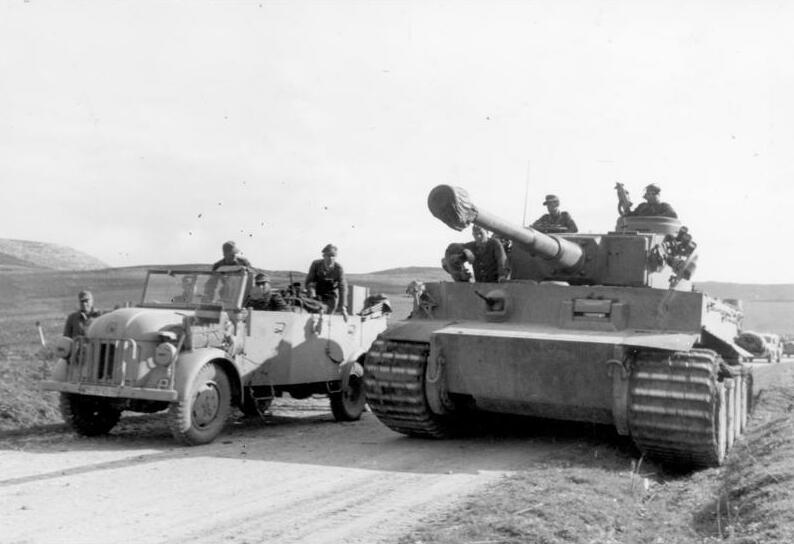
Un carro pesante Panzer VI Tiger in azione in Tunisia

Il feldmaresciallo Rommel riprese l'offensiva il 19 febbraio 1943 e inizialmente ottenne nuovi successi contro lo schieramento alleato organizzato affrettatamente dal generale Anderson con truppe americane, britanniche e francesi, per difendere gli accessi della Dorsale occidentale. L'Afrikakorps sbaragliò i reparti meccanizzati americani posti a difesa di Kasserine e conquistò il passo il 21 febbraio; nei giorni seguenti tuttavia affluirono notevoli rinforzi alleati, tra cui una brigata corazzata britannica e una divisione di fanteria americana, e i tedeschi furono fermati a Thala e Le Kef; i feldmarescialli Rommel e Kesselring preferirono non insistere e il 24 febbraio fecero ripiegare le loro forze sulle posizioni di partenza dopo aver inflitto agli americani la perdita di 7000 soldati, tra cui oltre 4000 prigionieri, e 235 mezzi corazzati.
Nonostante i successi, all'interno degli alti comandi dell'Asse erano presenti confusione e forti dissensi riguardo alla pianificazione; il feldmaresciallo Rommel, che il 25 febbraio assunse ufficialmente il comando in capo del Gruppo d'armate Afrika dopo aver ceduto la guida delle forze sulla linea del Mareth al generale Giovanni Messe, era in forte disaccordo con il generale von Arnim e anche con il feldmaresciallo Kesselring; egli decise di sferrare un attacco preventivo a Medenine contro l'8ª Armata britannica del generale Montgomery che si stava minacciosamente concentrando, senza coordinare i suoi piani con il generale von Arnim. Il comandante della 5. Panzerarmee attaccò il 3 marzo 1943 a nord del fronte tunisino, senza successo, mentre l'assalto del feldmaresciallo Rommel sulla linea del Mareth fallì completamente il 6 marzo.
Il 9 marzo 1943, il feldmaresciallo Rommel, stanco e in precarie condizioni di salute, venne richiamato in Europa e il comando di tutte le forze dell'Asse in Tunisia venne assunto dal generale von Arnim.

### Offensiva finale alleata e fine della campagna

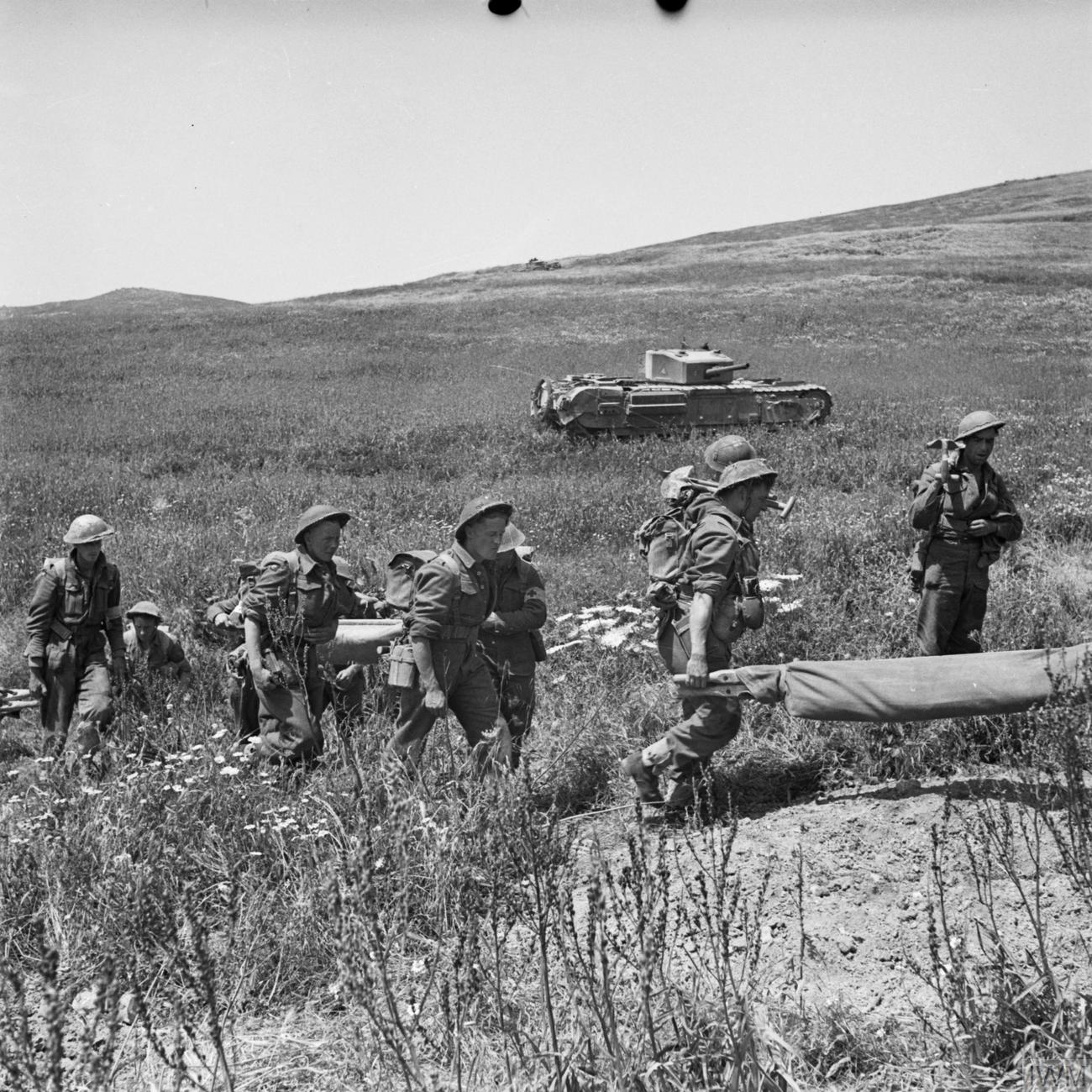
Truppe britanniche in Tunisia

Durante la conferenza di Casablanca del gennaio 1943, Churchill, Roosevelt e i principali dirigenti politico-militari anglo-americani avevano deciso, dopo lunghe e complesse discussioni, le ulteriori fasi della loro strategia diretta a ottenere la resa incondizionata delle potenze dell'Asse. Mentre era in corso la campagna del Nordafrica, i capi alleati avevano stabilito di rinviare ulteriormente l'apertura del secondo fronte in Francia, operazione Roundup, e di sferrare invece entro la prima settimana di luglio 1943 l'invasione della Sicilia da cui si attendeva un indebolimento decisivo dell'autorità di Mussolini e del regime fascista in Italia e il raggiungimento del predominio aeronavale totale nel Mar Mediterraneo. Era previsto che, per rispettare i tempi stabiliti per l'operazione Husky, le forze alleate avrebbero dovuto concludere vittoriosamente la campagna del Nordafrica entro il 15 maggio 1943.

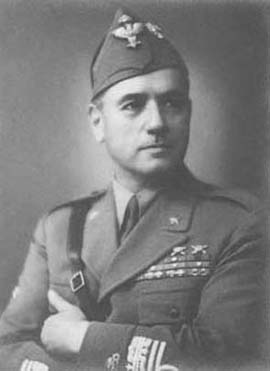
Il generale Giovanni Messe

Per portare a termine con successo nel breve tempo disponibile l'ultima fase della guerra d'Africa gli stati maggiori combinati anglo-americani riorganizzarono completamente la struttura di comando costituendo un "comando supremo alleato" (Allied Force Headquarters, o AHFQ), affidato al generale Eisenhower, responsabile di tutte le forze presenti nel teatro africano e mediterraneo, da cui sarebbe dipeso il 18º Gruppo d'armate che avrebbe diretto concretamente le operazioni in Tunisia delle forze terrestri britanniche, americane e francesi inquadrate nella 1ª Armata del generale Anderson e nella 8ª Armata del generale Montgomery. Il generale Alexander avrebbe assunto il comando del 18º Gruppo d'armate e avrebbe ceduto la guida del teatro del Vicino e del Medio Oriente al generale Henry Maitland Wilson. Il generale Alexander iniziò il suo nuovo incarico il 21 febbraio 1943 e dovette subito controllare la pericolosa situazione creatasi a seguito dell'offensiva dell'Asse a Kasserine; dopo aver superato la crisi, il generale britannico riorganizzò il suo schieramento, potenziò le forze con l'arrivo di altre divisioni britanniche e promosse l'addestramento delle truppe; all'inizio di marzo il 18º Gruppo d'armate era costituito da 20 divisioni britanniche, americane e francesi con circa 500000 soldati, 1800 carri armati, 1200 cannoni campali, 1500 cannoni anticarro. Le truppe alleate erano completamente equipaggiate e disponevano di abbondanti rifornimenti; nuove divisioni francesi armate con materiale americano erano in fase di costituzione e molte divisioni alleate erano disponibili in Marocco; inoltre le forze aeree anglo-americane, unificate nel "Comando aereo mediterraneo" erano costituite da oltre 3400 aerei e avevano ormai raggiunto il completo dominio aereo sui cieli del Nordafrica e del Mediterraneo.
La situazione del Gruppo d'armate Afrika passato al comando del generale von Arnim divenne progressivamente più critica nel mese di marzo 1943 soprattutto a causa delle crescenti difficoltà di rifornimento; nonostante gli sforzi della marina italiana, i convogli dell'Asse subirono pesanti perdite e ben presto il tratto di mare del canale di Sicilia divenne la "strada della morte" per le navi da trasporto italo-tedesche attaccate e affondate in gran numero dalle forze aeronavali alleate. In queste condizioni il gruppo d'armate italo-tedesco non fu in grado di sostenere ed equipaggiare adeguatamente le sue forze, costituite da 300000 soldati, di cui solo 150000 circa organizzati in truppe combattenti con solo 200 carri armati efficienti. A causa della carenza di carburante, il generale von Arnim fu costretto nelle fasi finali della campagna a ricorrere al disperato espediente di distillare sul posto un mediocre surrogato, mentre anche i tentativi di rifornire le truppe per via aerea per mezzo dei grandi aerei da trasporto della Luftwaffe fallirono per mancanza di mezzi sufficienti e per la violenta reazione delle forze aeree alleate. Hitler e Mussolini non riconobbero la situazione sempre più catastrofica delle loro forze in Tunisia, continuarono a inviare in Africa per via aerea inutili rinforzi di truppe, tra cui reparti della Divisione "Hermann Göring" e unità di fanteria al comando del generale Hasso von Manteuffel, e l'8 aprile ribadirono l'ordine di resistenza senza predisporre un'eventuale evacuazione via mare. Nonostante l'inferiorità numerica e materiale e l'irreversibile inferiorità nei confronti del nemico le forze dell'Asse continuarono a combattere con coraggio e abilità e opposero forte resistenza fino all'ultimo; anche le truppe italiane, sotto la guida del generale Messe, divenuto comandante della vecchia Panzerarmee Afrika ridenominata 1ª Armata italiana, si batterono con valore e determinazione fino alle fasi finali della campagna.
L'offensiva generale alleata ebbe inizio il 20 marzo 1943 con l'attacco frontale delle linee italo-tedesche attestate sulle fortificazioni del Mareth; il generale Montgomery sferrò l'operazione Pugilist e contemporaneamente effettuò un vasto movimento aggirante con i neozelandesi, truppe corazzate e i francesi del generale Leclerc; le forze dell'Asse difesero accanitamente le posizioni e gli attacchi frontali britannici non ebbero successo; una Panzer-Division tedesca contrattaccò il 22 marzo. Il generale Montgomery decise quindi di arrestare gli attacchi frontali e di potenziare la manovra aggirante affidata al generale Brian Horrocks che il 26 marzo, appoggiata da efficaci attacchi di cacciabombardieri della Desert Air Force, riuscì finalmente a sfondare le linee nemiche. Nel frattempo fin dal 17 marzo il 2º corpo d'armata americano, passato al comando del generale George Patton, aveva iniziato l'offensiva in direzione dei valichi della Dorsale orientale; le truppe statunitensi avanzarono fino a Gafsa, respinsero un contrattacco di panzer a El Guettar, ma, nonostante l'energia del generale Patton, non riuscirono a conquistare i passi di fronte all'accanita resistenza dei reparti italo-tedeschi del generale von Arnim e furono respinti a El Guettar, Maknassy e Fondouk. Il generale Messe quindi poté evitare l'accerchiamento e prendere posizione sulla linea dell'Uadi Akarit.

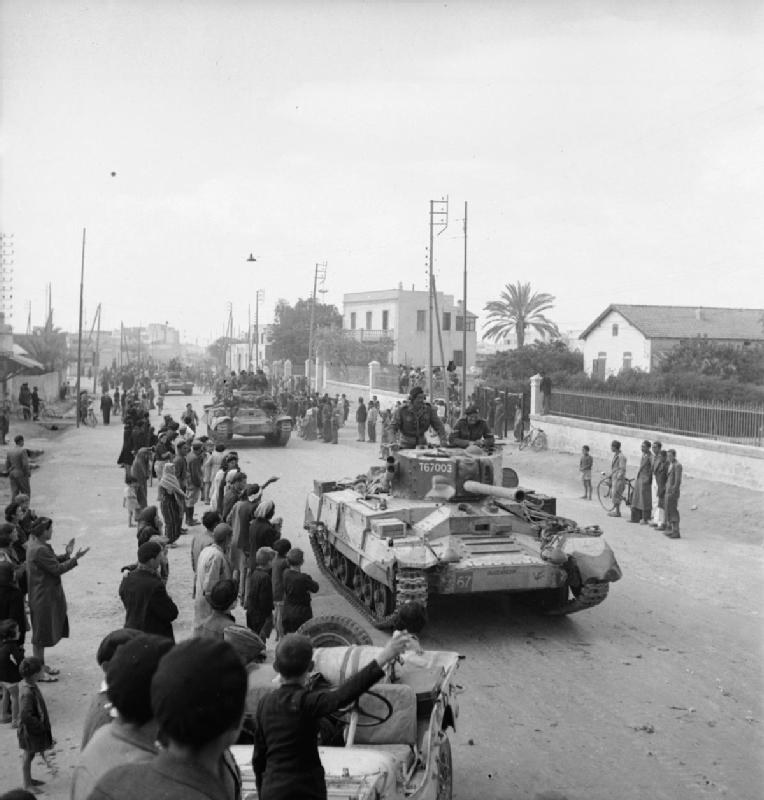
Reparti corazzati britannici entrano a Sfax

Il generale Montgomery riprese subito la sua offensiva e attaccò la nuova linea difensiva del generale Messe il 5 aprile con 570 carri e 1470 cannoni; le forze italo-tedesche si batterono coraggiosamente e misero di nuovo in difficoltà i britannici che dovettero impegnare tutte le loro riserve per effettuare lo sfondamento; infine il 7 aprile il generale von Arnim decise di abbandonare la linea dell'uadi Akarit e di ripiegare verso nord. Le truppe dell'Asse effettuarono lo sganciamento con notevole abilità e, coperti da campi minati e distruzioni, riuscirono entro il 15 aprile a raggiungere la linea difensiva finale di Enfidaville; durante la ritirata venne ferito durante un attacco aereo il tenente colonnello Claus von Stauffenberg, ufficiale dello stato maggiore della 10. Panzer-Division. L'8 aprile 1943 l'8ª e la 1ª Armata britanniche si erano finalmente congiunte sulla strada di Gabès. Le truppe italo-tedesche avevano mantenuto la coesione ma erano fortemente indebolite e difendevano il fronte di 215 chilometri intorno a Tunisi e Biserta con una forza combattente effettiva di soli 60000 soldati e meno di cento carri armati, concentrati tutti nel gruppo corazzato del colonnello Irkens.
Il generale Alexander iniziò l'ultima fase della campagna di Tunisia il 21 aprile 1943 dopo aver ridistribuito le sue forze combattenti che ammontavano a circa 300000 soldati con 1400 carri armati; il 2º corpo americano, di cui prese il comando il generale Omar Bradley, venne trasferito entro il 19 aprile sull'ala sinistra dello schieramento della 1ª Armata del generale Anderson per attaccare, insieme a truppe coloniali francesi, verso Biserta; inoltre il comandante del 18º Gruppo d'armate concentrò le forze principali al centro in direzione di Tunisi mentre il generale Montogmery avrebbe dovuto effettuare un attacco diversivo sul fronte di Enfidaville.
Inizialmente le forze italo-tedesche opposero ancora forte resistenza e gli alleati non raggiunsero risultati risolutivi; il 21 aprile l'azione dell'8ª Armata nel settore meridionale della testa di ponte terminò con un fallimento. Dopo aver conquistato Enfidaville le truppe indiane e neozelandesi furono bloccate dall'aspra resistenza in particolare dei reparti italiani che dimostrarono grande spirito combattivo; il generale Montgomery dovette sospendere gli assalti. Mentre le divisioni francesi guadagnavano terreno in direzione di Pont-du-Fahs, l'offensiva principale della 1ª Armata britannica del generale Anderson nella valle del fiume Medjerda iniziata il 23 aprile proseguì solo lentamente; le batterie anticarro tedesche inflissero pesanti perdite e un contrattacco del "gruppo corazzato Irkens" con 50 panzer, l'ultima azione offensiva dei mezzi corazzati dell'Afrikakorps, permise di riguadagnare il 28 aprile una parte del terreno perduto. Il 2º corpo americano del generale Bradley attaccò con quattro divisioni e riuscì ad avvicinarsi a Biserta entro il 5 maggio, ma venne ancora contrastato da piccoli reparti tedeschi che inflissero dure perdite.

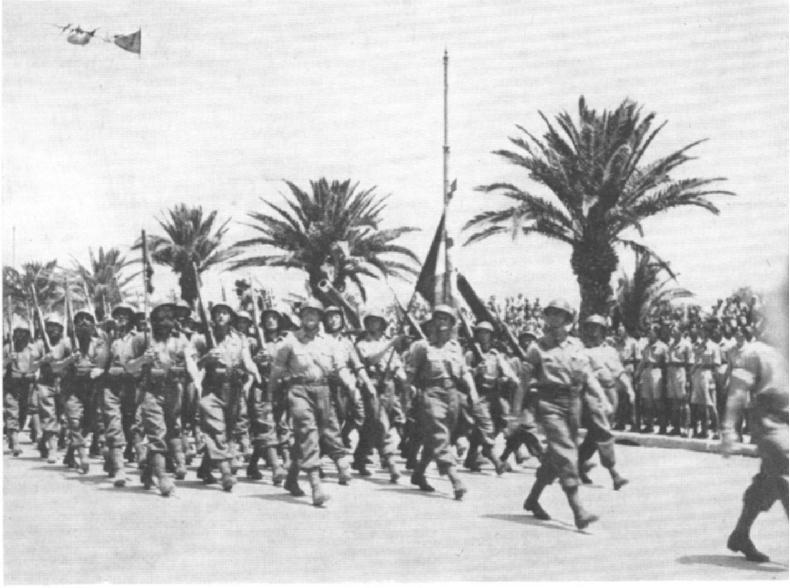
Truppe francesi sfilano a Tunisi dopo la vittoria

Il generale Alexander decise quindi, per accelerare la conclusione vittoriosa dei combattimenti, di sferrare una nuova offensiva generale, l'operazione Vulcan, dopo aver completato un ultimo spostamento di forze. Il comandante in capo del 18º Gruppo d'armate aveva iniziato a trasferire dal 30 aprile una divisione corazzata, una brigata corazzata e una divisione indiana dalla 8ª Armata del generale Montgomery alla 1ª Armata del generale Anderson e il 6 maggio 1943 diede inizio all'attacco, concentrato in un settore ristretto e sostenuto dal fuoco dell'artiglieria e dagli interventi delle forze aeree alleate. Il generale von Arnim era ormai quasi privo di carburante e munizioni; egli non riteneva più possibile prolungare a lungo la resistenza; nonostante le esortazioni provenienti dagli alti comandi dell'Asse di "combattere fino all'ultima cartuccia", l'offensiva alleata, sostenuta da una schiacciante superiorità di mezzi riuscì finalmente a sfondare il perimetro difensivo e alle ore 07.30 del 6 maggio i carri armati della 6ª Divisione corazzata e della 7ª Divisione corazzata britanniche si portarono avanti per avanzare su Tunisi. 

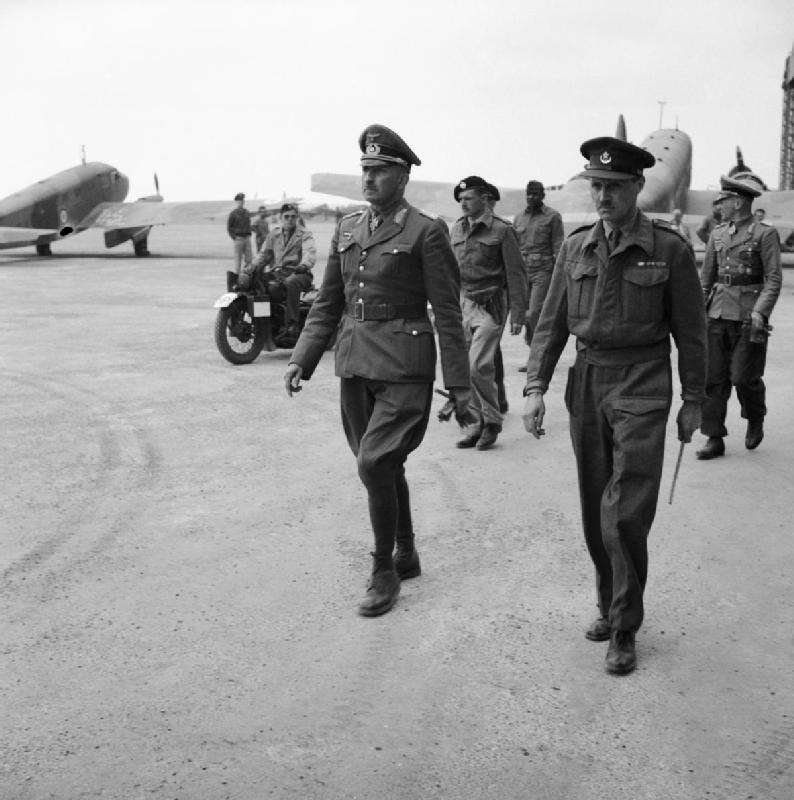
Il generale von Arnim si consegna prigioniero alle truppe britanniche.

 In realtà i reparti blindati britannici mostrarono qualche esitazione e gli ultimi panzer del colonnello Irkens cercarono di resistere a Massicault; infine le unità esploranti britanniche raggiunsero la capitale tunisina il pomeriggio del 7 maggio. Contemporaneamente anche le divisioni americane entrarono a Biserta; le forze italo-tedesche si trovarono quindi frazionate in due sacche separate senza possibilità di scampo; nonostante i comunicati degli alti comandi dell'Asse, non fu tentata un'evacuazione via mare delle truppe superstiti, resa impossibile dal totale predominio navale della flotta alleata; l'ammiraglio Cunningham aveva già diramato l'ordine di affondare ogni imbarcazione nemica individuata nel canale di Sicilia.
Le ultime fasi dei combattimenti in Tunisia furono caratterizzati dalla rapida disgregazione dei reparti italo-tedeschi che progressivamente si arresero; il generale von Arnim decise che le truppe avrebbero dovuto combattere fino all'esaurimento delle munizioni, quindi gli armamenti e i materiali avrebbero dovuto essere distrutti prima della resa. La sacca settentrionale, guidata dal generale Gustav von Vaerst, ultimo comandante della 5. Panzerarmee, cessò la resistenza l'11 maggio 1943 dopo alcuni disperati scontri finali. Nella sacca meridionale invece il generale Messe organizzò un'ultima aspra resistenza che si prolungò fino al 12.30 del 13 maggio; i reparti italiani e tedeschi della 1ª Armata si batterono con coraggio fino all'ultimo sotto gli attacchi delle divisioni britanniche e francesi. Il generale Hans Cramer, ultimo comandante dell'Afrikakorps, diramò prima della resa un ultimo messaggio radio in cui affermava che le munizioni erano esaurite, le armi erano state distrutte e che "il DAK si è battuto, in osservanza degli ordini, fino al limite d'ogni energia". Il generale Messe, dopo esser stato promosso il 12 maggio da Mussolini maresciallo d'Italia per il valore dimostrato, venne catturato sul campo di battaglia il 13 maggio, mentre il generale von Arnim si era già arreso la sera dell'11 maggio 1943.
Gli eserciti alleati catturarono un numero molto elevato di prigionieri, tra cui 22 generali; alcune fonti hanno riferito che furono raccolti circa 240000-250000 prigionieri, di cui 125000 soldati tedeschi. Lo storico britannico Basil Liddell Hart tuttavia basando i suoi calcoli sui dati ufficiali della forza vettovagliata dell'Asse al 2 maggio 1943, considera che i prigionieri non furono più di 170000-180000; 9000 feriti e malati dell'Asse erano stati evacuati nel mese di aprile, mentre nella fase finale solo 638 soldati italo-tedeschi riuscirono a sfuggire alla cattura e raggiunsero la Sicilia. Il generale Alexander poté comunicare il 13 maggio 1943 a Winston Churchill che la campagna era terminata, che la resistenza del nemico "è cessata" e che le forze alleate erano "padrone delle sponde nordafricane".

## Bilancio e conclusioni

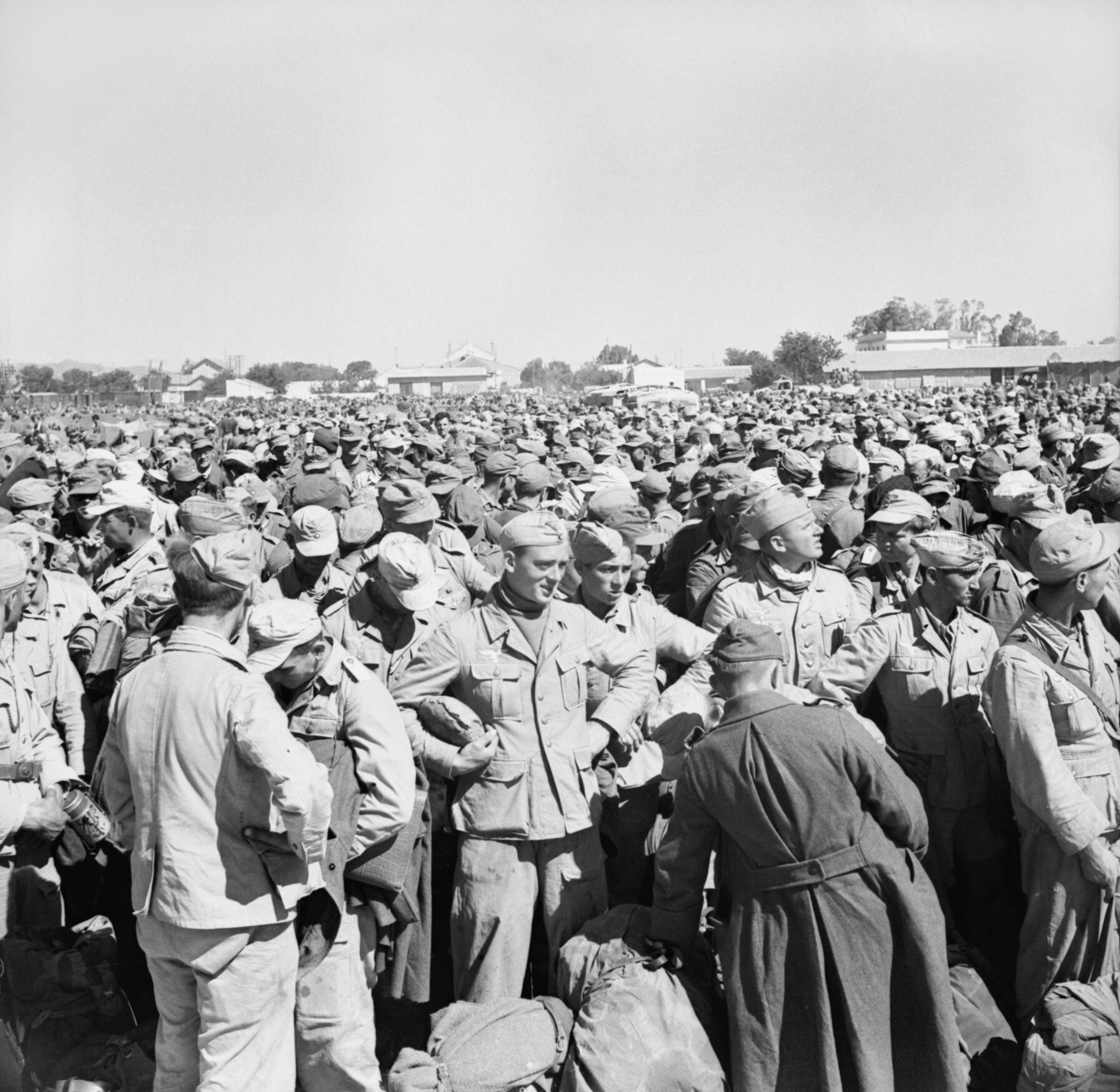
Prigionieri italo-tedeschi catturati in Tunisia al termine della campagna del Nordafrica.

La campagna del Nordafrica si concluse quindi, dopo quasi tre anni di combattimenti, con la completa vittoria degli Alleati; entrambe le parti subirono pesanti perdite nel corso delle numerose battaglie dall'esito alterno. L'Impero britannico impegnò per la maggior parte le sue divisioni coloniali e dei Dominions, armi ed equipaggiamenti aerei e terrestri moderni, perdendo oltre 220000 soldati, tra cui circa 35000 morti. La Wehrmacht fece intervenire un numero limitato di eccellenti divisioni corazzate che per gran parte della campagna si dimostrarono operativamente superiori alle forze alleate ma che alla fine vennero costrette alla resa; l'Italia impegnò gran parte dei suoi reparti più efficienti e quasi tutte le sue divisioni meccanizzate; le unità italiane, dopo una fase iniziale disastrosa, mostrarono importanti miglioramenti tattici e operativi nonostante la loro inferiorità di mezzi; subirono tuttavia perdite irreparabili di uomini e armi. Nella fase finale della campagna entrarono in combattimento le moderne forze dell'esercito statunitense che, nonostante l'inesperienza e le pesanti sconfitte iniziali, poterono collaudare le loro armi e le tattiche in vista delle successive campagne; infine in Nordafrica rientrarono in guerra le forze francesi delle colonie che in seguito, modernizzate con gli equipaggiamenti statunitensi, avrebbero partecipato alla liberazione dell'Europa.
Dal punto di vista strategico la lunga campagna del Nordafrica ebbe grande influenza sugli sviluppi complessivi della seconda guerra mondiale. Winston Churchill diede sempre grande importanza al teatro bellico del Nordafrica e del Medio Oriente; egli riteneva essenziale proteggere i domini britannici in Africa e Medio Oriente e mantenere i collegamenti navali con l'India; oltre a queste valutazioni difensive, il Primo ministro considerava possibile, attraverso l'impiego di grandi forze imperiali in questo settore periferico, anche a scapito di altri teatri bellici, conquistare l'intera costa nordafricana, riprendere il predominio aeronavale nel Mar Mediterraneo e infliggere soprattutto una sconfitta decisiva all'Italia di Mussolini, ritenuta la potenza minore e più vulnerabile dell'Asse. Churchill perseguì costantemente questa strategia, ritenuta meno costosa e pericolosa di un grande attacco in Europa nord-occidentale contro le forze principali della Wehrmacht. Il Primo ministro riuscì a superare le critiche di Stalin, desideroso di un impegno diretto britannico nel continente europeo, e anche lo scetticismo dei dirigenti americani, dubbiosi riguardo all'importanza assegnata dai generali britannici alla campagna nordafricana. Nonostante l'opposizione dei principali generali americani il presidente Roosevelt decise di impegnare le sue truppe in Nordafrica soprattutto per complessi calcoli geo-politici e per dare modo ai suoi soldati di entrare in combattimento. L'andamento favorevole delle operazioni in Nordafrica permise ai dirigenti britannici di imporre nuovamente le loro scelte strategiche e quindi, dopo la vittoria, gli Alleati, nonostante i nuovi dubbi del capi militari americani, decisero di sfruttare il grande successo proseguendo le operazioni nel teatro Mediterraneo attaccando la Sicilia; in questo modo l'apertura del secondo fronte fu rinviata prima ad agosto 1943 e poi al 1944 e venne data la precedenza alla sconfitta definitiva dell'Italia.

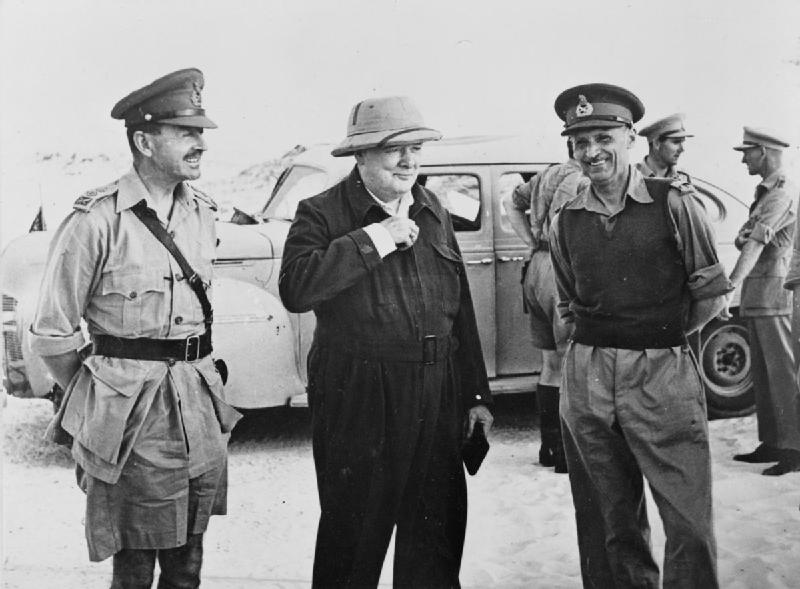
Tre protagonisti britannici della campagna nordafricana: il generale Harold Alexander, Winston Churchill, il generale Bernard Montgomery.

Per Mussolini e il regime fascista la catastrofe in Nordafrica, preceduta dalle lugubri notizie della ritirata in Russia, ebbe conseguenze decisive; la perdita della Libia, la minaccia di attacchi diretti alla nazione e la distruzione delle unità migliori dell'esercito provocarono una caduta del prestigio del Duce e favorirono la crescita dell'opposizione all'interno dei quadri dirigenti politici e militari. Mussolini comprese l'importanza determinante per il suo regime della campagna nordafricana, cercò di rafforzare le sue forze sul campo con nuovi invii di truppe e fece pressioni con scarso successo su Hitler per sollecitarlo a modificare il suo piano strategico generale, rinunciando alla guerra sul fronte orientale e concentrando le sue forze nel Mediterraneo. Nonostante le manifestazioni esteriori di fiducia e la retorica di Mussolini, la catastrofe tunisina sarebbe stata seguita entro due mesi dall'invasione della Sicilia e dalla caduta del fascismo.
Hitler fin dall'inizio diede solo limitata importanza alla campagna del Nordafrica; concentrato nella gigantesca campagna all'Est iniziata nel giugno 1941, inviò solo con riluttanza un piccolo corpo di spedizione soprattutto per impedire un crollo immediato dell'Italia in Libia e per tenere impegnate in un settore extra-europeo le forze britanniche. Nonostante alcuni momenti di ottimismo dopo le brillanti vittorie del generale Rommel, che godeva della stima e dell'alta considerazione del Führer, Hitler non pianificò dettagliatamente possibili campagne a vasto raggio in Medio Oriente. Nell'ultima fase della guerra in Nordafrica, il dittatore sembrò intenzionato a consolidare la testa di ponte in Tunisia; egli a questo punto considerava essenziale resistere e guadagnare tempo per evitare un attacco all'Italia e la caduta del Duce. Hitler inoltre riteneva che prolungando al massimo la campagna d'Africa avrebbe costretto gli Alleati a rinviare l'attacco all'Europa nazista. Secondo alcuni storici peraltro Hitler, rinunciando a evacuare per tempo le sue truppe scelte che avevano valorosamente combattuto in Nordafrica e ordinando di resistere fino alla resa finale, indebolì la successiva capacità di resistenza in Sicilia e favorì in parte il successo alleato nel teatro Mediterraneo.
La campagna del Nordafrica è una delle fasi più conosciute e studiate della seconda guerra mondiale; una ricca bibliografia di provenienza anglosassone, italiana e tedesca ha descritto e analizzato dettagliatamente le alterne vicende della cosiddetta "guerra nel deserto". Le opposte propagande già durante il conflitto diedero ampia pubblicità al teatro africano con colorite descrizioni delle spettacolari battaglie, avanzate e ritirate tra le dune del desolato territorio nordafricano. In generale la campagna è stata descritta dagli storici e raccontata dai protagonisti diretti in termini quasi positivi, come una guerra cavalleresca, "senza odio", con rispetto tra le parti in conflitto, priva delle connotazioni ideologico-razziste presenti in altre campagne della seconda guerra mondiale. I protagonisti della guerra nel deserto furono ampiamente pubblicizzati durante il conflitto e sono rimasti personaggi ben conosciuti a livello popolare, in particolare Erwin Rommel, la "volpe del deserto" e Bernard Montgomery, "Monty".
In realtà durante la campagna del Nordafrica si sarebbero verificati episodi di violenze, devastazioni e saccheggi da parte di britannici e indigeni nei confronti dei coloni italiani in Cirenaica, maltrattamenti e forti disagi dei prigionieri delle due parti rinchiusi in campi primitivi in condizioni miserabili, atrocità e brutalità verso soldati italiani e tedeschi da parte di truppe australiane e neozelandesi. Deve infine essere ricordato che la politica della Germania nazista di concentrazione, deportazione e sterminio degli ebrei venne perseguita anche in Tunisia dove erano presenti circa 80000 ebrei; un Einsatzkommando guidato dal tenente colonnello delle SS Rauff catturò subito i capi della comunità ebraica locale che vennero costretti a collaborare con l'occupante; venne immediatamente richiesta una contribuzione in denaro di 20 milioni di franchi; inoltre, su iniziativa del feldmaresciallo Kesselring e del generale Nehring, si stabilì che, essendo difficoltoso deportare tutti gli ebrei tunisini in Europa, essi sarebbero stati impiegati nel lavoro coatto per lavori di fortificazione. Alcune migliaia di ebrei furono quindi costretti da tedeschi e italiani al lavoro forzato nei settori di Biserta e Tunisi: solo la sconfitta finale dell'Asse in Nordafrica evitò ulteriori sofferenze alla comunità ebraica tunisina.